# ヘルマン・ゲーリング
ヘルマン・ヴィルヘルム・ゲーリング（ドイツ語 : Hermann Wilhelm Göring  発音、1893年1月12日 ‐ 1946年10月15日）は、ナチス・ドイツの政治家、軍人。
国民社会主義ドイツ労働者党（ナチ党）の最高幹部で、総統アドルフ・ヒトラーの後継者であった。ドイツ空軍総司令官であり、最終階級は全ドイツ軍で最高位の国家元帥。
第一次世界大戦でエース・パイロットとして名声を得る。戦後の1922年にヒトラーに惹かれてナチ党に入党。ミュンヘン一揆の失敗で一時亡命生活を送るも、1928年に国会議員に当選し、1932年の選挙でナチ党が第一党となると、国会議長に選出され、党と上流階級の橋渡し役を務めて党勢拡大と政権獲得に貢献した。1933年の政権獲得後にはプロイセン州首相、航空相、ドイツ空軍総司令官、四カ年計画全権責任者、ドイツ経済相、森林長官、狩猟長官などの要職を歴任し、ヒトラーの後継者に指名されるなど高い政治的地位を占めた。しかし、政治的には対外穏健派だったため、強硬派のヒトラーと徐々に距離ができ、1930年代の終わり頃から政治的影響力を低下させはじめた。第二次世界大戦中にドイツ空軍の劣勢が目立つようになると、一層存在感を落とした。しかし、戦後のニュルンベルク裁判では最も主要な被告人としてヒトラーとナチ党を弁護し、検察と徹底対決して注目を浴びた。死刑判決を受けた後、執行前に独房内で服毒自殺した。

## 概要
1893年、ドイツ帝国外交官の息子としてバイエルン・ローゼンハイムに生まれる（→生まれ）。1900年から母の愛人だった大地主の城に同居するようになり、豪勢な生活の中で育った（→上流階級の中での育ち）。1905年からカールスルーエの陸軍士官学校に入学し、ついで1909年からプロイセン陸軍士官学校に入学。1914年1月に陸軍少尉に任官し、ミュールハウゼン駐留の歩兵連隊に配属された（→陸軍幼年学校・陸軍士官学校）。
同年7月から8月に勃発した第一次世界大戦では、初め陸上部隊を指揮してミュールハウゼン防衛戦で戦ったが、まもなく病を罹患して戦線から離脱（→陸軍将校としての初戦）。回復後の同年10月から陸軍航空隊へ移籍し、偵察機の観測員となる（→航空隊移籍、観測員としての活躍）。ついで1915年9月から戦闘機パイロットとなる。撃墜スコアを伸ばし、1917年5月に第27戦闘機中隊指揮官に任じられる。1917年代からはエースパイロットの一人として広く認知されるようになり、1918年6月にはプール・ル・メリット勲章を受勲した（→エースパイロット）。1918年7月には「リヒトホーフェン大隊」指揮官に任じられた。ウーデットはじめエースぞろいの部隊をよくまとめ上げ、苦しい戦況の中で最後まで戦い抜いたが、同年11月に敗戦を迎えた（→リヒトホーフェン大隊指揮官）。
戦後ミュンヘンへ帰り、右派の政治運動に名を連ねたが、1919年2月に共産党によるミュンヘン・レーテ共和国樹立があり、身の危険を感じてミュンヘンを脱出した（→ミュンヘン・レーテ共和国をめぐって）。その後デンマークやスウェーデンに活躍の場を移し、曲芸飛行士として人気を博した（→北欧で曲芸飛行士）。
1921年夏にドイツへ帰国し、1922年から1923年にかけてミュンヘン大学に在学。1922年にナチ党党首ヒトラーの演説を初めて見、彼に魅了されて同党へ入党。一次大戦の英雄の経歴から重用され、入党後ただちに突撃隊最高指導者に任じられた（→ナチ党への入党）。1923年のミュンヘン一揆では突撃隊を率いて参加したが、一揆は失敗し、腰に銃弾を受けてオーストリアへ国外亡命した（→ミュンヘン一揆）。銃弾摘出の手術でモルヒネが使われ、以降モルヒネ依存症となる。ナチ党の再建運動にも参加できず、妻カリンの実家のあるスウェーデンで失意の日々を送った（→亡命生活）。
1927年秋にドイツ国会で政治犯の恩赦が可決されたため帰国（→恩赦で帰国）。1928年の国会総選挙でナチ党候補者名簿の最上位に乗せられ、国会議員に当選。ナチ党議員団の長となる。社交界でナチ党と上流階級の橋渡し役を務め、大企業から企業献金を取りつけた。以降ナチ党は積極的な選挙活動を打てるようになり、議席を急速に伸ばし、1932年7月の総選挙では第一党となる（→国会議員）。1932年8月にはゲーリングが国会議長に選出された。パーペン内閣に協力しないとのヒトラーの方針に従って、国会議長としての政府への協力を拒否した。しかしやがてナチ党の政治資金が尽き、1932年11月の総選挙、12月のチューリンゲン州議会選挙はナチ党が敗北。弱気になるヒトラーを説得して非妥協路線に戻し、シュライヒャー内閣との妥協路線に転じていたグレゴール・シュトラッサーを失脚に追い込んだ。その後ヒンデンブルク大統領の説得に尽力するなどヒトラー首相任命の下地作りに貢献した（→国会議長）。
1933年1月30日に成立したヒトラー内閣には無任所大臣として入閣（→ヒトラー内閣成立）。またプロイセン州内相（後プロイセン州首相）に就任し、警察署長をナチ党員にすげ替えたり、突撃隊や親衛隊を補助警察として採用したり、ディールスのもとにゲシュタポを創設するなどプロイセン警察のナチ化を進めた。2月28日の国会議事堂放火事件でオランダ人共産主義者が逮捕されると共産主義者全体の国際連帯によるテロ事件と断定して左翼を次々と検挙した。無法な取り扱いが多い突撃隊の私設収容所を憂慮し、これを一掃して州公認の強制収容所を設置し、政治犯はそこに収容することとした。突撃隊との対立が深まる中、プロイセン州以外の警察を支配下に収めていた親衛隊との連携を模索し、1934年4月には親衛隊にゲシュタポ指揮権を譲った（→プロイセン州統治）。1934年6月末から7月初旬の長いナイフの夜事件では親衛隊とともに粛清の主導的役割を果たした。彼は粛清対象をナチ党内や突撃隊に限定したがり、親衛隊によるナチ党外への粛清拡大には慎重だった。パーペン副首相など危ぶまれていた非ナチ党の高官たちを庇護した（→長いナイフの夜）。
1933年5月より航空相、1935年3月より空軍総司令官となり、ヴェルサイユ条約で禁止されていたドイツ空軍の再建で中心的役割を果たした。ウーデットが推す急降下爆撃や短距離中距離爆撃機を重視する航空機生産を行わせた。これは第二次世界大戦前半の対ポーランド戦や西方電撃戦で大きな成功につながった反面、バトル・オブ・ブリテンの敗退につながったと評価される。1936年からスペイン内戦にドイツ空軍を「コンドル軍団」として非公式参戦させ、新型機実験場として活用した（→空軍総司令官として）。
1934年7月から森林長官、狩猟長官を兼任し、都市部のグリーンベルト設置を推進して自然保護に尽くし、また狩猟法制定で狩猟のルールを定めて動物保護に尽力した（→動物・自然保護への功績）。1936年8月には四カ年計画全権責任者に、1937年11月には経済相となり、戦争に耐えうる経済の確立に努めた。また水晶の夜事件後には強制的アーリア化を推進し、ユダヤ人を経済活動から排斥した（→経済における活動）。外交面では対英穏健派であり、対英強硬派のリッベントロップを嫌った。1938年9月のミュンヘン会談の成功に尽力したが、対外強硬姿勢を強めるヒトラーから徐々に疑念を持たれるようになり、この頃から政治的影響力を落とした。1939年3月のチェコスロバキア解体では政策決定から外されていた。この件でイギリスの態度が硬化したことを憂慮し、8月にはスウェーデン人実業家ダーレルスを通じてイギリスと交渉にあたったが、実を結ばなかった（→外交における活動）。
彼は国民人気が高く、政策決定力が落ちた後でもヒトラーから重視され、開戦に際して総統後継者に指名されている（→ヒトラーの後継者）。
1939年9月の対ポーランド戦、1940年5月からの西方電撃戦でゲーリング率いる空軍は爆撃で陸軍の進撃を助け、電撃戦の一翼を担った。対仏勝利後の1940年7月に国家元帥に叙された（→ポーランド戦、→西方電撃戦）。つづくバトル・オブ・ブリテンでは航空施設爆撃の継続を主張したが、ヒトラーに押し切られてロンドン空襲に切り替えた。その結果損害が増して英国本土の制空権を握れる見込みは無くなった（→バトルオブブリテン）。ヒトラーが独ソ戦を検討していることを知ると二正面作戦への反対を具申したが、ヒトラーに押し切られて結局賛同した。1941年6月に開始されたバルバロッサ作戦でドイツ空軍は初戦こそ大戦果を挙げたが、やがて進撃は行き詰まった。1942年から1943年にかけては、スターリングラード攻防戦で無謀な空輸作戦を行って失敗し、その権威を大きく失墜させた（→独ソ戦）。1942年から英米軍によるドイツ各都市への空襲が激しくなり、1943年7月のハンブルク空襲を機に彼は爆撃機より防空のため戦闘機増強に力を入れるべきとの方針を宣言したが、守勢に転じることを嫌がるヒトラーに退けられた。また彼は夜間戦闘機に不熱心だった。結果ドイツの防空体制はお粗末なものとなり、空襲被害はますます甚大となった。日々冷遇されていく彼は、空軍の指揮をミルヒに任せて美術品収集など趣味の世界に没頭していった。それでも空襲被災地の視察などでは市民からの人気は衰えていない様子だったという（→英米の空襲）。1945年4月23日、オーバーザルツベルクで「総統が自決の意思を固め、連合国との和平交渉はゲーリングに任せるつもりである」という情報を聞いた彼は、ヒトラーに自分に国家指揮権を移譲する意思はあるか問う電報を送った。官房長官ボルマンはこれを「ゲーリングの反逆」とヒトラーに讒言し、ヒトラーの逆鱗に触れて解任された。さらにボルマンの独断で親衛隊部隊に逮捕命令が出されて一時監禁されたが、ヒトラー自殺後に親衛隊はゲーリングを解放した（→「反逆」、→解任と逮捕）。
5月に自ら米軍の捕虜となり、四カ月ほどルクセンブルク・バート・モンドルフで拘留された（→アメリカ軍の捕虜に）。1945年9月にニュルンベルクへ移送され、11月から開廷したニュルンベルク裁判の最主要被告人となった。法廷ではヒトラーとナチスを雄弁に擁護し、検察が追及する「侵略戦争の共同謀議」や「ユダヤ人絶滅政策」などの容疑を否認した。アメリカ首席検事ジャクソンらと激闘を繰り広げて人々の注目を集めたが、1946年9月の判決で絞首刑判決を受けた（→ニュルンベルク裁判）。死刑方法を銃殺刑に変更するよう嘆願するも拒否されたことを不服とし、死刑執行直前の1946年10月15日に独房内で服毒自殺した（→自殺）。

## 生涯

### 幼年期から青年期（1893-1914）

#### 生まれ
ヘルマン・ヴィルヘルム・ゲーリングは、1893年1月13日にドイツ帝国領邦バイエルン王国南端のローゼンハイムにあるサナトリウムで生まれた。父はハインリヒ・エルンスト・ゲーリング。母はその再婚の妻フランツィスカ (Franziska)（旧姓ティーフェンブルンtiefenbrunn）。
父ハインリヒはドイツ帝国の外交官であり、かつてドイツ植民地南西アフリカの帝国弁務官（植民地の行政長官）を務めたこともある。さらにその後、ハイチの総領事に任命され、ゲーリングが生まれた頃にも父ハインリヒはハイチに在任していた。母フランツィスカは出産のためにハイチの夫の下を離れてドイツに帰国し、掛かり付けの医師ヘルマン・リッター(騎士)・フォン・エーペンシュタインの経営するローゼンハイムのサナトリウムに入院して、そこでゲーリングを出産したのであった。ハインリヒとフランツィスカ夫妻には5人の子供があり、ゲーリングはそのうち第4子の次男であった。
兄弟には兄カール・エルンスト(Karl Ernst)、姉二人、弟アルベルトがいる。さらに父ハインリヒは前妻との間にも5人の子供を儲けており、ゲーリングはハインリヒの計10人の子供の中では第9子にあたる。
ヘルマン・リッター・フォン・エーペンシュタインが代父になり、自らの「ヘルマン」の名を与えた。またミドルネームの「ヴィルヘルム」は皇帝ヴィルヘルム2世にちなんで付けられた。エーペンシュタインはベルリン出身の裕福な大地主貴族の医者でプロイセン王室の侍医をしていたため、宮廷に影響力があった。エーペンシュタインの信仰はカトリックであったが、彼の父親はユダヤ人であったので半ユダヤ人にあたる。彼は軍医だった頃にハインリヒ・ゲーリングが帝国弁務官を務めていた南西アフリカに赴任し、ここでハインリヒと知り合い、以降深い親交を結んでいた。母フランツィスカはエーペンシュタインの掛かり付けの患者であり、また彼の愛人でもあった。2人が愛人関係を持ち始めたのはゲーリングの弟アルベルトが生まれる9カ月から1年前と見られており、そのためアルベルトは実際にはエーペンシュタインの子供ではないかと言われる。
母フランツィスカはゲーリングを生んだ後、父ハインリヒのいるハイチへ戻り、ゲーリングはフュルトにある母の友人の家に預けられた。ここで三歳まで実の両親と離れて育てられた。1896年に両親がドイツへ帰国し、この後1900年までプロイセン首都ベルリン・フリーデナウで両親と一緒に暮らした。父ハインリヒは高位の外交官ではあったが、子沢山もありそれほど裕福ではなく、ここでの生活は慎ましかった。
ハインリヒはドイツ帝国高官にしては珍しく比較的自由主義的な人物で、植民地現地民の有色人種たちを人間扱いするかのような発言を繰り返していたため、帝国内での立場を弱め、帰国後には社会主義者のレッテルを貼られるようになり、早めの退官を余儀なくされた。

#### 上流階級の中での育ち

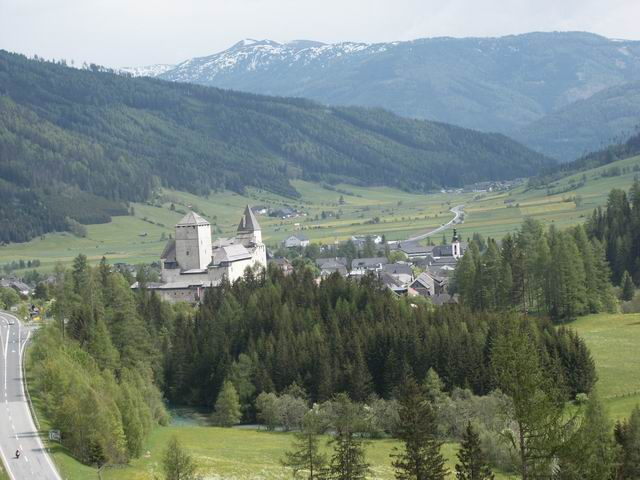
マウテルンドルフ城

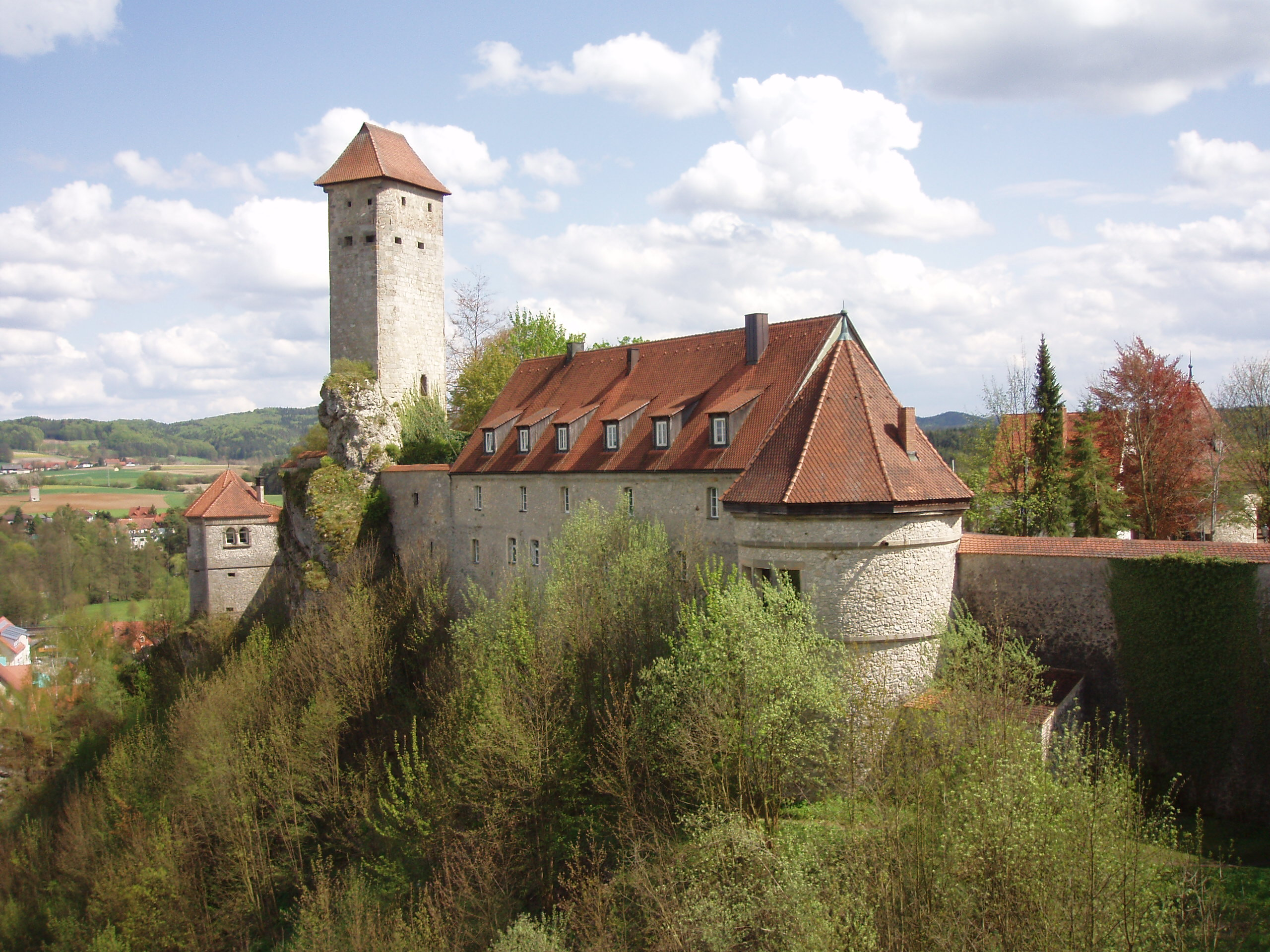
ヴェルデンシュタイン城

1900年からエーペンシュタインは彼の所有であるオーストリア・ザルツブルク郊外マウテルンドルフにあるマウテルンドルフ城、ついでドイツ・ニュルンベルク北方ノイハウス・アン・デア・ペグニッツにあるヴェルデンシュタイン城にゲーリング一家を招き、一家はこれらの城で暮らすようになった。
エーペンシュタインは中世の貴族のような生活に憧れを抱いていたので、その城の中は大変に豪華な装飾がなされ、従者たちは中世の宮廷風の服を着て働いていた。またその領民に対しては、絶対的支配者として接していた。ゲーリングの後の華美な装飾への嗜好も、この時期にエーペンシュタインから影響を受けて培ったものと見られる。
一方、父ハインリヒは退官後、アルコール浸りの毎日を過ごしており、幼少期のゲーリングの目には頼りない父親に映った。そのためこの頃のゲーリングはエーペンシュタインを実の父以上に尊敬していた。エーペンシュタインもゲーリング一家の子供たちを可愛がっていた。特にはじめは自分の息子と思われるアルベルトを可愛がっていたが、アルベルトは気が弱くて内向的であるなど気質はエーペンシュタインに似なかったため、まもなく社交的で大胆で冒険に憧れるゲーリングに一番関心を寄せるようになったという。
エーペンシュタインとフランツィスカはしばしば夜を共にした。同居者であるハインリヒは不満を感じながらもそれを黙認していた。両親とエーペンシュタインの三人は、奇妙な三角関係の生活をエーペンシュタインの城で送った。この状態はエーペンシュタインが1913年にリリーという若い娘と再婚し、リリーの要求でゲーリング一家が城から退去してミュンヘンへ移住することになるまで続いた。
ゲーリングは10歳の頃から登山に夢中になっていた。13歳の頃には、険しい岩登りをして標高3600メートルのグロースグロックナー山の山頂の登頂に成功している。狩猟にもよく連れて行ってもらった。ゲーリングの狩猟好きもエーペンシュタインの影響だった。
学業では1904年にフュルトの小学校 (Volksschule) を卒業し、その後アンスバッハの寄宿制のギムナジウムに入学した。しかしこの学校は規律が厳しく、入学当初からゲーリングの気性に合わなかったという。ゲーリングがこの学校から逃げだす決定的な要因となったのは「尊敬する人」というお題の作文だった。ゲーリングがエーペンシュタインのことを書いたところ、校長から呼び出しを受け、「エーペンシュタインはユダヤ人だ。アンスバッハ校の生徒がユダヤ人を尊敬することなど許されない」と注意された。ゲーリングはエーペンシュタインはカトリックと反論したものの、聞き入れられず、校長の命令で「ユダヤ人を賛美した作文は二度と書きません」と100回書かされたうえ、ユダヤ人名録をAからEまで書き写させられた。この処分は学友の間にも広まり、ゲーリングは学校中で嘲笑された。そして「私の代父はユダヤ人です」というプラカードを首にかけさせられて蛙跳びを強要されるイジメを受けたのが直接のきっかけで学校から抜け出してノイハウスのヴェルデンシュタイン城へ帰ってしまった（この際に学校の楽器の弦を全部切っていくという復讐をした）。

#### 陸軍幼年学校・陸軍士官学校

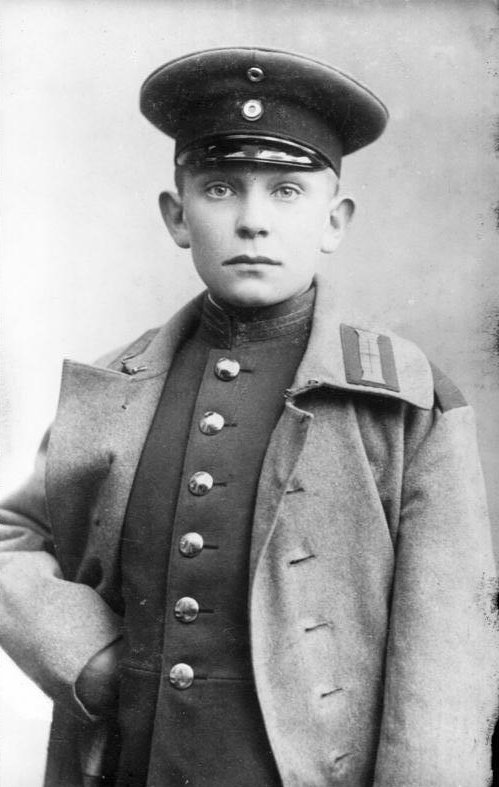
1907年。カールスルーエの陸軍幼年学校時代

この後、ゲーリングは騎兵将校だった父ハインリヒや代父エーペンシュタインの尽力で、1905年からバーデン大公国・カールスルーエの陸軍幼年学校 (kadettenanstalt) に入学した。父は息子の反抗的な性格は軍隊に馴染まないのではと不安をもっていたが、幼年学校はどんな荒々しい精神の少年でも慣らしてしまうことで知られており、ゲーリングも元気でやる気のある少年として歓迎された。1909年には教練、騎乗、歴史、英語、フランス語、音楽で優秀の成績を修めてこの幼年学校を卒業した。
ついで1909年から1914年にかけてベルリン・グロス・リヒターフェルデにあった名門のプロイセン陸軍士官学校に在学した。ここでも活発に活動し、同校のクラブの中でもっとも入会条件の厳しいクラブに選抜されたり、ルーレーベンの競馬に参加したり、ヴァンゼーの水泳大会に参加したりしたうえに、学業もほとんど全ての学科でトップクラスの成績を収めたことから、女性からももてはやされた。
1911年に「優」の成績で下級曹長級士官候補生(Fähnrich)試験に合格して、下級曹長級士官候補生に任官する。また1913年にはアビトゥーアにも合格している。
優秀な士官候補生であったゲーリングは、ベルリン社交界にデビューでき、上流階級との交際も経験した。
1913年12月には父ハインリヒがミュンヘンで死去した。若い頃には父をそれほど尊敬していなかったゲーリングだったが、ミュンヘンのヴェストフリートホーフ墓地での父の葬儀には涙を流した。
1914年1月に陸軍少尉に任官し、帝国直轄州エルザス＝ロートリンゲンのミュールハウゼンに駐留していた第112歩兵連隊「プリンツ・ヴィルヘルム (Prinz Wilhelm)」（バーデン大公国歩兵連隊）に入隊した。

### 第一次世界大戦（1914-1918）

#### 陸軍将校としての初戦
1914年7月末から8月初めにかけて第一次世界大戦となる各国の戦闘が続々と勃発した。ドイツ軍とフランス軍は1914年8月3日に開戦した。
ゲーリングの所属する第112歩兵連隊はフランス国境地域エルザス＝ロートリンゲンに駐留していたため、対仏開戦後、すぐに戦場に動員された。ゲーリングの率いる部隊はミュルーズ（ドイツ語名：ミュールハウゼン）の攻防戦の中でフランス軍の前哨拠点の一つを攻撃して4人のフランス兵を捕虜にする戦功をたてた。この功績で二級鉄十字章を受章している。しかしまもなくリューマチ熱を罹患したため、フライブルク・イム・ブライスガウの病院へ送られた。

#### 航空隊移籍、観測員としての活躍
フライブルクの病院で入院中に、第112歩兵連隊の友人で航空隊に移籍していたブルーノ・レールツァーのお見舞いを受けた。彼はフライブルクで飛行訓練を受けていた。彼の話を聞いているうちに航空隊への憧れを抱き、航空隊移籍の志願書を提出したが、初め許可が下りなかった。しかしゲーリングは命令に違反して原隊に戻らず、レールツァーのアルバトロス飛行機の観測員として独断で訓練を受け始めた。軍法会議が命令不服従の容疑でゲーリングの捜査を行い、出頭拒否で兵舎拘禁21日の判決を下した。しかし宮廷に影響力がある代父ヘルマン・フォン・エーペンシュタインに手を回してもらって、第5軍司令官皇太子ヴィルヘルムの命令により判決の執行はされず、さらにゲーリングの航空隊への配属が認められた。
1914年10月末から1915年6月末にかけてゲーリングは第5軍隷下の第25野戦飛行隊 (Feldflieger Abteilung 25 (FFA25)) 所属のレールツァーの操縦する偵察機の観測員を務めた。1915年春ごろからレールツァーとゲーリングの航空機は戦場に出撃して偵察活動を行った。目標地点に着くとゲーリングはレールツァーに高度を下げるよう合図して機体の外に乗り出し、足の先だけでコクピットの中から自分の体を支えてカメラを構えた。そして地上から激しい銃撃を受ける中で数分かけて目標物の撮影を行った。登山の経験があるゲーリングはこれをうまくこなし、鮮度のいい写真を撮る優秀な観測員となった。やがて「空飛ぶブランコ乗り」と渾名された。他の多くの飛行機が失敗したヴェルダン要塞の砲火をくぐりぬけての詳細な写真撮影に、レールツァーとゲーリングの機体は成功した。この功績で1915年3月にレールツァーとともに第五軍司令官の皇太子ヴィルヘルムから一級鉄十字章を授与されている。レールツァーとゲーリングは写真説明のために高級将校たちの作戦会議にもしばしば呼ばれるようになっていた。

#### エースパイロット

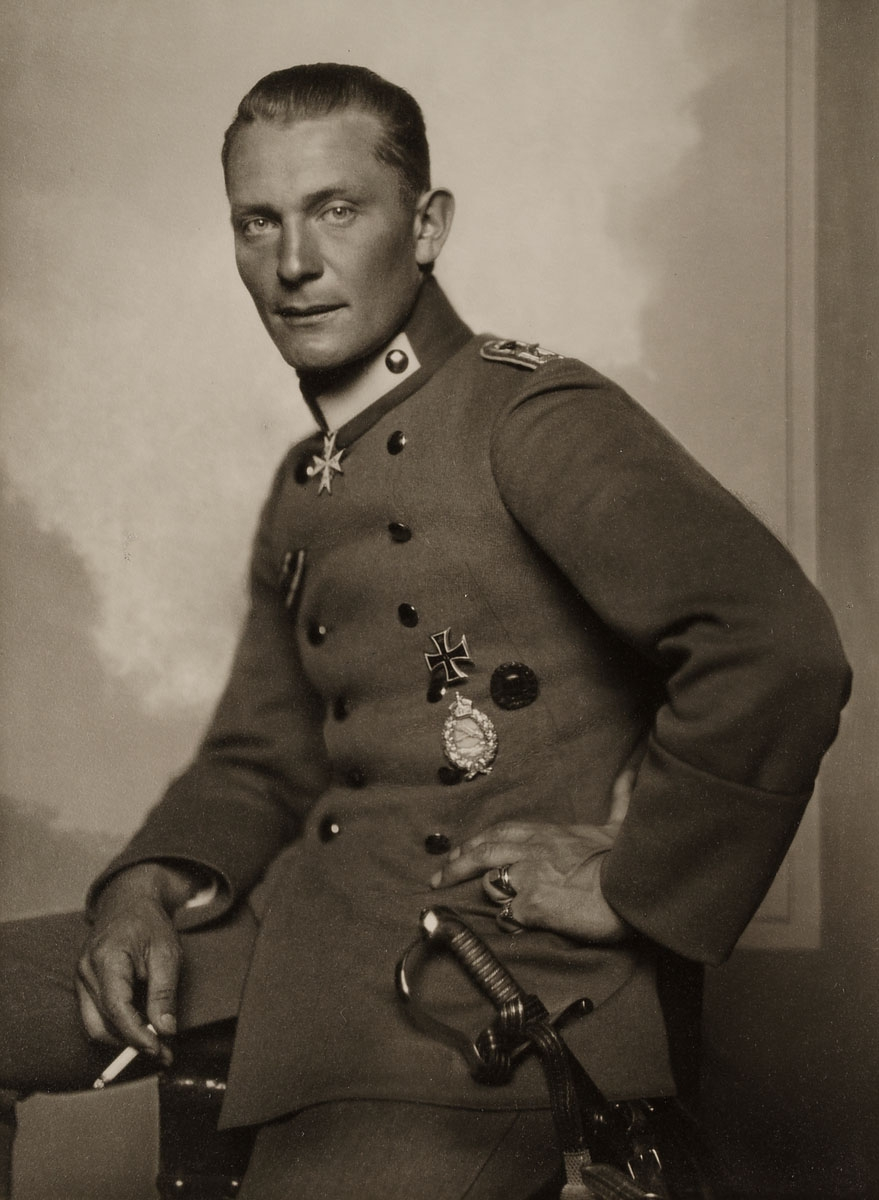
1918年のゲーリング中尉（当時）

しかしゲーリングは、観測員だけでは満足していなかった。1915年7月から9月にかけてフライブルクでパイロットとしての研修を受け、1915年9月からいよいよ第25野戦飛行隊所属の戦闘機パイロットになる。1915年10月3日に双発戦闘機のパイロットとして初出撃した。1915年11月にはイギリス空軍のハンドレページ大型爆撃機と遭遇し、攻撃を仕掛けたが、ソッピース戦闘機からの攻撃に被弾して負傷した。壊れた機体を何とか操縦して命からがらドイツ領まで戻ったが、傷の治療のため1年ほど戦線から離れることとなった。
1916年11月に戦線に復帰。第7飛行中隊 (Jagdstaffel 7)、第5飛行中隊 (Jagdstaffel 5)、第10飛行補充隊 (Flieger Ersatz Abteilung 10)、第26飛行中隊 (Jagdstaffel 26) などに属して戦った。着実に撃墜スコアを増やし、1917年5月には第27飛行中隊長 (Jagdstaffel 27) に抜擢された。1917年から運用されたばかりの単座戦闘機アルバトロス D.Vに搭乗して、飛行中隊を率いて出撃した。
第一次世界大戦後期に入り、空戦はいよいよ激烈になってきた。ゲーリングの飛行中隊とレールツァーの飛行中隊はしばしば作戦を共にし、フランダース上空での格闘戦ではフランス軍機に狙われたゲーリングの危機をレールツァーが救い、その後、逆にイギリス軍機に狙われたレールツァーの危機をゲーリングが救うといった場面が見られた。
そのうち、ゲーリングは技量・戦意ともに認められて、ドイツ軍パイロットの最優秀人物の一人に数えられるようになり、「鉄人ヘルマン」の異名を取るようになった。個性が没却しやすい陸軍陸上部隊や海軍と比べて、航空隊のエースパイロット達はとにかく目立っていたので、全ドイツ軍のスターであった。彼らのブロマイドがドイツ中に出回っていたが、1917年からはゲーリングのブロマイドも出回るようになっていた。
1917年10月には、プロイセン王国のホーエンツォレルン王家勲章剣付騎士十字章とバーデン大公国のカール・フリードリヒ軍事勲章騎士十字章を受章した。さらに1918年6月2日には、18機撃墜の功により皇帝ヴィルヘルム2世から一般軍人の事実上の最高武勲章であるプール・ル・メリット勲章戦功章を授与されている。プール・ル・メリット勲章戦功章のパイロットの受章は一般に敵機25機撃墜が必要とされていたが、ゲーリングは特別に優秀なパイロットとみなされていたため、特例で早くに受章する事が認められたものだった。

#### リヒトホーフェン大隊指揮官

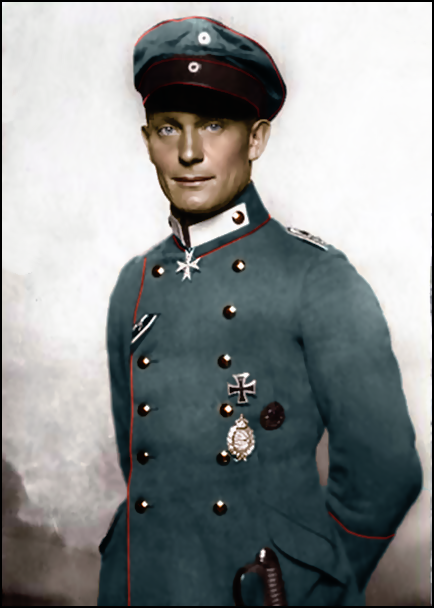
1918年のゲーリング中尉。

1918年7月7日には「リヒトホーフェン大隊」の名前で名高い第1戦闘機大隊の指揮官に任じられた。この大隊の初代指揮官マンフレート・フォン・リヒトホーフェン男爵は80機を落として連合国から恐れられていた伝説的人物であった。リヒトホーフェンが1918年4月21日に英軍機を低空で追撃中にオーストラリア第53砲兵中隊の軽機銃に撃墜されて戦死 し、その後任となったヴィルヘルム・ラインハルトも7月3日にアドラーショフでの第二回戦闘競技会（新型飛行機の公開コンペ）でドルニエD-1型復葉機の空中分解で墜落死した。
その次の指揮官として白羽の矢が立ったのがエースパイロットとして名声をあげていたゲーリングであった。しかしゲーリングはそれまでこの大隊に属していなかったうえ、この大隊にはゲーリング以上の撃墜スコアを持つエルンスト・ウーデットやエーリヒ・レーヴェンハルトなどのエースがいたため、これは意外な人選だった。ウーデットもこの人事を聞いた時、「なんてことだ。余所者が指揮官になるのか」と驚愕したという。ゲーリングが隊長に選ばれたのは、彼がパイロットたちの中でも先任の中尉であったこと、また組織統制能力に優れた指揮官と軍部が評価していたためといわれる。
リヒトーホーフェン大隊は、ウーデット、レーヴェンハルト、ロタール・フォン・リヒトホーフェン(マンフレートの弟)ら有名なエースぞろいであったため、初めゲーリングを隊長と認めようとしない者も多かったが、ゲーリングは隊長として優れた指導力を発揮し、自分の撃墜スコアを伸ばそうと独自行動を取りやすいリヒトーホーフェン大隊の各パイロットを抑えてチームプレイを成功させた。とりわけゲーリングがイギリス軍編隊に突っ込み、四散させたところをウーデット、レーヴェンハルト、リヒトーホーフェンらに撃ち落とさせる戦法はプライドの高い部下たちの人心を掌握する上で役に立った。彼らは目標を発見するたびに、それを与えてくれたのが指揮官だと認識するようになったからである（その代わりゲーリング自身の撃墜スコアは伸び悩み、最終的に22機止まりだった）。1918年8月初め頃にはすっかり大隊の隊員達の信頼を勝ち得、初代隊長マンフレート・フォン・リヒトーホーフェン以上に人望のある隊長になっていたという。
しかしながらドイツの戦況は悪化していた。大隊は休む暇もなく、あちこちの戦線の空で空中戦を展開したが、当然消耗も激しくなり、ついには中隊レベルにまで戦力が落ちたのでロベルト・リッター・フォン・グライムを隊長とする一個戦闘飛行団の補強を受けた。さらに作戦行動でもレールツァーを隊長とする第三戦隊と連携することが多くなった。
一方連合軍はますます強力になりつつあった。ゲーリングは1918年9月1日に司令部への報告書の中で「敵複葉機は武装堅固にして、その多数機をもってする編隊行動は極めて緊密なり。我が単座戦闘機の数機同時攻撃をもってしても如何ともしがたい。編隊を突き崩すことは不可能なり。敵機は概ね防弾または防火を施した燃料タンクを装備している。第7軍及び第2軍正面において敵気球を攻撃する経験によれば、うち数件は全然発火せざるを確認」とその苦戦を訴えている。同月、ゲーリングの副官カール・ボーデンシャッツは日誌に「このような緊張は、ゲーリング中尉の顔にも表れるようになった。彼は痩せて厳しい顔つきになった。我々も全員が、厳しい表情になっている。」と書いている。連合軍の優位は数字上でも露わになり始めた。10月30日の戦闘では大隊は67機の犠牲を払いながら、41機の敵機しか撃墜できなかった。
ゲーリングは大隊を率いて最後まで戦い抜いたが、11月初めにキールの水兵の反乱をきっかけに全ドイツに反乱が広がり（ドイツ革命）、皇帝ヴィルヘルム2世は退位してオランダへ亡命、11月11日にはドイツ社会民主党の共和国政府がパリのコンピエーニュの森で連合国と休戦協定の調印を行った。
休戦協定の後、リヒトーホーフェン大隊は飛行機をストラスブールのフランス軍に引き渡すよう命令を受けたが、ゲーリングは隊員たちとも相談の上、この命令を無視して大隊をドイツのダルムシュタットへと飛ばせた。しかし悪天候だったため、大隊の隊員の一部はマンハイムに緊急着陸した。革命を起こしてマンハイムを実効支配していたマンハイム労兵委員会はこの隊員たちから武器を奪った。隊員たちはダルムシュタットにトラックで向かい、ゲーリングにこのことを報告した。激怒したゲーリングは大隊の機体を率いてマンハイムへ出撃し、マンハイムの労兵委員会に武器を返還させ、謝罪文を書かせている。この後、ダルムシュタットに着陸する際にゲーリングたちはわざと着陸を失敗させて大隊の機体を次々と壊した。彼らにできる連合軍への最後の抵抗だった。
リヒトーホーフェン大隊の解散を悼む席でゲーリングは「今日のドイツにおいてのみ、その名は泥にまみれ、その記録は忘れ去られ、将校は嘲笑されている。しかし自由と正義、そして道徳の力が究極的には勝利をおさめるだろう。我々は我々を隷属させようとする勢力と闘い、最後には勝利をおさめるだろう。リヒトーホーフェン大隊を輝かしき物とした資質は、戦時中においても平和時においてもその力を発揮するだろう。我々の時代はまたやってくる。諸君、私は乾杯したい。祖国に対し、リヒトーホーフェン大隊に対して。」と挨拶し、グラスを一気に飲み干してグラスを床にたたきつけた。隊員たちもゲーリングに倣った。ゲーリングも隊員たちも涙を流していたという。
リヒトホーフェン大隊で戦った戦友たちをゲーリングは生涯忘れることはなかった。1943年にルーターというリヒトホーフェン大隊で一緒に戦ったユダヤ人が逮捕されると、ゲーリングはゲシュタポに圧力をかけて彼の釈放に尽力し、その後個人的保護下に置いている。またこの大隊の隊員だったウーデットやボーデンシャッツなどは後にドイツ空軍の幹部に取り立てられている。

### ミュンヘン・レーテ共和国をめぐって（1918-1919）
1918年12月に母のいるミュンヘンへ戻った。同じく家族がミュンヘンにいるウーデットが同行した。しかし母の生活はかなり貧しくなっていた。代父エーペンシュタインはオーストリアに移住していて連絡はつかなかった。当面の生活費に困ったゲーリングとウーデットだったが、ミュンヘンに派遣されていたイギリス空軍将校フランク・ボーモント大尉と再会し、彼から資金援助を受けた。彼は一次大戦中にイギリス空軍のパイロットだったが、ドイツ軍に撃墜されて捕虜となり、その時にゲーリングがしばらく保護したことがあった。
革命以来、ミュンヘンはクルト・アイスナーを中心とした多数・独立の両派社民党の社会主義政権に支配されていた。ゲーリングは反アイスナーの政治協会にいくつか参加している。アイスナーが右翼青年将校に暗殺された後、共産党が革命を起こして「バイエルン・レーテ共和国」が樹立された。共産党はさっそく保守・右翼の逮捕・処刑を開始した。ゲーリングは自分も赤色委員会の処刑者リストに載ったと考え、ボーモント大尉の助けを借りてミュンヘンを脱出し、ベルリン中央政府（フリードリヒ・エーベルトの社民党政権）の命を受けてミュンヘンに攻めのぼらんと進軍中のドイツ義勇軍の一部隊の保護を受けた。義勇軍はこの後ミュンヘンへ攻め込み、レーテ共和国を打倒し、ミュンヘン市内で共産党員虐殺を行った。ゲーリングは右翼と左翼の殺し合いばかりになったドイツの未来にすっかり絶望した。

### 北欧で曲芸飛行士（1919-1921）
この後、航空会社フォッカーからフォッカー F.VIIのデンマーク・コペンハーゲンの展示会での飛行依頼が来た。ゲーリングはこれを引き受け、デンマークに活動の場を移すことにした。彼の曲芸飛行は観客から大好評となり、フォッカーはその後もゲーリングに飛行機を貸した。
その後、スウェーデンでも曲芸飛行を行うようになり、一次大戦のヒーローの経歴もあってデンマークやスウェーデンで大変な人気者になった。リヒトーホーフェン大隊の仲間たちもしばしば呼んで一緒に曲芸飛行した。客を乗せての遊覧飛行やエアタクシーの業務も行い、希望は常時殺到していた。ゲーリングのもとにはたちまちに大金が転がり込んだ。ボーデンシャッツはこの頃のゲーリングを「まるでボクシングのチャンピオンのように暮らしていた。彼は必要以上に金を持っており、望みのままに女たちを手に入れた。」「一晩中をシャンパンの風呂の中で過ごしたと手紙に書いていた。」と回想している。
1920年2月20日にエアタクシー業務でエリク・フォン・ローゼン伯爵を彼の居城ロッケルスタド城へ送り届けた際、伯爵の義妹にあたるカリン・フォン・カンツォフ（旧姓フォン・フォック(von Fock)）と出会い、二人はすぐに恋に落ちた。カリンにはすでに夫と子供があったが、ゲーリングと夫婦になる決意を固めて離婚し、二人はドイツに帰国した後の1923年2月3日にミュンヘンで挙式した。
曲芸飛行は一時的に彼に大金をもたらしたものの、一定の季節しかできないし、命の危険が大きいので長く安定して出来る仕事ではなかった。より安全で恒久的な稼ぎが必要と判断したゲーリングは、スウェーデンのスヴェンスク・ルフトトラフィーク社に飛行士として入社したい希望届を出し、欠員が出来たら採用する待機者リストに載せられた。
しかしやがて新聞報道を通じて祖国ドイツへの関心を取り戻し、ドイツにいる母の尽力でミュンヘン大学への入学が許可されたこともあって、ドイツに帰国する決意を固めた。

### ナチ党闘争時代（1921-1933）

#### ナチ党への入党
1921年夏にドイツへ帰国し、1922年から1923年にかけてミュンヘン大学に在学し、経済学と歴史学を学んだ。国家主義者の教授の授業を受け、ナショナリズムに傾倒していった。
1922年11月のミュンヘン・国王広場の政治集会で初めてアドルフ・ヒトラーの姿を見た。演説後にはヒトラーと個別に会見する機会も得た。ヴェルサイユ条約の打破や「ドイツが敗戦国にされたのは、戦いに負けたからではなく、ユダヤ人と共産主義者の裏切りのせい」という背後の一突き説を熱く語るヒトラーに魅了された。ゲーリングはこの2年後の回顧で「彼の姿を見、声を聞いた最初の瞬間から私は彼にぞっこんまいってしまった」と語っている。ヒトラーの方もプール・ル・メリット勲章を受章したこの空の英雄に利用価値を見た。当時、ヒトラーの周りに上流階級の出自を持った男はエルンスト・ハンフシュテングルしかいなかったので、ゲーリングは貴重な人材だったという。
翌12月に国家社会主義ドイツ労働者党（ナチス党）に入党（この際の党員番号は不詳。1928年に党員番号23が与えられている）。入党間もないにもかかわらず、1923年3月には突撃隊 (SA) の最高指導者に任じられている。ゲーリングはこの際にヒトラーに対して「良い時も悪い時も、私は貴方に運命を委ねよう。それが例え私の命を賭けることになっても」と誓いを立てた。ゲーリングは短期間で突撃隊に訓練を積ませて統制のとれた軍隊に仕立て上げた。規律正しくなった突撃隊の行進は多くの通行人から拍手を送られるようになったという。ヒトラーも「私は、ゲーリングに規律のないヤジ馬連中を与えたところ、彼はそれをあっという間に1万1000人の師団にまで仕立てあげてしまったのだ。」と後に語っている。しかしゲーリングが魅了されていたのはあくまでヒトラー個人であったため、ナチ党の活動や綱領にほとんど関心を払わず、ルドルフ・ヘスやアルフレート・ローゼンベルクなどヒトラー以外の党の同志を見下していたという。
1923年8月末に母フランツィスカがミュンヘンで死去した。父ハインリヒと同じくミュンヘンのヴェストフリートホーフ墓地に葬られた。

#### ミュンヘン一揆

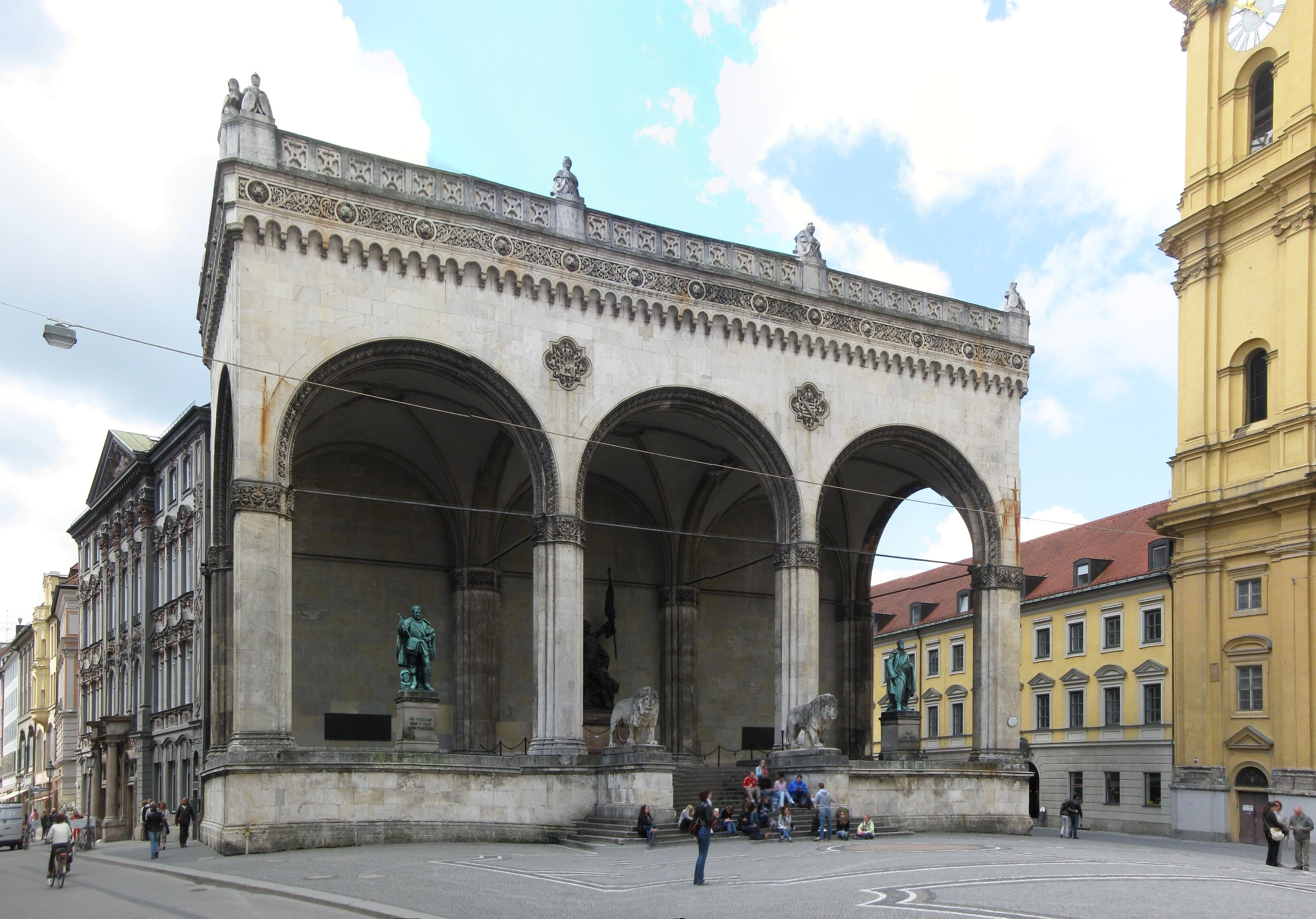
ミュンヘン一揆でナチ党が警官隊の銃撃を受けたオデオン広場・フェルトヘルンハレ。ゲーリングは腰を撃たれた。

1923年9月26日にグスタフ・フォン・カールがバイエルン州総督となった。彼はナチ党はじめバイエルンの各右翼勢力と連携してバイエルン独立とベルリン進軍を狙っていたが、中央政府の圧力でやがてベルリン進軍を抑制するようになり、特にベルリン進軍を強硬に主張したナチ党との連携を排除するようになった。不満に思ったヒトラーはミュンヘン一揆を計画し、カール達の身柄を抑えて自分に協力させ、ベルリン進軍を行わせることを企図した。
1923年11月8日夜、ヒトラーは突撃隊を率いてカールが演説をしていた「ビュルガーブロイケラー」へ突入し、ピストルを撃って威嚇してその場を制圧するとカール達の身柄を抑えた。ヒトラーがカールの協力をとりつけるため奥の控室で説得にあたっている間、ゲーリングは聴衆が心配した様子であるのを見て「心配するな。我々は友達だ。ビールでも飲もう。」と声をかけたという。
11月9日朝、ヒトラーとエーリヒ・ルーデンドルフ将軍に率いられてゲーリング以下突撃隊は、ミュンヘンの中心部オデオン広場へ行進を開始した。先頭を進むのはヒトラー、ルーデンドルフ、そして突撃隊司令官ゲーリングであった。しかしオデオン広場のフェルトヘルンハレまで数メートルというところで警官隊から銃撃を受けた。この時にゲーリングは腰に銃弾を受けて倒れた。突撃隊員は彼を抱えてその場を離れると、近くの民家に飛び込んだ。その家にはイルゼ・バーリンというユダヤ人家具商の夫人が暮らしていたが、彼女は日没までゲーリングを匿ってくれたうえ、元看護婦だったので応急処置をしてくれた ゲーリングはこのときのイルゼの献身を忘れなかった。ナチ党の政権掌握後、ユダヤ人の彼女を庇護し、アルゼンチン亡命の手助けをしている。ユダヤ人の国外亡命は財産没収を伴うのが通常だったが、ゲーリングの庇護を受ける彼女は財産を奪われなかった。
その後、ナチ党シンパの医師がいる病院へ担ぎ込まれ、知らせを受けたカリン夫人がこの病院に駆け付けた。警察の追跡を振り切るため、カリンの友達がいるガルミッシュ＝パルテンキルヒェンへ移り、さらにその後、オーストリアのインスブルックへ国外逃亡した。

#### 亡命生活
ゲーリングはインスブルックの病院で治療を受けることとなった。オーストリアのナチ党支持者から讃えられて、応援の電報や見舞金がたくさん届いた。ゲーリングのための募金活動もはじめられた。しかし傷は深刻だった。銃弾は深くまで食い込んでおり、右腰と右足の手術が必要だった。このとき麻酔のためにモルヒネが使用された。傷が治癒した後も長く依存症に苦しみ、モルヒネ中毒者になった。
ドイツ国内ではヒトラーやルーデンドルフなど一揆指導者が逮捕されて裁判にかけられ、ヒトラーはランツベルク刑務所に投獄された。ゲーリングもバイエルン州警察から手配書を出されており、ドイツへの帰国ができなかった。ドイツ国内の財産もすでに警察に差し押さえられていた。しかも早期に釈放されたエルンスト・レームが突撃隊の偽装組織を作って再建を開始し、突撃隊の指揮権は彼に移っていった。
1924年4月、妻カリンがランツベルク刑務所に服役するヒトラーと面会し、彼女を通じてヒトラーからイタリアへ行くよう命じられた。ベニート・ムッソリーニに頼んでイタリア政府がナチ党に資金援助を行うよう仕向ける任務だった。ゲーリングはヒトラーへの影響力を喪失させぬため、無理をしてでもカリンとともにイタリアを訪問したが、成果は何も得られなかった。
落胆したゲーリングは、カリンの実家フォック家を頼ってスウェーデンに戻った。負傷した傷の痛みから逃れるためにモルヒネを打ち続け、禁断症状に苦しんだ。一度は自殺未遂も起こした。またこの時期に急速に肥満し、美男だった容姿を劣化させた。モルヒネか傷が原因でホルモンバランスを崩したのが肥満の原因と言われる。薬物中毒から抜けるためにカリンの父に治療費を出してもらって精神病院に入り、一時的にモルヒネを断ったこともあったが、1925年10月の退院後にはまたモルヒネ依存に戻ってしまった。
ヒトラーは1924年12月20日に仮釈放され、1925年1月からナチ党再建に乗り出していた。しかしドイツに戻ることができないゲーリングはそれに参加することはできず、モルヒネ漬けの亡命生活を続けねばならなかった。ゲーリングの失望の時期であった。

#### 恩赦で帰国
1927年秋にドイツ国会で全ての政治犯・政治的亡命者の釈放・恩赦を求める請願が提出された。右翼勢力が同志の救済のために提出した動議だったが、同じく大量の政治犯・政治的亡命者を抱えていた共産党がこれに賛成したため、ヴィルヘルム・マルクス政府の意思に反して同法案は可決成立した。これによりゲーリングも帰国できた。
ナチ党での政治活動を再開しようとしたが、すぐには受け入れてもらえなかった。ゲーリングの立場は1922年の入党時とは異なっていた。あの頃はまだナチ党が小政党だったため、一次大戦の英雄という経歴だけで重用されたが、この1927年にはすでにナチ党はある程度の規模の政党に成長しており、ゲーリング以外にも立派な経歴・軍歴の人々が参加しはじめていた。ヒトラー自身も裁判と刑務所への投獄により政治的殉教者として称賛される存在になっていた。今やゲーリングにかつてほどの希少価値はなくなっていた。そのため4年ぶりに再会したヒトラーはそっけなく、次のように言いわたした。「党との連絡を絶やさないようにしたまえ。定職を見つけて自分の生活を安定させたまえ。それから何とか考えることにしよう」。
この後しばらく職を探して悶々とする生活を送った。一時的にBMW(当時は航空機関連の企業だった)のベルリン支社で販売代理人にしてもらったりしたものの、一生の仕事にできそうな仕事は見つけられずにいた。

#### 国会議員

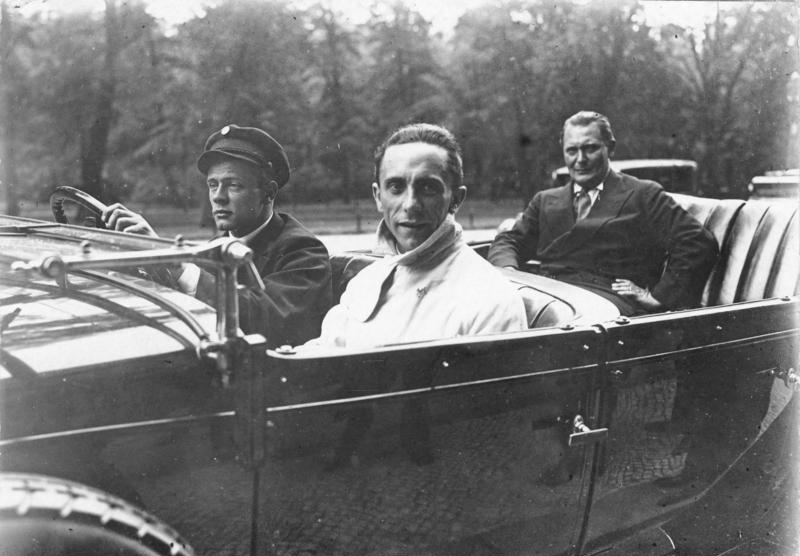
1930年10月、国会へ向かうナチ党所属国会議員ゲッベルスとゲーリング。

ところが1928年春になるとヒトラーに心境の変化があり、ゲーリングを再び側近として使うことを考えるようになった。ヒトラーがベルリンを訪問した際にゲーリングはサンスーシ・ホテル(Hotel Sanssouci)でヒトラーと会見する機会を与えられた。この会談でヒトラーはゲーリングを1928年5月20日の国会議員選挙で党の候補者にすることを決定したという。
ヴァイマル共和政下のドイツの選挙制度は比例代表制であり、ゲーリングは党の候補者名簿の最上位に載せられた。この選挙戦でナチ党は敵を激しく攻撃する戦術をとり、ゲーリングも連合国（特に対独強硬派のフランス）、ポーランド、ユダヤ人、共産主義者、資本家などを激しく批判し、インフレ・失業・飢餓の恐怖を煽る演説を盛んに行った。ゲーリングの演説は短く荒っぽいところはあったものの、うまい方だったという。選挙そのものは左翼の圧勝に終わり、ナチ党は12議席しか取れなかったが、ゲーリングは当選を果たしている。

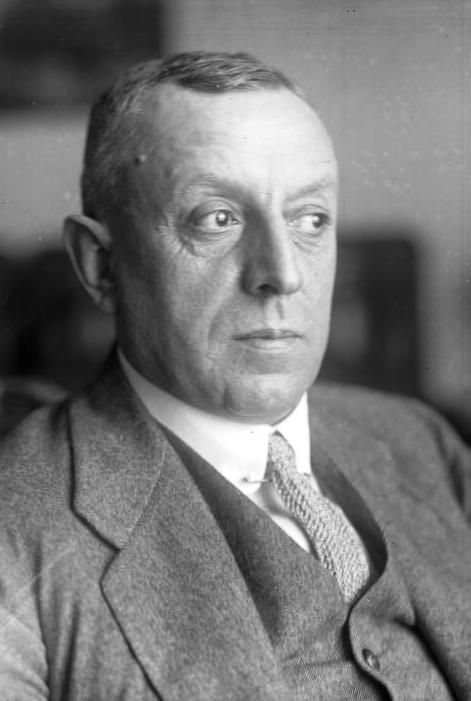
ルール地方鋼鉄王フリッツ・ティッセン。

国会議員になったゲーリングは、上流階級出身者であること、一次大戦のエースパイロットであること、プール・ル・メリット勲章の受章者であること、ユーモラスな話術、洗練されたマナー、美人で気品ある妻カリンなど持てるすべてを利用して社交界で活発に運動した。下層階級出身者の多いナチ党幹部には近づき難かった上流社会・財界人と接触し、人脈の構築に尽力した。ナチ党の最大のパトロンだったルール地方の鋼鉄王フリッツ・ティッセンもゲーリングが捕まえたパトロンである。フリッツ・ティッセンはゲーリングとの出会いについて次のように語っている。「ある日、私の石炭採掘会社の取締役の一人、テンゲルマンの息子が私のところへやってきた。彼は言った。『ベルリンにはゲーリング氏という人がいます。彼はドイツ国民のためになることをしようとしていますが、ドイツの工業家側からは少しも支持を受けていないのです。彼と知り合いになる気持ちはありませんか？』そこで私は彼と会ってみることにした。当時彼はごく小さいアパートで暮らしており、体面を保つためにそれを拡張したがっていた。私はその改造費用を支払ってあげた。その頃のゲーリングは極めて気持ちのいい人間のように思えた。政治に関することでは彼は常に思慮分別のある態度だった。私はまた彼の夫人カリンとも知り合ったが、彼女の生まれはスウェーデン貴族だった。彼女はきわめて魅力に富んだ女性で、彼女が死ぬ前にその生活を暗いものとした精神錯乱の兆候は何一つ見えなかった。ゲーリングは彼女を崇拝せんばかりで、まるで彼が若者であるかのように、彼を導いていける唯一の女性だった。」。ティッセン以外にもクルップやメッサーシュミット、ドイツ銀行、BMW、ルフトハンザ、ハインケルのような大企業が党に献金するようになり、それまで空っぽだった党の金庫は献金でいっぱいになった。特にハインケルやBMWは、ゲーリングを会社の「コンサルタント」にしており、給料も支払っていた。またルフトハンザもゲーリングに事務所と秘書を提供している。後にゲーリングが空軍で重用するエアハルト・ミルヒはこの頃ルフトハンザの重役でこの時期のゲーリングの社交界での活躍で知り合っている。さらに製鉄業界からもベルリンのバデンシェシュトラーセに豪華なアパートをもらっている。
王侯・貴族層とも親交を深め、特にヴィクトル・ツー・ヴィート公爵夫妻やアウグスト・ヴィルヘルム王子(ヴィルヘルム2世の息子)とは親密な関係を持った。ヒンデンブルク大統領とヒトラーの初会談をお膳立てしたのもゲーリングだった。一次大戦でドイツ軍参謀総長だったヒンデンブルクは「ボヘミア人伍長」ヒトラーのことは軽蔑していたが、大戦の英雄だったゲーリングには好意を寄せており、彼とよく会合を持っていたのだった。
しかしナチス左派の党幹部オットー・シュトラッサーは、ゲーリングの大企業・王侯貴族との蜜月を国家社会主義の理念とかけ離れていると批判した。これに激怒したゲーリングはヒトラーに「オットー・シュトラッサーが左翼偏向演説を行って工場のサボタージュを煽るせいで、せっかく支持表明してくれた大企業や王侯貴族が尻込みしてしまう」と苦情を申し立てた。党の宣伝全国指導者ゲッベルスも「オットー・シュトラッサーの赤化報道は自分の宣伝方針を無視している」という見解を示した。二人の訴えを受けてヒトラーはオットーと対決する決意をし、1930年5月に彼と激論したものの説得に失敗。結局オットーは党から除名されることになった。
総選挙直前の1930年8月12日、国会議員候補者名簿に突撃隊員をもっと加えるよう要求して拒否されたことを不満に思っていた突撃隊最高指導者フランツ・プフェファー・フォン・ザロモンが辞職した。ヒトラー自らが突撃隊最高指導者に就任したが、誰かを突撃隊幕僚長に任じて突撃隊の日常的実務を委ねる必要があった。かつて突撃隊最高指導者だったゲーリングはこの地位を狙って策動したものの、ヒトラーはこれを認めず、ボリビアの軍事顧問をしていたレームを呼び戻して彼を突撃隊幕僚長に任じている。

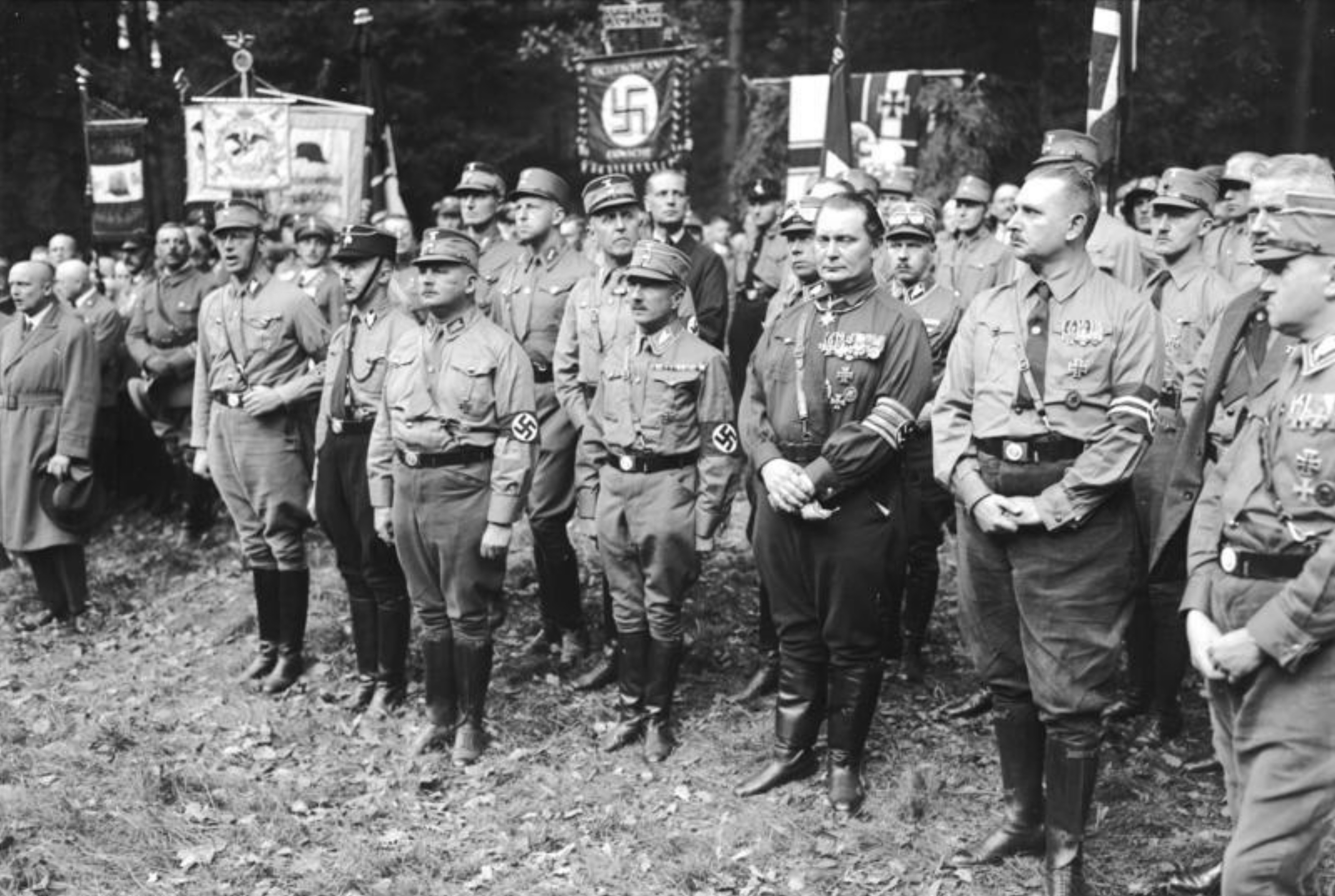
1931年、ナチ党や国家人民党、鉄兜団などヤング案に反対する保守右翼の大連合組織「ハルツブルク戦線」。最前列右から3人目がゲーリング。

ゲーリングがかき集めた企業献金のおかげで選挙資金が豊富になっていたナチ党は、強力な選挙運動を展開できた。特にヤング案反対闘争に力を入れて、国民の共感を勝ち得た。その結果、1930年9月14日の総選挙でナチ党は107議席を獲得し、143議席の社民党に次ぐ第二党の地位を確立した。ゲーリングはこの107人のナチ党議員団のトップとなった。このナチ党の躍進を予想していたのは党内でもゲーリング一人であったという。
1931年10月17日、カリン夫人を亡くす。同年11月10日にヒトラーはゲーリングを連れてヒンデンブルク大統領と会見したが、会談は不調だった。ヒトラーは姪ゲリ・ラウバルの自殺、ゲーリングはカリン夫人の死があって気分が塞ぎこんでいた。後にゲーリングが語ったところによれば、ヒトラーはこの会談で自分が大政党の党首として丁重に迎え入れられるだろうと思っていたところ、ヒンデンブルクの態度が酷くよそよそしいのでヒトラーが長々しい非難攻撃をはじめてしまい、それでヒンデンブルクの印象を悪くしたという。

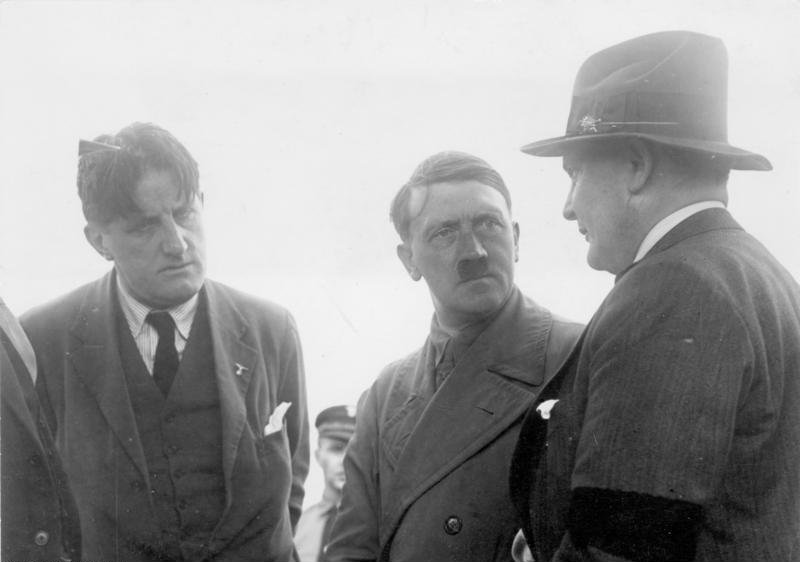
1932年6月21日、左からハンフシュテングル(ナチ党海外新聞局局長)、ヒトラー、ゲーリング。

一方レームは国軍の実力者クルト・フォン・シュライヒャー中将と交渉し、突撃隊が武装蜂起するなら国軍はそれに協力するという約束を取り付けていた。しかしヒトラーとゲーリングは流血を無意味と判断して突撃隊蜂起案を拒否した。ゲーリングの働きで今や大工業家はこぞってナチ党支持を表明しており、選挙戦になれば活発な選挙運動を打てるナチ党が有利なのは明らかだった。事実、1932年夏の選挙戦でゲーリングの演説にはいつも4万人以上の聴衆が集まり、ヒトラーの演説にはそれ以上の数の人が集まっていた。1932年7月31日の総選挙でナチ党は230議席を掌握し、社民党を抜いて第一党となった。ナチ党は総得票の38%を獲得しており、この数字は社民党(第2党)と共産党(第3党)を合わせた得票率より高かった。いまやルール地方の大企業家も労働者も、地主も農業労働者も、プチブルも、軍の将校も兵士もこぞってナチ党を支持していた。
この選挙後、ヒンデンブルクの首相フランツ・フォン・パーペンはヒトラーに副首相、ゲーリングにプロイセン内相のポストをそれぞれ提示した。首班としての組閣は確実と思っていたヒトラーとゲーリングはこれを聞いてあっけに取られた。ゲーリングは「ヒトラーが副首相だって？ 今まで一度だって『副』の字が付いたことのないあの人が？」と述べたという。ヒトラーは、突撃隊が蜂起命令を待っていることをパーペンに思い出させるとともに首相以外のポストは一切受けないことを言明した。8月13日にはヒンデンブルク自らがヒトラーを引見し、副首相職を受けるよう説諭したが、ヒトラーは首相ポストにこだわり、会談は決裂した。大統領との会談を終えた日の夜、ヒトラーはゲーリング、ゲッベルス、レームら党幹部を召集し、党のとるべき対応を話しあった。レームはヒトラーに突撃隊武装蜂起を提案したが、ゲーリングとゲッベルスはそれに反対した。ゲーリングは「今はいったん失望の念を抑えて性急な行動は慎むべきである」とヒトラーを説得した。レームはしぶしぶ突撃隊に待機解除の命令を下すことになった。そしてヒトラーは来る新国会でパーペン政府に野党として徹底的に挑むことを宣言した。

#### 国会議長

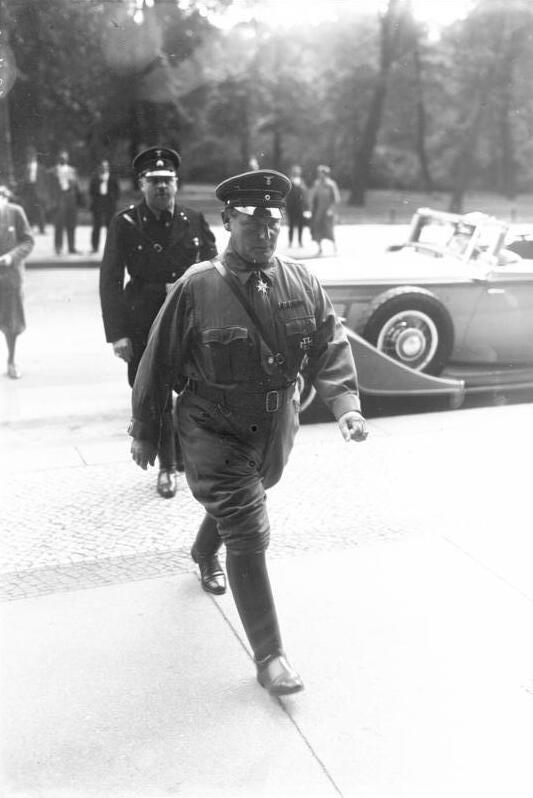
1932年8月30日、国会へ登院するゲーリング。同日国会議長に選出された。

本国会召集前の1932年8月30日に国会議長選挙が行われた。第一党のナチ党議員団の他、中央党議員団（パーペン内閣に強く反対していた）の支持も得てゲーリングが国会議長に選出された。
右翼政党も中道政党も左翼政党もすべてパーペン政権を拒否しており、このまま国会が開かれては政権運営できないと考えたパーペンは左翼を叩き潰して右翼の共感を得ることを目指し、プロイセン警察に共産党ベルリン本部を強襲させた。そして反逆計画書が見つかったとして赤色戦線戦士同盟を禁止する法令の起草を開始した。しかし法令の発令には国会議長（ゲーリング）の署名が必要だった。ゲーリングは共産党議員団のトップであるエルンスト・トルグラーを議長室に呼び出し、テーブルに置いた法令を身振りで示しながら「私はここに君の戦力を一掃できる手段を持っている。これは赤色戦線戦士同盟の解散命令書だ」と告げた。トルグラーは忌々しげに「フォン・パーペンめ。マムシのように油断のならない奴だ。だがそいつを発令したら次は君たちの突撃隊がやられる番だろう？」と述べた。それに対してゲーリングは「分かっている。だから私はこいつに署名しないつもりなのだ」と答えたという。
ヒトラーとゲーリングはともにパーペンを信じていなかった。パーペンの狙いはナチスとの連携ではなくクーデタによる自分の独裁政権樹立であることをゲーリングは見抜いていた。一方でゲーリングはヒトラーが抱いていたヒンデンブルクに対する敵意は持たなかった。ゲーリングは一次大戦の時からヒンデンブルクと知り合いで彼を尊敬していた。またどうにせよヒトラーが首相になるためにはヒンデンブルクの任命が必要だった。そのためゲーリングは国会議長として定期的にヒンデンブルクの別荘がある東プロイセン・ノイデックを訪問し、ヒンデンブルクのヒトラーへの反感を和らげることに尽力した。ゲーリングはヒンデンブルクと自分の関係について次のように語っている。「不信任投票の成立によって内閣が倒された場合、各政党との協議の末、新しい連立政権の可能性についての私の意見をドイツ国大統領に進言するわけである。このため大統領は常にこれらの件に関し、議長権限を持つこの私を迎えなくてはならないわけである。このため私は大統領との間にかなり密接な関係を持つことができるようになった。しかしここで強調しておきたいのは、この関係はすでに前からあったという点である。もしも私が要求すれば、フォン・ヒンデンブルク元帥は常に私を迎えてくれたことはもちろんである。なぜなら彼は一次大戦中に私を知っていたからだ」。

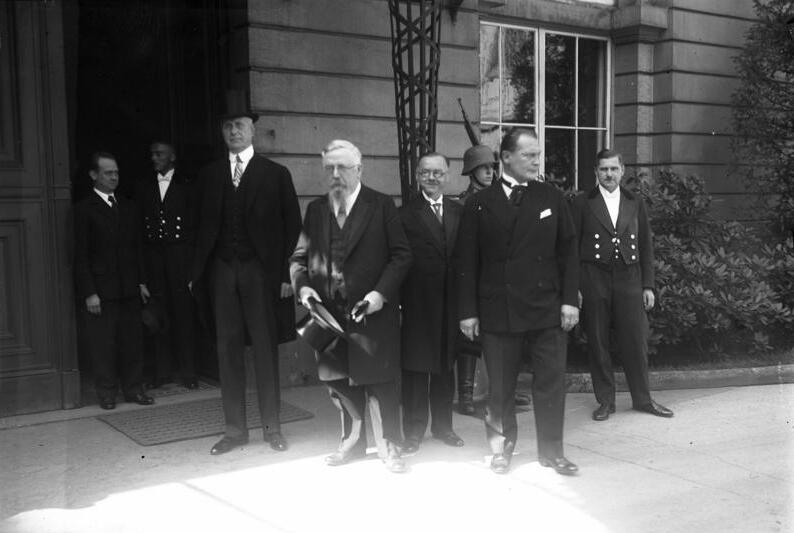
1932年9月の国会。中央4人左から国会副議長ヴァルター・グラーフ(国家人民党)、同トマス・エッサー(中央党)、同ハンス・ラウホ(バイエルン人民党)、国会議長ゲーリング(ナチ党)。

9月9日に本国会が召集され、9月12日から開会された。共産党のトルグラーが早速パーペン内閣不信任案を提出した。ナチ党、社民党、中央党などほとんどの政党がこれに賛成した。この採決が行われている間、パーペンは大統領府に解散命令書を取りに行かせ、間に合うように国会議長ゲーリングにそれを提出した。ところがゲーリングはこれに気づかないふりをして不信任案採決を優先させ、不信任案は賛成513、反対32という大差で可決された。その後になってゲーリングは解散命令書を確認したが、「たった今不信任案可決により解任された首相の署名のある解散命令書は無効である」と宣言した。議場はパーペンへの嘲笑に包まれた。ただし、この理論は憲法上無理があったので国会は通常通り解散された。
召集されたばかりの国会が直ちに解散され、再び選挙戦に突入した。しかし今度の選挙はナチ党も苦戦を強いられた。1932年には大統領選挙、各州の地方選挙、国会選挙が立てつづけにあり、ナチ党の選挙資金はすでに枯渇していたのである。加えて8月13日の入閣交渉の失敗が支持者から失望されていたし、またゲッベルスが独断で共産党と共闘してストライキを行ったことも資本家の支持者を動揺させていた。こうしたことに不満を抱いた者は他の右翼政党国家人民党や人民党に支持を移したのである。そのため11月6日の選挙ではナチ党は7月の総選挙より200万票も得票を減らして196議席に後退した。第一党の地位はなんとか維持したので、ゲーリングは再び国会議長に選出された。

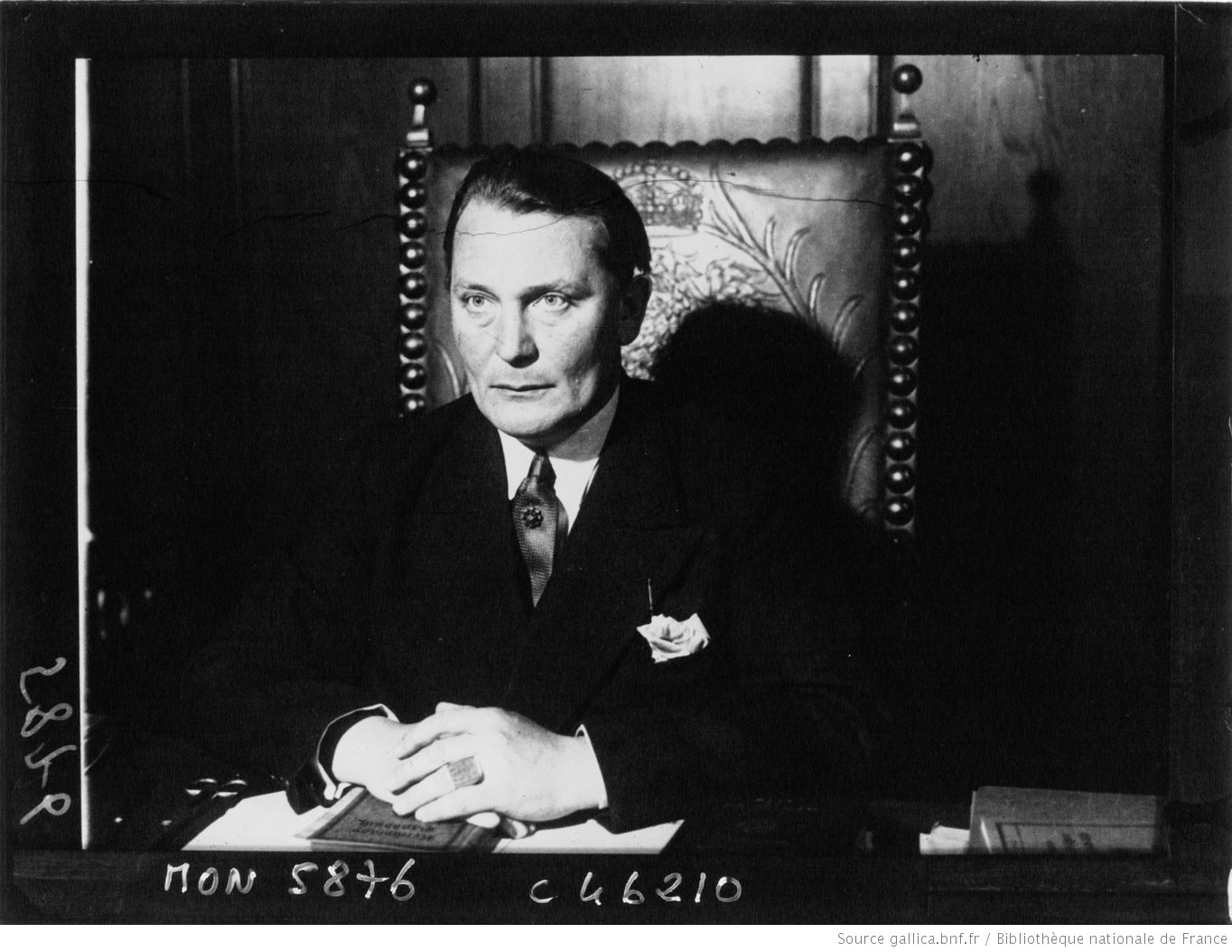
国会議長席に座るゲーリング

パーペンは12月1日に大統領に提案したクーデタによる憲法改正計画への協力を国防相シュライヒャー中将に拒否されたことで失脚し、代わって12月2日にシュライヒャー内閣が成立。シュライヒャーはナチ党組織全国指導者グレゴール・シュトラッサーに目を付け、彼を自分の内閣に引き入れることを狙っていた。
ナチ党の金欠と選挙運動の縮小は続き、12月6日に行われたチューリンゲン州議会選挙ではナチ党は40%もの得票を失うという先の総選挙を越える大惨敗を喫した。もしシュライヒャーが国会を解散すれば、金欠で選挙運動を打てないナチスは今度こそおしまいだった。そのためシュトラッサーは今すぐ与党になって総選挙を防ぐ必要があると判断し、独断でシュライヒャー内閣への入閣に同意した。惨敗続きで弱気になっていたヒトラーも初めシュトラッサーの入閣を追認しかけた（自分自身は首相以外は受けないという非妥協路線を貫きながら、シュトラッサーを入閣させれば、屈服したというイメージを避けつつ政府に党への便宜を図らせることができると考えていた）。しかしその案にはゲーリングとゲッベルスが強く反対し、二人でヒトラーを説得して彼を非妥協路線に戻した。そして12月5日と12月7日のホテル・カイザーホーフでの論争でシュトラッサーはヒトラーから「裏切り者」と激しく非難され、失脚した。
その後、パーペンがヒトラーに接近し、両者は1933年1月4日に会談し、シュライヒャー内閣に代わるヒトラー＝パーペン内閣を成立させることで合意。またパーペンから「シュライヒャーはヒンデンブルクから国会解散権を認められていない」という情報を得た。これでシュライヒャーを恐れる必要はないことがはっきりし、ナチ党はシュライヒャー内閣に徹底抗戦してヒトラー内閣樹立を目指すことになった。
ゲーリングは大統領府の説得に全力をあげた。とりわけ大統領の息子オスカー・フォン・ヒンデンブルクに接近して彼からナチ党支持を引き出すことに尽力した。1933年1月22日にヨアヒム・フォン・リッベントロップ邸で行われたヒトラーとパーペン、マイスナー、オスカー・フォン・ヒンデンブルクら大統領側近たちの会談にはゲーリングも参加している。
1月23日にシュライヒャー首相はヒンデンブルクに、ナチス分断策が失敗に終わったのでクーデタで国会を潰してナチ党と共産党を禁止する計画を実行に移したい旨を進言したが、ヒンデンブルクは「パーペンが同じことを提案して君が潰したはずだ」と述べて却下した。これを耳にしたゲーリングは1月27日にも大統領官邸のマイスナーのもとに訪問し、「ヒトラーはシュライヒャーと違って、尊敬すべき偉大な大元帥閣下の良心を憲法違反で煩わせたりするつもりはなく、厳格に憲法を遵守するであろう」と確約している。

### ナチ党政権掌握後（1933-1939）

#### ヒトラー内閣成立

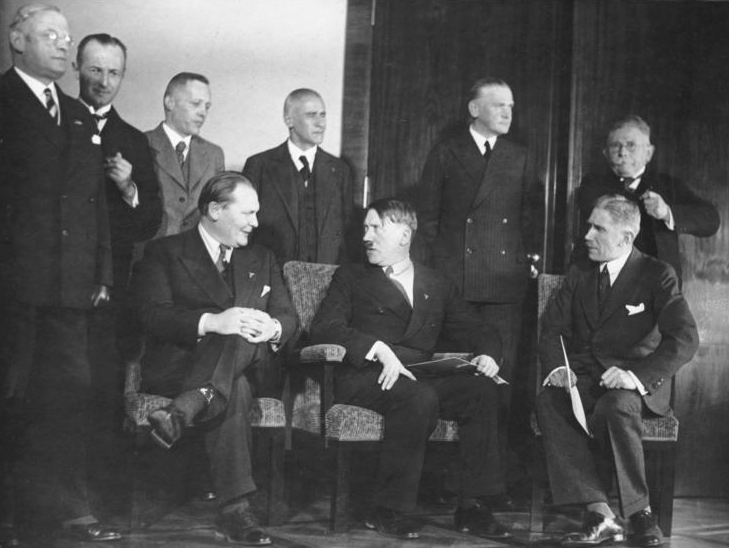
1933年1月30日、ヒトラー内閣組閣の際の記念写真。椅子に座っている3人のうち、左から無任所相ゲーリング、首相ヒトラー、副首相パーペン。

1933年1月30日、ヒトラーがヒンデンブルク大統領よりドイツ国首相に任命された。ヒトラー内閣発足当初のナチ党閣僚はヒトラーの他は内務大臣のフリックと無任所大臣・プロイセン内務大臣のゲーリングだけだった。それ以外のポストは副首相パーペンが選んだ貴族、国家人民党指導者、鉄兜団指導者などによって占められた。ヒトラー、ゲーリング、フリックを操り人形にして自分が実質的支配権を握ろうというパーペンの陰謀だった。
この日、首相官邸の前では突撃隊員が松明を持って行進し、ヒトラーは窓からナチ式敬礼でそれに応えた。一方ゲーリングはその後ろで国民に向けて次のように放送した。「私がここにマイクを持って立っている時、首相官邸の外には何万という同志が詰めかけている。彼らはまさに1914年8月にドイツ国民が祖国の名誉と自由の防衛に為に立ちあがったときにも比すべき熱狂に包まれている。1933年1月30日はドイツ国が14年にわたる不安、苦痛、屈辱の後に、かつての栄光を取り戻した日として、その歴史に刻まれることになるだろう。」「若い世代と一体と化したあの偉大な元帥の姿を見てほしい。今や彼は若い、新しい指導者とともに立っている。その指導者こそドイツをより新しく、より優れた未来へと導くだろう。窓の前にいる何万人という人々は、いかなる逆境にあり、失望に見舞われようともそのために我々が闘ってきたものを、未来が我々にもたらしてくれると信じている。今日こそその未来への第一歩であるよう祈ろうではないか。ドイツ国民にはパンと仕事を、そしてドイツ国には自由と名誉を求めるのだ」。
パーペンの傀儡首相にされるつもりはないヒトラーは、総選挙大勝で囲い込み突破を狙っていた。そのため2月1日にも国会を解散した。政権を手にした今、ナチ党が総選挙を恐れる必要はなかった。企業献金は引く手数多だし、ラジオや新聞に干渉できるため、有利であった。
ゲーリングは1933年2月20日にも国会議長公邸にルールの工業家たちを召集し、政治資金パーティーを催した。このパーティーには元ライヒスバンク総裁ヒャルマル・シャハト博士、グスタフ・クルップ・フォン・ボーレン、合同製鋼のアルベルト・フェーグラー、IGファルベンのゲオルク・フォン・シュニッツラーなどそうそうたる顔ぶれが出席した。ヒトラーも顔を出して短いスピーチを行い、ナチ党は民間の所有権を守り、その破壊を目論む共産主義者とは徹底的に戦うことを約束した。また再軍備も約束した（工業家たちにとって工場でサボタージュを煽る共産主義者は脅威であり、また再軍備はビジネスチャンス）。その後ゲーリングがその見返りの企業献金を求めた。この際にゲーリングは「我々が勝てば選挙は最低でも10年、恐らく100年は無くなるのだから多少の財政的負担は苦になるまい」と述べ、クルップはこれに感謝の意を示した。シャハトが「それでは諸君、金庫へ」というと各社献金を始めた、シャハトによればゲーリングはこのパーティーで300万マルクもの企業献金を集めたという。

#### プロイセン州統治

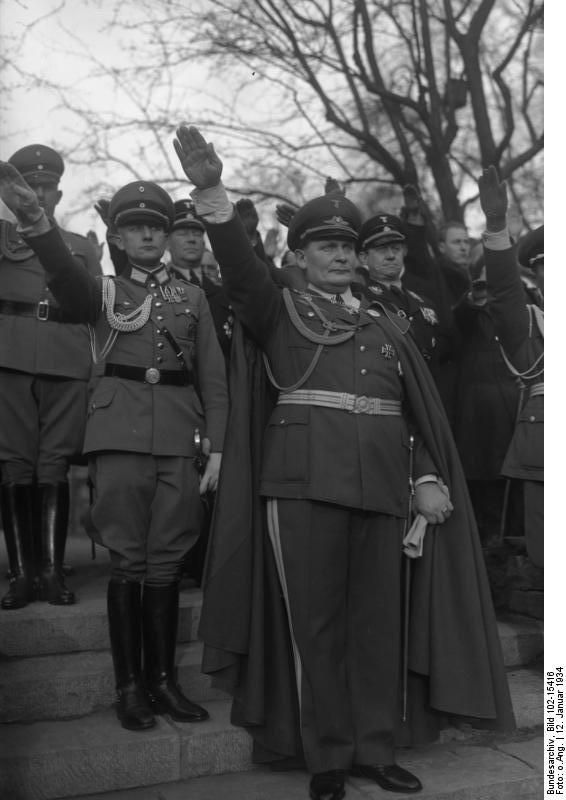
1934年1月12日、ベルリン。プロイセン州首相ゲーリングの41歳の誕生日記念式典。

プロイセン州内相としてゲーリングは、プロイセン州警察のナチ化を進めた。
1933年2月2日にはベルリン親衛隊指導者クルト・ダリューゲをプロイセン警察長官に任命した。2月6日にはプロイセン州警察の政治警察部門「1A課 (Abteilung 1A)」（ゲシュタポの前身）の課長にルドルフ・ディールスを任じた。ディールスは当時ナチ党員ではなかったが、ゲーリングの有能な片腕として働いた。2月15日にはベルリン、ハンブルク、ハノーファー、ドルトムントなどの警察署長を突撃隊員や親衛隊員に挿げ替えた。2月20日には突撃隊と親衛隊から5万人と鉄兜団から1万人を補助警察官として採用した。2月24日にはヴァルター・ヴェッケ警察少佐の下に政治的に信用できる警察官400名を集めて「ヴェッケ特殊任務警察大隊 (Polizeiabteilung z.b.V. Wecke)」を創設させている。大隊はベルリン＝クロイツベルク近郊に基地を構え、ゲシュタポの逮捕の実行部隊として活躍した。この部隊は拡張再編成されて「ゲーリング将軍州警察集団 (Landespolizeigruppe General Göring)」、さらにその後「ゲーリング将軍連隊 (Regiment General Göring)」と改名されてゲーリングの空軍司令官就任に伴い、空軍の部隊となった。
順調に進む警察のナチ化に自信を得たゲーリングは、2月17日に発した警察官への訓令の中で「警察は保守右翼とは可能な限り了解を付けるが、左翼に対しては必要とあらば容赦なく武力を用いるであろう。現在、警察官の拳銃から発射される弾丸は全て私の弾丸だ。それを人殺しと言うなら、私が殺したのである。全ては私の命令である。私が全責任を負う」と述べている。
ゲーリングによって再編成された警察が対左翼闘争に最初に本格投入されたのは2月24日だった。この日、共産党のベルリン本部リープクネヒト館に警察が突入して大規模な強制捜査が行われた。ゲーリングは捜査の結果、共産党本部からテロ計画書が発見されたと発表した。ちなみに共産党本部からテロ計画書が出てきたという話自体は捏造ではないと思われる。当時のドイツの政党はどこも私兵組織を有しており、それを使った武装蜂起計画を立てていたからである。とりわけ共産党は主要政党の中でも最も先鋭的なので当然赤色戦線戦士同盟を使った武装蜂起計画を立てていた。党本部からその計画書がでてきても何ら不思議はない。問題はそれが「今直ちに」蜂起しようとしていることを証明する証拠と言えるかどうかだったが、その点では怪しかった。ゲーリング自身も直ちに共産党の武装蜂起があると本気では思っていなかったという。
さらに2月27日には国会議事堂放火事件があった。上半身裸でマッチを持って現場に立っていたオランダ人共産主義者マリヌス・ファン・デア・ルッベが逮捕された。彼は取り調べで自分が放火犯であると自供した。焦点はルッベ単独犯かどうかだったが、ゲーリングは共産主義者全体の国際連帯運動によるテロ事件と判断し、翌2月28日にはヒンデンブルク大統領より国民及び国家保護のための大統領緊急令が発令され、多くの左翼がテロ関係者として保護拘禁されていった。国会議事堂放火事件の犯人が誰かは今日まではっきりと確定した説はなく不明である。しかし一部にナチ党の自作自演の事件とする説があり、これらの説によればゲーリングを犯人とするものが多い。ゲーリングの国会議長公邸が国会議事堂とトンネルでつながっていた事などがゲーリング犯人説の根拠にされている。自作自演説は事件当時から流布されていた噂で、ゲーリングの耳にも入っていた。ゲーリングは「共産党に断固たる措置をとるのに、何ら特別な事件など必要なかった。」「国会議事堂の火災などなくても共産党員が犯した殺人行為など彼らを取り締まるための正当な理由は用意してあった。」「もしも私が焼き払うなら、もっと重要ではない建物を焼いている。たとえばベルリン王宮とかだ。私は火災の後、国会の召集のためにクロル歌劇場を使わねばならなくなった。私が自分の管理下にある国立劇場にいかに関心があるかはご存じのとおりだ。クロル歌劇場は小規模な歌劇の上演が可能なベルリンで2つしかない場所だから、私としてはとても辛いのだ」といった反論をして容疑を否認している。また「もしも私が国会議事堂に放火するとしたら、それは共産党をやっつけるためではなく、全く別の理由だろうな。国会議事堂の議場は実に醜かったからね。漆喰塗りの壁なんだよ。」といったジョークを飛ばしたこともあった。なおこの事件の犯人として逮捕された共産主義者5人の裁判は1933年9月からライプツィヒで行われた。ゲーリングも検察側証人として出廷しているが、明確な証拠を提出できず、ルッベ以外の4人は無罪となっている（ルッベは有罪・死刑）。特にゲオルギ・ディミトロフの裁判ではディミトロフの反論にゲーリングが取り乱した場面も見られた。
3月5日に行われた総選挙はナチ党が43.9%の得票を得て647議席のうち288議席を掌握した（社民党120議席、共産党81議席、中央党73議席、国家人民党52議席）。連立与党の国家人民党と合わせれば半数を超えた。さらに3月9日にはゲーリングによって正式にテロ組織と認定された共産党の議員81名が議員資格停止を受け、議席ごと抹消されたので総議席数は566議席に減り、ナチ党が単独過半数を獲得している。

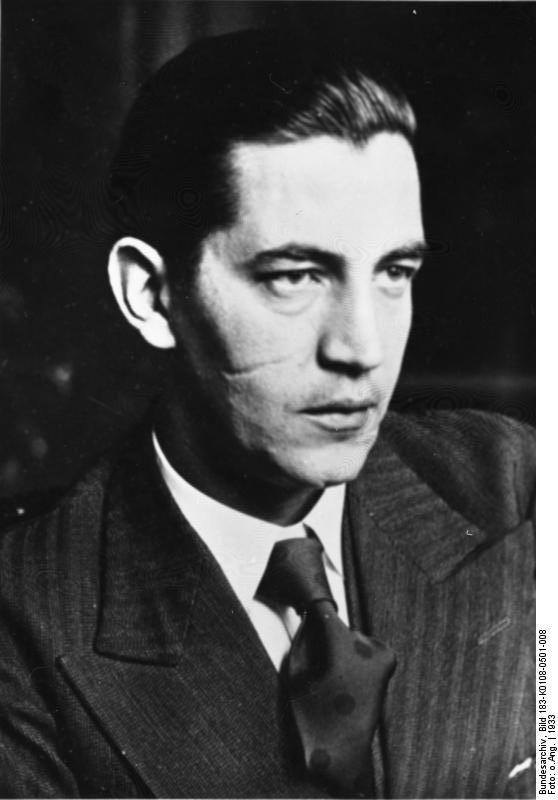
ゲーリングの下でゲシュタポ局長を務めたルドルフ・ディールス。

4月10日にはフランツ・フォン・パーペンから譲られてプロイセン州首相とプロイセン州国家代理官に就任。4月26日、ゲーリングはプリンツ・アルブレヒト街8番地にあったホテルを接収して、ここにプロイセン州秘密警察局 (Preussisches Geheimes Staatspolizeiamt) を新設し、プロイセン州の政治警察の一本化をはかった。1A課もここに吸収され、その中核となった。これが「ゲシュタポ」という略称で有名なナチスの秘密警察の創始であった。ゲシュタポ局長 (Leiter der Geheimen Staatspolizeiamt) には1A課課長ルドルフ・ディールスが就任し、トップである長官 (Chef der Geheimen Staatspolizeiamt) はゲーリング自身が務めた。
2月28日の大統領緊急令以来、多くの左翼が保護拘禁されていたが、ゲーリング指揮下の警察によって保護拘禁された者は正規の刑務所に収容されたので、さほど無法な取り扱いは受けなかった。一方突撃隊や親衛隊が独断で保護拘禁した者は、空きビルなどに作られた簡易の私設強制収容所に収容されたため、サディスティックなリンチを受けることが多かったという。ゲーリングはこうした突撃隊や親衛隊の無軌道な暴力に眉をひそめており、7月にはディールスに命じて私設強制収容所を片っ端から一掃し、オラニエンブルク強制収容所など一部の収容所だけを州公認とした。ゲーリングは強制収容所を社会復帰を目的とする再教育施設と考えており、被収容者に対する非人道的な取り扱いを許さなかった。そのため親衛隊管理となる後年に比べるとその環境はだいぶ良く、被収容者には栄養ある食事、清潔な住居、定期的な健康診断などが与えられた。また1933年のクリスマスにゲーリングは多数の被収容者を恩赦している。
ゲシュタポ指揮権を狙っていた親衛隊(SS)情報部SD長官ラインハルト・ハイドリヒの策謀で9月頃にディールスに「共産主義者」の嫌疑がかけられた。親衛隊と対立を深めたくなかったゲーリングは一時的にディールスを見捨てたが（ディールスはその間オーストリアに亡命）、突撃隊政治部長ゲオルク・フォン・デッテンとの対立を深まると、ディールスの力が不可欠と判断して、11月に彼をゲシュタポ局長に呼び戻した。

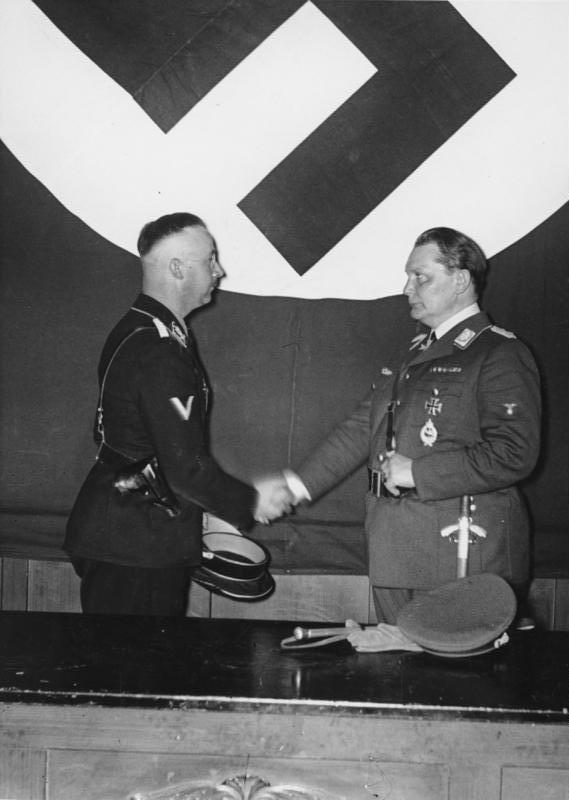
1934年4月20日、ベルリン。ハインリヒ・ヒムラーをゲシュタポ監査官及び長官代理に任命し、事実上ゲシュタポ指揮権を譲り渡した。

プロイセン警察がゲーリングの個人的指揮下に置かれ、プロイセン州が「ゲーリング王国」の様相を呈していることを快く思っていなかったドイツ国内相ヴィルヘルム・フリックは、ゲーリングへの対抗として1933年11月から1934年1月にかけてプロイセン州以外の各州の警察権力を親衛隊全国指導者ハインリヒ・ヒムラーにゆだねていった。ヒムラーはプロイセン州警察権力の掌握も狙い、ゲーリングに様々な圧力をかけるようになった。ゲーリングもついに折れ、1934年4月20日、ゲシュタポ局長の上位職として「ゲシュタポ監査官及び長官代理 (Inspekteur und stellvertretender Chef der Geheimen Staatspolizeiamts)」を新設し、これにヒムラーを任じた。これをもって実質的なゲシュタポの指揮権をヒムラーに引き渡すこととなった。ゲーリングは1935年11月20日までゲシュタポ長官の座にとどまったが、形式的な存在であった。さらにゲーリングは1934年5月1日に「航空省の任務に専念するため」としてプロイセン内相職も辞職した。プロイセン州一般警察の指揮権も親衛隊の圧力で徐々にドイツ内務省に移されていき（ドイツ内務省警察局長には親衛隊高官ダリューゲが就任しており、さらに1936年にはヒムラーがドイツ内務省内の全ドイツ警察長官となる）、ゲーリングのプロイセン州における権力は形骸化していった。
ゲーリングがゲシュタポをはじめとする警察組織の実質的指揮権を親衛隊に譲った理由は諸説あり定かではない。緻密さが要求される警察業務に飽きてしまったとも、自らの国民的な人気を秘密警察業務で汚したくなかったともいわれる。また、1934年6月のエルンスト・レーム以下突撃隊の隊員たちの粛清（長いナイフの夜）に備えるため、親衛隊と手打ちする必要があったのではないかともいわれる。

#### 長いナイフの夜

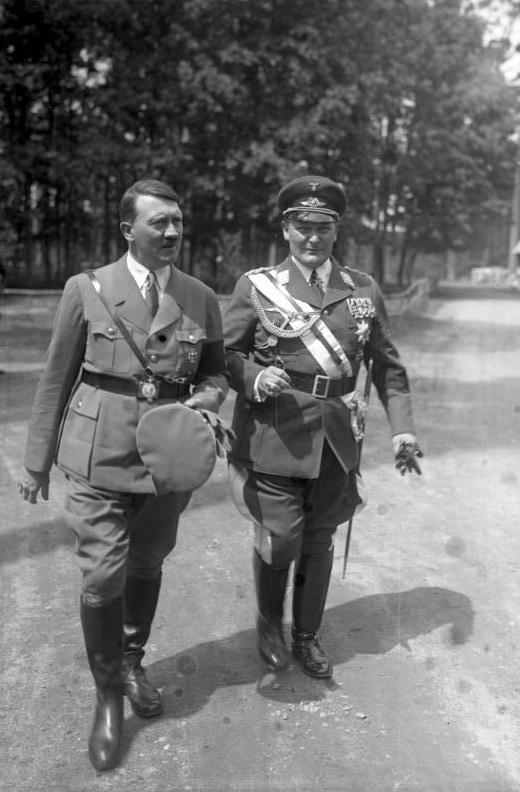
長いナイフの夜直前の1934年6月19日のヒトラーとゲーリング。

1934年6月30日から7月初めにかけて行われたエルンスト・レームら突撃隊幹部の粛清事件（長いナイフの夜）は、ヒトラー、ゲーリング、そしてヒムラーやハイドリヒら親衛隊(SS)が主導したものである。
ゲーリングにとってレームはかねてからの党内の政敵であった。レームは公式の場でゲーリングを「反動の権化」と呼んで批判してくるほど二人は仲が悪かった。特にナチ党の政権掌握後には二人は国防軍総司令官の地位を巡っての潜在的なライバルになっていた。また突撃隊に所属する警察高官達の持つネットワークはゲーリングのプロイセン州警察指揮権を常に脅かしていた。親衛隊にとっても自らの支配権拡大のためには突撃隊は片づけなければならない敵だったし、警察権力の完全移譲を受けるためには当面はゲーリングとの同盟を維持する必要があった。
ゲーリングは自らの傘下である航空省内に調査局という部署を設置させており、軍部、閣僚、突撃隊幹部など自分のライバルを盗聴させていた。その盗聴でレームとカール・エルンスト突撃隊大将が電話で日常的に自分への殺意を表明していることを知った。たとえばエルンストが「『その時』が来たら、僕はあの太っちょの身体からこの手で肉をそぎ落としてやりますよ、寸法が半分になるまでね。それからナイフを奴の喉に突き立ててやる」と語った時には、レームは「そうしたまえ。だが切り落とした肉は食べるなよ。腐りすぎてるから食当たりを起こすぞ」と応じていた。こうしたことからゲーリングは突撃隊粛清は正当防衛と考えていたようである。ゲーリングは、後にニュルンベルク裁判で勾留された際に「殺人行為だ」として突撃隊粛清を批判してきたアメリカ軍心理分析官グスタフ・ギルバート大尉に対して「いいかね。相手は変態で血に飢えた革命主義の集団だよ。ナチ党初期に乱痴気騒ぎをしたり、街でユダヤ人を殴ったり、窓ガラスを割ったりして、ナチ党がごろつきの集まりかのような印象を持たせた元凶は奴らなんだ。奴らはドイツ将校団も党首脳も、そしてユダヤ人も大量虐殺によって一掃するつもりでいた。私が彼らを一掃したのは全く正当なことで、そうしなければ逆にこっちが殺されていたんだ。」と反論している。

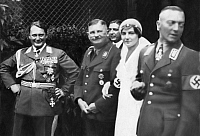
粛清直前に行われた突撃隊大将カール・エルンスト(右端)の結婚式に出席するゲーリング(左端)。突撃隊幕僚長エルンスト・レーム(中央)もいる。両名とも数日後に粛清される。

ゲーリングは航空省調査局が得た情報は逐一親衛隊に流した。親衛隊のSDも独自に情報収集を行い、反ヒトラー的人物を洗い出して銃殺対象者リストを作成していった。ゲーリングもリスト作りに参加した。リストには当初ルドルフ・ディールス(ゲーリングの部下の前ゲシュタポ局長)の名前があったが、ゲーリングが削除させている。
失業者が多い突撃隊は1933年8月頃から「第二革命」を声高に要求してドイツ各地で暴動を起こし始めていた。さらに1934年に入ると正規軍の座をめぐって国防軍と軋轢を強め、ヒトラーの頭痛の種になった。突撃隊を煩わしく思い始めたヒトラーに突撃隊粛清を決意させようと、ゲーリングと親衛隊は集めた情報をヒトラーに提出しはじめた。ゲーリングが提出した情報のうち、ヒトラーは特にフランス大使アンドレ・フランソワ＝ポンセが本国に送った電報（それによれば大使のもとにレーム、前首相クルト・フォン・シュライヒャー、グレゴール・シュトラッサーが集まり、3人は「政権交代が近いから現ドイツ政府とは何の交渉もしないように」と大使に要請したという）に強いショックを受けたという。
突撃隊の武装蜂起の噂も流れ始めたが、ヒトラーは突撃隊との全面対決には消極的で1934年6月5日にレームと長時間の会談に及ぶなどして懐柔を図った。だが6月21日にヒンデンブルク大統領から突撃隊問題が解決されないなら、ヒトラーの権限を軍に移して処置させると通告されたことでヒトラーは最終的に粛清を決意した。
6月30日、ヒトラーはバイエルン州ミュンヘンへ飛び、レーム以下突撃隊幹部を集めていたヴィースゼーへ移動してそこで自ら突撃隊幹部の逮捕を行った。一方ゲーリングはヒトラーから「コリブリ」の暗号を受けた6月30日午前10時からプロイセン州首相・内相としてゲシュタポ指揮官であるヒムラーやハイドリヒとともにベルリンにおける粛清を指揮した。ゲーリングはヴェッケ特殊任務警察大隊を出動させ、突撃隊本部へ突入させた。大隊が突撃隊本部を制圧した後、ゲーリング自ら突撃隊本部に訪れて、突撃隊幹部が集められている部屋を次々と移動しながら、射殺者リストに基づき「そいつを逮捕しろ。そいつもだ。いやそいつじゃない。そこの後ろに隠れようとしている奴だ。」といった具合に逮捕していった。逮捕された突撃隊員はリヒターフェルデへ送られ、そこで銃殺されていった。ハネムーンに出発する予定だったエルンストSA大将も逮捕されて銃殺された。
かねてから不仲のナチス左派グレゴール・シュトラッサーの殺害にも力を入れた。彼は1932年以来党内の役職を失って失脚していたものの、この頃のヒトラーはシュトラッサーを内相に迎えて再び側近として使うことを考えはじめており、その兆候は6月23日に党員番号9番の黄金ナチ党員バッジをシュトラッサーに贈ったことに現れていた。ゲーリングとヒムラーはシュトラッサーが自分たちの上司のポストに戻ってくることを恐れていた。そのためシュトラッサーは6月30日午後早くにゲシュタポに誘拐され、ヒトラーが介入できないようにわずか2時間後に拘禁所で射殺された。
ゲーリングは突撃隊・ナチ党内の反体制派粛清には積極的だったが、非ナチ党員・非突撃隊員に粛清を拡大させることには消極的だった。対してヒムラーとハイドリヒは粛清を党内に留めずに保守・右翼の反体制派を丸ごと殲滅しようと考えていた（左翼の反体制派はとっくに殲滅されてすでに消滅）。SSによる粛清の中でもゲーリングが特に困惑したのは、カトリック保守の交通省官僚エーリヒ・クラウゼナーの殺害だった。クラウゼナーはナチ党政権誕生直後の頃にSSと敵対して連行されたことがあったが、この時エミーの訴えでゲーリングがSSに圧力をかけて彼の釈放に尽力し、交通省に勤務できるよう取り計らってやった経緯があったからである。クラウゼナー殺害を聞いたのを機にゲーリングは粛清が行き過ぎており、ブレーキをかけねばならないと考えるようになった。7月1日朝にはヒトラーに銃殺部隊を引き揚げさせるよう求めている。
またジークフリート・カッシェSA中将や、SA大将アウグスト・ヴィルヘルム皇子、外務官僚ベルンハルト・フォン・ビューロー、かつてのゲシュタポ局長ディールスなど命があやぶまれていた人たちを庇護した。副首相フランツ・フォン・パーペンもゲーリングに命を救われた人物の一人だった。パーペンは自らに知らされず突然始まった粛清について状況説明を求めるためにゲーリングの官邸に訪れていたが、パーペンがゲーリングの官邸を出ようとした際に親衛隊員が彼の行く手をふさごうとした。この時、ゲーリングの副官ボーデンシャッツ少佐が「ここでは誰が命令権を持っているのか知りたい。ゲーリング首相なのか、SSなのか」と一喝して親衛隊員たちをひるませ、結果パーペンは逮捕も死も免れたのだった。前首相シュライヒャー大将についてもゲーリングは逮捕でとどめようとしていたが、すでにヒムラーとハイドリヒの支配下になっていたゲシュタポがゲーリングのプロイセン州警察を出し抜いて独断で殺害を強行したのだった。ただしゲーリングはクルト・フォン・シュライヒャーについてはナチ党政権の脅威としてかなり危険視しており、彼が殺害されたという報告を聞いた時もそれほど塞ぎこんだ様子はなかったという。
ヒンデンブルク大統領は7月1日にヒトラーとゲーリングの二人に宛てて感謝の電報を打っている。ゲーリングは国会への報告でヒトラーの責任において南ドイツで40名、ゲーリングの責任において北ドイツで32名の合計72名を処刑したことを発表した。だが実際には他にも親衛隊が最低100名は処刑していると見られる。

#### 空軍総司令官として

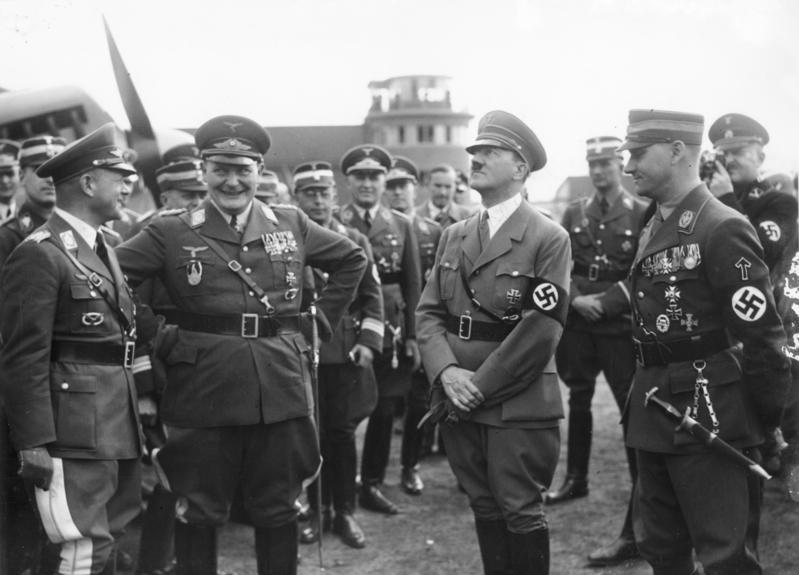
1936年4月、第134戦闘航空団「ホルスト・ヴェッセル」の航空機視察。左からエアハルト・ミルヒ、ゲーリング、ヒトラー、突撃隊幕僚長ヴィクトール・ルッツェ

1933年1月30日のヒトラー内閣の成立とともに閣僚職と併せて空輸国家弁務官 (Reichskommissar für den Luftverkehr) に任命されている。3日後には同職は航空国家弁務官 (Reichskommissar für die Luftfahrt) に改名された。さらに5月5日には航空国家弁務官事務所は航空省に昇格し、ゲーリングは航空相となった。これらは実質的にドイツ空軍再建のためのポストであった。
ゲーリングは、社交界で活躍していた頃に知り合ったルフトハンザドイツ航空の重役エアハルト・ミルヒを航空省次官（国務長官）に任じたのをはじめとして、民間航空企業の技術者、国防軍から出向した将校、一次大戦時のゲーリングの戦友などを省内の重職に就けて、秘密裏（ドイツはヴェルサイユ条約により一切の航空戦力の保有を禁じられていた）にドイツ空軍再建を開始させた。
ナチ党政権の誕生とともに民間航空産業の軍用機生産も活発になり、後にドイツ空軍主力航空機となる原型機が次々と作り出された。ウィリー・メッサーシュミットが「スポーツ機」として開発した四座単葉機Bf108（後の主力戦闘機メッサーシュミット Bf109の原型）、ハインケルが四座「郵便機」として開発したHe70（後の主力爆撃機He111の原型）、ユンカースがルフトハンザ用旅客機として開発したJu-52（簡単な改装で爆撃機に転用可能。ただ実戦では爆撃機としては役に立たず、物資や落下傘兵の輸送に使われた）などである。
航空機の大量生産計画を立て、1936年3月までに空軍は2680機保有を達成した（さらに1939年ポーランド戦までに4333機に）。また人材集めにも励み、陸軍からの引き抜きの他、民間飛行士からも募集して将来の空軍幹部候補の育成を開始した。一次大戦の戦友であるブルーノ・レールツァーを「エア・スポーツ・クラブ」（将来のドイツ空軍飛行士を育成するための地下訓練グループ）の会長に任じて飛行士の育成にあたらせた。またイタリア首相ムッソリーニの許可を得て、1933年夏から飛行士をイタリア空軍に派遣して訓練を積ませたりもした。アドルフ・ガーランドもイタリア空軍で訓練を受けた一人である。
1935年3月、ドイツ再軍備宣言（ヴェルサイユ条約破棄）にともなって正式に設置が宣言されたドイツ空軍 (Luftwaffe) の総司令官に任命された。最初に編成された戦闘機戦隊は復活したリヒトーホーフェン大隊だった。1935年4月10日にはゲーリングと女優エミー・ゾンネマンの結婚式があったが、編成されたばかりのリヒトーホーフェン大隊が華々しく祝賀飛行を行った。
ゲーリングの一次大戦の戦友で航空省技術局長エルンスト・ウーデットは1933年9月の渡米以来急降下爆撃機に強い関心を示し、民間航空機製造会社各社にその開発を働きかけていた。他方国防軍からの出向組の初代ドイツ空軍参謀総長ヴァルター・ヴェーファーは、遠距離重爆撃機の熱心な支持者だったが、1936年夏に彼が航空事故死したため、遠距離重爆撃機育成の機運が失われた。ゲーリングもミルヒも航空機の任務は専ら地上軍の戦闘への協力という一次大戦の観念から抜けきれず、ウーデット流の急降下爆撃機や短距離中距離爆撃機重視の路線を支持した。これは後に電撃戦での大きな成功と反面イギリスとの戦い（バトル・オブ・ブリテン）での苦戦につながったと評価される。またゲーリングは雷撃機にも関心が無かった。当時の日本駐在武官との会話で、『イギリス艦艇を全て爆撃で沈める』と豪語したが、上部構造物に爆撃しても船は沈まないとの武官の反撃に沈黙している。ドイツ空軍は単発の魚雷攻撃機を一部改造はしてみたが、結局作ってはいない。

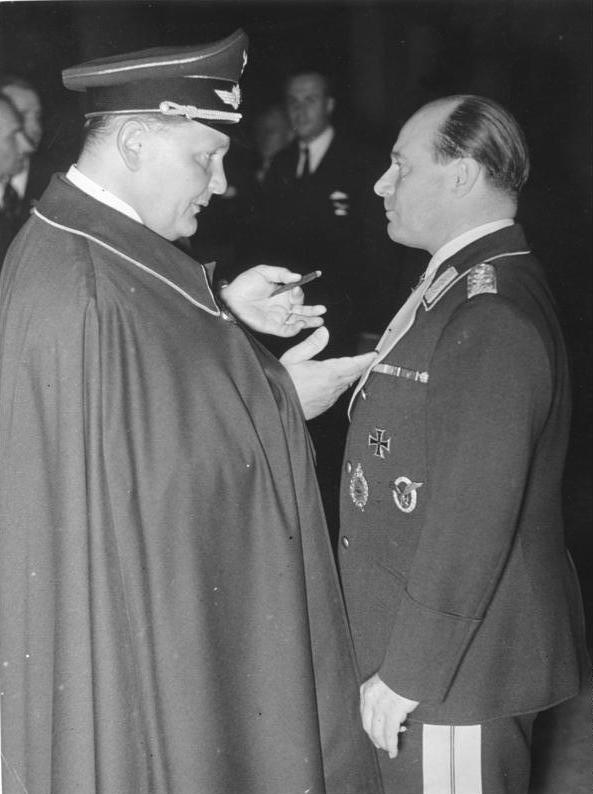
1938年6月25日。ゲーリング元帥とエルンスト・ウーデット空軍少将

ゲーリングがウーデットを重用していたのは、ミルヒ牽制のためでもあった。ゲーリングは航空省の実務を次官ミルヒに委ねたため、ミルヒの権力が大きくなりすぎ、それを警戒して、ウーデットを出世させて彼にぶつけるようになった。ウーデットは空軍の「航空機総監 (Generalluftzeugmeister)」に任じられ、新型機開発の責任者となった。さらに1937年にはミルヒを飛び越えて直接ゲーリングに具申する権限を認められた。ミルヒには1939年に「空軍総監 (Generalinspekteur der Luftwaffe)」の肩書を与えたが、これは空軍の総指揮権からミルヒを遠ざける目的であったという。
1936年7月にスペイン内戦が勃発。11月にゲーリングはドイツ空軍を「コンドル軍団」としてフランコ将軍側で非公式参戦させた。この内戦は1939年5月までの2年7カ月も続いたため、ドイツ空軍にとって格好の新型機の実験場となり、ドイツ空軍に様々な教訓を与え、大きな発展をもたらした。急降下爆撃機ユンカースJu-87や双発爆撃機ハインケルHe111、戦闘機Bf109など有用な新型機が続々と開発されることとなった。またスペイン内戦に参加したBf109戦闘機隊長ヴェルナー・メルダースが二機編成（ロッテ）にする戦術体系を編み出すなど戦術面においてもドイツ空軍は大きく飛躍した。スペイン内戦を経て、粗末な組織だったドイツ空軍は一流の航空戦力へと変貌した。
ゲーリングは空軍総司令官だけでは飽き足らず国防相の座を狙って策動し、SSのヒムラーやハイドリヒらの協力を得て、1938年2月に国防相ブロンベルク元帥と陸軍総司令官フリッチュ上級大将を失脚させた（ブロンベルク罷免事件）。しかし、この事件後、ヒトラーは国防相の職を廃止して国防軍最高司令部を置き、軍の指導権を自らが掌握したため、ゲーリングの国防相の夢は消え去った。ゲーリングに与えられたのは元帥の階級だけだった。
1939年2月にハンス・イェションネクが空軍参謀総長に就任し、以降1943年8月までの長期にわたって務めるが、彼はウーデット以上の急降下爆撃論者であったため（というよりドイツの乏しい国力では四発大型機の大量保有はそもそも不可能と考えていた。またイギリスと全面戦争になるとは思っていなかったので四発重爆は用途なしと考えていた）、今後開発する軍用機はすべて急降下が可能でなければならないという無茶な方針を定めた。この方針は双発爆撃機ユンカースJu-88にはそれほどの悪影響はなかったが、ドルニエDo217に大きな悪影響を及ぼし、さらにドイツ唯一の四発重爆撃機ハインケルHe 177の開発を大幅に遅らせてしまう結果につながった。

#### 動物・自然保護への功績

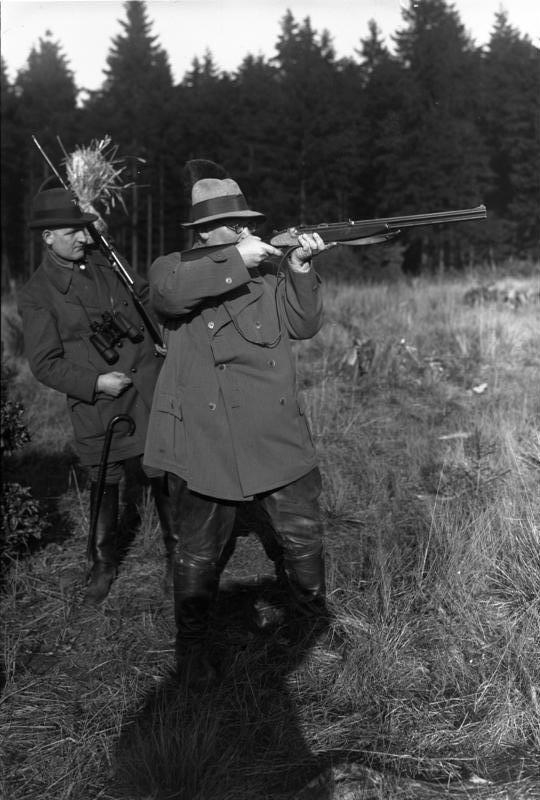
1934年12月14日、シュプリンゲの州森林で狩猟中のゲーリング。

ゲーリングの活動には動物愛護や自然保護方面に関するものも多い。1933年8月17日にはプロイセン州において動物実験を事実上禁止する法律を制定させている。この時にゲーリングは「ドイツ人は常に動物への偉大な愛情を示してきた」「現在まで動物は法律において生命のないものであると考えられてきた。……このことはドイツの精神に適合しないし、何にもまして、ナチズムの理念とは完全にかけ離れている」と述べている。1934年7月3日には森林長官(Reichsforstmeister)と狩猟長官(Reichsjägermeister)のポストに就いた。これはゲーリングの名誉欲によって集められた形式的な役職であるというだけではなく、彼はこの役職に熱心に取り組んでいたほか、乱獲や密猟で減っていたドイツの狩猟場の動物たちの保護と補充に努めた。
1934年7月3日にゲーリングが制定させた「ライヒ狩猟法」は狩猟に関する規制や動物保護や繁殖を目的とした内容の優れた法令で、現在のドイツ連邦共和国でも「連邦狩猟法」として存続している法律である。この法律により、狩猟は政府の厳重な許可が必要となり、狩猟を行う者は銃の取り扱い試験が義務付けられ、狩猟犬も訓練を受けた犬に限定された。割り当て以上の獲物を撃った者には厳しい罰則が与えられた。動物の苦痛を取り除くため、負傷した動物には必ず止めをさすことを義務付けた。また、鋼鉄の罠や毒物を使用するような残虐な狩猟や夜間照明を使用した狩猟は禁止された。密猟に対する罰則も強化した。狩猟長官執務室には「動物を虐待する者は、ドイツ国民の感情を傷つける。」という標語が掲げられていた。
1935年にはライヒ自然保護法を強いイニシアチブで制定させた。この法律はドイツ国全体に共通する自然保護法制として画期的なものであり、連邦自然保護法が成立する1976年までラント法（州法）として効力を保った。
また、ゲーリングは森林長官として、自然保護事業にも一定の功績を残している。ドイツの大都市の周囲に大規模な植林計画を実施し、グリーン・ベルトを設けさせた。この地帯は動物たちの聖域となり、労働者の憩いの場にもなった。ゲーリングが森林長官・狩猟長官に就任した後、数年にしてドイツの森林は世界中から自然保護の見本と呼ばれるまでになった。
一方でゲーリングは自身も狩猟愛好家だった。ベルリンの北東にあるショルフハイデに専用の狩猟区を持ち、ここに死別した妻カリンの名を冠する豪邸「カリンハル」を建設させた。しばしばここで狩猟を楽しんだ。近隣の村人や招待した友人にも狩猟場の使用を認めた。ライヒ自然保護法の制定に強いイニシアチブを発揮したのも、ショルフハイデの自然保護区を保護する目的があったためであり、多くの自然保護区を設けたのも狩猟場を確保するためであったとされている。彼は乱獲や残虐な方法による狩猟に反対するルールある狩猟家であったが、親衛隊全国指導者ハインリヒ・ヒムラーのような極端な動物愛護主義者からは彼の狩猟熱は白い目で見られた。ヒムラーは「あんな可愛い目をした鹿を撃ち殺すなんて彼は残酷だ」とゲーリングの陰口を叩いたという。
しかし「四カ年計画」の責任者であり、軍部の首脳でもあったゲーリングにとって、自然保護よりは軍需や経済が優先されるべきものであった。第二次世界大戦勃発後の1942年4月1日と1943年7月1日、ゲーリングの発した回状によって自然保護業務の大半は停止され、1944年9月30日の布告によって、ライヒ自然保護法の執行は停止された。

#### 経済における活動

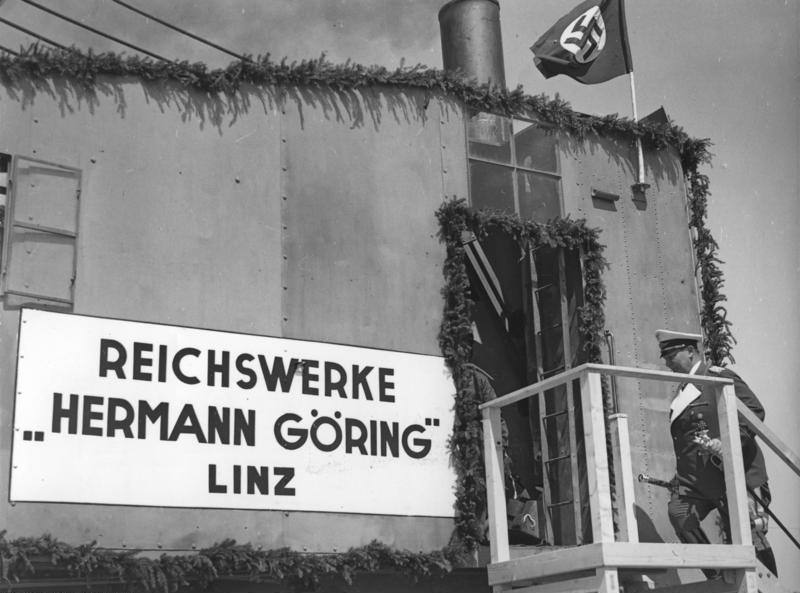
1938年5月13日、リンツの「ヘルマン・ゲーリング国家工場」の施設を視察するゲーリング。

1936年8月、ヒトラーは四カ年計画 (Vierjahresplan) の覚書を書き上げた。1936年9月9日のニュルンベルク党大会での総統告示で「ドイツ軍は四年後には戦闘能力を身につけてなければならない。ドイツ経済は四年後には戦争能力を身につけていなければならない」という四カ年計画宣言が行われた。こうしてはじまった四カ年計画の全権責任者に、1936年10月、ゲーリングが任じられた。
ゲーリングは、ヒトラーの命を受けてドイツの外国資源への依存を減らし、自給自足経済（アウタルキー）の確立を急いだ。また軍備支出を大幅に増やしていった。結果、国家負債は激増し、国民の生活水準の成長率も半減したが、戦争経済体制の構築は進んだ。この四カ年計画において実質的な実権者はゲーリングと親密な関係にあったIG・ファルベンのカール・クラウホであった。計画の役員もIG・ファルベンの社員で占められていた。そのため計画の全投資の三分の二はIG・ファルベンに割り当てられている。
鉄鉱石の不足から四カ年計画に反して輸入の拡大を望んでいた既存の鉄鋼資本に対抗するため、ゲーリングは、1937年6月16日に国内鉄鉱石の開発とそれを基盤とする鉄鋼プラントの建設計画を打ち上げた。こうして7月15日にザルツギッターにおいて全額政府引き受けによる資本金500万マルクで「ヘルマン・ゲーリング鉱山・製鉄」を設立させた。合同製鋼など既存の鉄鋼資本も最終的にはゲーリングと妥協していった。
1937年11月から1938年2月にかけてヒャルマール・シャハトに代わって経済相に就任し、経済省を四カ年計画の執行機関にかえていった。またシャハト在任中には徹底化されてこなかった「アーリア化」（ユダヤ人を企業重役から排除したり、ユダヤ人企業をドイツ人企業に買収させるなどしてユダヤ人を経済活動から排除すること）が加速することになった。ゲーリングは「あらゆる大企業をアーリア化することが私の務めである」と公言していた。
1938年2月の増資で「ヘルマン・ゲーリング鉱山・製鉄」はIG・ファルベン、合同製鋼に次ぐ大企業となった。1938年7月に同社は「国家工場ヘルマン・ゲーリング」に改組され、その下に鉱山・製鉄、兵器・機械、内陸水運の三部門を置く体制へと変更された。
1938年11月10日にゲッベルスが引き起こした反ユダヤ主義暴動水晶の夜事件はドイツ経済への打撃という観点から嫌悪した。ゲーリングは「ユダヤ人問題は包括的な経済問題である」と訴えてヒトラーから「ユダヤ人問題の解決調整責任者」に任じてもらうと、その権限に基づいて11月12日に暴動の損害に関する会議を招集した。その席上ゲーリングは「貴重な物をこんなに破壊するぐらいなら、ユダヤ人を200人殺した方がよほど良かったぞ」と述べている。そしてユダヤ人の受け取るべき保険金は政府が接収すること、ユダヤ人全体に10億マルクの罰金が課されることを決議した。
これを機にゲーリングによって強制的アーリア化の命令が続々と下された。11月12日と13日の命令によりまずユダヤ人小売業が年末までの解散を命じられた。さらに12月3日には「ユダヤ人財産の使用に関する命令」が下され、これによって残存している全てのユダヤ人企業はその企業を一定期間内に売却するか整理するかを選ばされることになった。同じ命令でユダヤ人の不動産の売却が命じられ、またユダヤ人の有価証券は財務省の地方事務所に供託しなければならなくなり、ユダヤ人の不動産業、農業、林業、金融業などに止めが刺された。ユダヤ人の経済活動は完全に崩壊させられたのだった。

#### 外交における活動

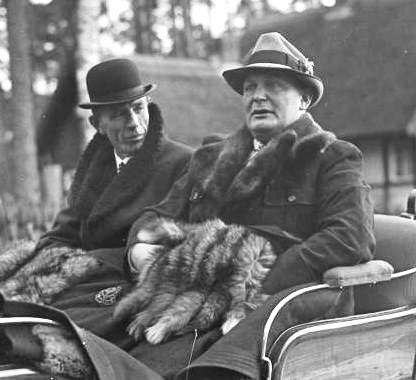
1937年11月、訪独したイギリス枢密院議長第3代ハリファックス子爵エドワード・ウッドと。

外交についてゲーリングは対英穏健派だった。そのため対英強硬派のフォン・リッベントロップを嫌い、1938年2月にヒトラーが外相をフォン・ノイラートから彼に替えた際には強く反対したという。ゲーリングは後にニュルンベルクで「私はノイラートに留任してほしかった。彼は強固な意思の持ち主ではなかったので、ヒトラーがやるべきことを指示できたし、リッベントロップより懸命に手際よくやることができた」と語っている。
1938年3月のオーストリア併合では、イギリスの介入の可能性が皆無であったため、積極的に推進する立場を取った。この頃ヒトラーは精神が不安定で終始逡巡していたが、ゲーリングは動じることなく併合を推進し、ヒトラーを急き立てる役割を果たした。3月11日午後3時にはヒトラーではなくゲーリングが、オーストリアのシュシュニック首相に対してオーストリア・ナチ党指導者ザイス＝インクヴァルトの首相就任と国内の秩序回復をドイツ軍に要請することを最後通牒的に要請して受諾させている。これに基づき3月12日にドイツ軍はオーストリアへ進駐し、3月13日にザイス＝インクヴァルト首相が制定した合併法によりオーストリアはドイツに併合された。

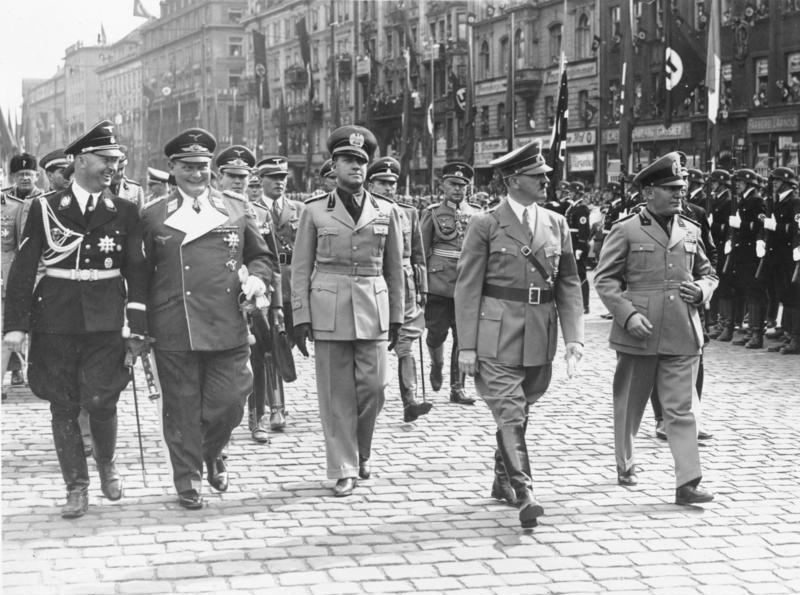
ミュンヘン会談で訪独したイタリア首相ムッソリーニの出迎え。
左からSS長官ヒムラー、ゲーリング、伊外相第2代コルテッラッツォ・ブカーリ伯ガレアッツォ・チャーノ、ヒトラー、伊首相ムッソリーニ。

しかしその後、外交でヒトラーを急き立てる役割はゲーリングからリッベントロップに変わり、逆にゲーリングは対外穏健派になっていった。1938年9月29日の英独仏伊首脳によるミュンヘン会談ではリッベントロップが軍事行動に走らないよう、前外相ノイラート、外務次官フォン・ヴァイツゼッカーらとともにミュンヘン協定草案を作り、これを会談出席者ムッソリーニから提出してもらい、ミュンヘン協定締結にこぎつけた。
だがヒトラーはミュンヘン協定に不満があったので、これ以降ゲーリングに不信感を抱くようになり、「ゲーリングは臆病者」と陰口するようになった。ゲーリングの方も戦争のリスクを負ってまでも対外進出に賭けるヒトラーの姿勢について行かれなくなり、徐々にヒトラーとの関係を悪化させた。そのため、この頃から政策決定に対するゲーリングの影響力は次第に薄れ、1939年3月のチェコスロバキア解体の際には完全に政策決定から外されていた。ヒトラーがゲーリングに事前相談しなかったのは彼がミュンヘン協定違反となるこの処置に反対すると思ったからだった。ゲーリングはニュルンベルクでこの時のことを次のように回顧している。「何もかも私の頭越しに決定されていた。私は忍耐をもってヒトラーにこう助言し、力説した。ミュンヘン協定が破られたことは、（親独派の）チェンバレンの権威失墜を意味する、それによって恐らく（対外強硬派の）チャーチルが政権を掌握するだろうと。だがヒトラーは私の言うことに耳を貸さなかった。」

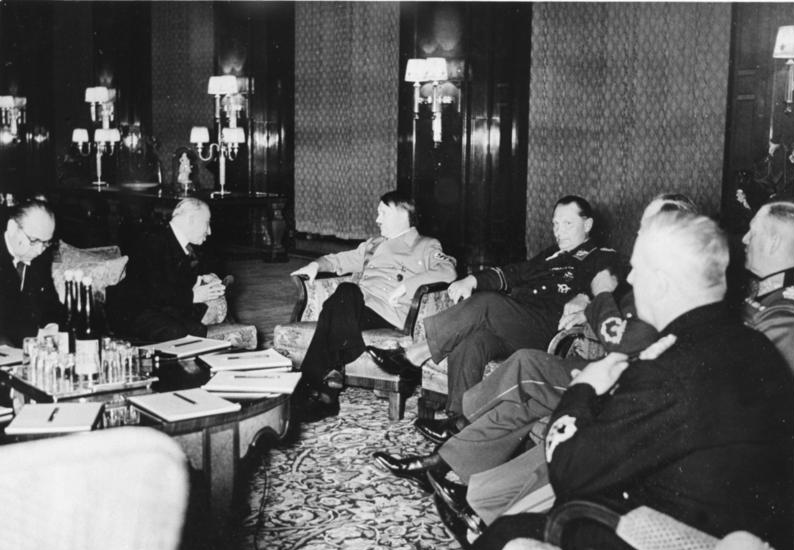
1938年3月15日、訪独したチェコスロバキア大統領ハーハと会談するヒトラーとゲーリング。チェコスロバキア解体の方針はゲーリングに相談なしでヒトラーが決定したが、この会談でゲーリングはハーハを脅迫する役割を果たした。

ゲーリングの恐れていた通り、イギリス国内では宥和政策は失敗だったとする声が高まった。英首相チェンバレンも3月18日にドイツに対する外交政策を転換することを宣言した。さらに4月初頭にチェンバレンは（ヒトラーとリッベントロップがダンツィヒ返還を要求していた）ポーランドと英波相互援助協定を結び、ドイツによるいかなるポーランド領奪取も許さない態度を明確にした。この協定が第二次世界大戦の原因となるが、ヒトラーはこれを重大なものと捉えていなかった。単なる威嚇にすぎず、イギリスに本気で戦争を起こすつもりはないと考えていた。対してゲーリングはイギリスはもはや何があってもこの協定通りに行動するだろうと確信した。またヒトラーとリッベントロップが進めている独ソ不可侵条約の交渉についてもフランスに戦争を躊躇させる効果はあるかもしれないが、イギリスに対してはないだろうと正確に認識していた。
だがゲーリングは忠誠を捧げるヒトラーを批判することは決してなかった。彼の批判の矛先は常に「ヒトラーを攻撃的な戦争路線に誘惑している犯罪的道化師」「見栄っ張りの孔雀」リッベントロップのみに向けられた。トマス・フォン・カンツォヴ（カリンの前夫との間の子）は次のように語っている。「1939年の夏中のヘルマンの最大の気がかりは、ナチ党の狂人どもが、ドイツを戦争に駆り立てはしないかという危惧だった。彼はリッベントロップのイギリスへの敵意に躍起になって反対した。そして彼の話しぶりからは、ヒトラーも戦争を望んでいるとは思いもよらなかったようだ。彼は言い続けていた。『戦争をする必要はないのだ。なぜあの阿呆どもにはそれが分からないのだろう。総統が私に外交を任せてくれさえすれば、私はドイツを陽のあたるところへ導きつつ、何世代にもわたって平和でいられるようにしてやるんだが。それも戦争をしないで』」。
同時にゲーリングはイギリスの頑迷さにも腹を立てていた。トマスによれば、ゲーリングは「イギリスは何故ダンツィヒとポーランド回廊にあれほどこだわるのだ。ドイツがポーランドから欲しいのはそれだけだ。彼らにはそれが二つともドイツの一部だったこと、決して奪ってはいけない物だったことがどうして分からぬのだ。例えば誰かがイギリスからチャンネル諸島や香港やジブラルタルを取り上げたらイギリス人は何と言うだろう。彼らはそれを取り戻すまで決して止めないだろう。それと同じことだ。」と語っていたという。
1939年8月、ゲーリングはトマスの上司でドイツとイギリスにまたがって商売をしていたスウェーデン人実業家ビルエル・ダーレルスと親しくなり、彼をイギリスとの交渉の使者にすることを決意した。ダーレルスはイギリス保守党やイギリス財界に強いコネがあったためである。イギリスへ派遣されたダーレルスはチェンバレン首相や外務大臣第3代ハリファックス子爵エドワード・ウッド(後の初代ハリファックス伯爵)らと会談した。しかしこの交渉は実を結ばなかった。すでにチェンバレン内閣は「ドイツとの開戦不可避」と決めてかかってしまっており、ドイツ代表との交渉には応じようとしなかったのである。
それでもゲーリングは自分が直接英国へ行けば状況は変わると信じていた。8月19日にヒトラーと会見し、チェンバレンの同意が得られたらロンドンへ行って彼と交渉することの許可をヒトラーから得た。この後ゲーリングはダーレルスに電話して「今までとは大幅に違うことをやってみるつもりだ。それだけが行き詰まりを打開出来る道だと思う」と述べている。しかし8月21日にリッベントロップが進めていた独ソ交渉が成功し、ポーランドなど東ヨーロッパの独ソ分割支配を約定した独ソ不可侵条約の締結が確定した。リッベントロップは「独ソがポーランド共同侵攻に合意した今、ポーランド侵攻を起こしてもイギリスは引くしかないとしてゲーリングがやろうとしている交渉は無意味」と主張した。対してゲーリングは「独ソが手を組んだ程度でイギリスがポーランドに与えた保証を実行に移すことを止めるはずがなく、それを止めさせるには私がロンドンに行って交渉するしかない」と反論した。だがヒトラーはリッベントロップに同意し、ポーランド侵攻しても問題なしと判断してしまった。ポーランド侵攻についてヒトラーは、チェコスロバキア解体の時以上にゲーリングに何らの相談もしなかった。ポーランド戦開戦直後ゲーリングは政務次官ピリ・ケルナーに「恐ろしいことだ。ヒトラーは気が狂った」と述べたという。

#### ヒトラーの後継者
ゲーリングはドイツ国民から広い人気があり、財界との橋渡し役もできるなど強い国内統合効果を持っていた。対外的にもナチ政権成立後から大戦勃発に至るまでは、リッベントロップらと対比して穏健派と見られており、諸外国からドイツとの交渉窓口として重用されていた。そのためヒトラーはゲーリングを非常に重視していた。1934年12月13日、ヒトラーは極秘裏に「首相兼総統の後継者に関する法」を定めて、ゲーリングを後継者に指名している。ゲーリングの政策決定力が落ちた後でもこの姿勢は変わらず、1939年9月1日のポーランドへの開戦に際しての国会演説でヒトラーはゲーリングを第一の後継者に指名している。1941年6月29日にも「ヒトラーが任務に堪えられなくなった場合、ゲーリングが総統職を代行する」という総統布告が出されている。

### 第二次世界大戦（1939-1945）

#### ポーランド戦

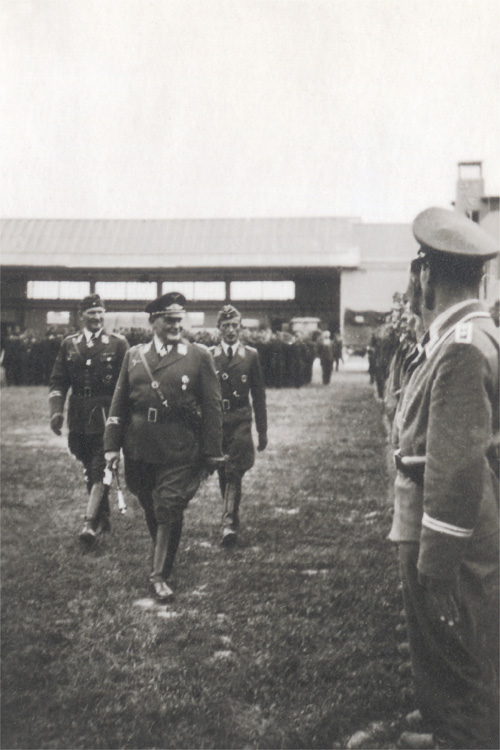
1939年、占領後のポーランド・クロスノを訪れたゲーリング元帥。

1939年9月1日のポーランド侵攻と英仏のドイツへの宣戦布告によって第二次世界大戦がはじまった。
ポーランド戦にはドイツ空軍からはHe111やDo17などの中距離爆撃機から成る20個爆撃戦隊、Ju87(シュトゥーカ)から成る5個急降下爆撃戦隊、Bf109が大多数を占める10個から12個の戦闘機戦隊、総計1929機が動員された。これはドイツ空軍の総保有機体数の約半数にあたる（第一線機は3分の2）。
シュトゥーカの正確無比な急降下爆撃がポーランドの航空基地、通信施設、工場を次々と壊滅させた。開戦直後の数日間はポーランド空軍もPZLP.11などでドイツ爆撃機に果敢な迎撃を加えたが、ドイツ陸軍部隊の進撃でポーランドは後方基地を失い、またドイツ空軍の爆撃で通信施設・燃料施設も失い、9月8日までにはポーランド空軍の活動はほぼなくなった。ポーランド軍地上部隊にもシュトゥーカやHe111の爆撃で大打撃を与えた。
ヒトラーはワルシャワ攻防が長引くことをきらい、ゲーリングを通じてケッセルリンクにワルシャワ空襲を命じた。9月25日にドイツ爆撃機400機によるワルシャワ空襲が敢行された。飛行場や鉄道駅を狙ったものだったが、市街地への空襲では一般市民も多数巻き込まれた（ただしケッセルリンクは後のニュルンベルク裁判でワルシャワ市民の被害者の多くはドイツ空軍の空襲ではなくポーランド軍の高射砲弾によるものと証言している）。9月27日にワルシャワは陥落し、ポーランドは降伏した。
ドイツ空軍はこの戦いで285機の航空機と734人の人員を喪失しており、予想より損害は多かったが、この戦いは正確な急降下爆撃で敵の通信網・交通網を破壊することができれば敵地上部隊は完全に麻痺することの実例となった。つまり電撃戦の下地となったのである。

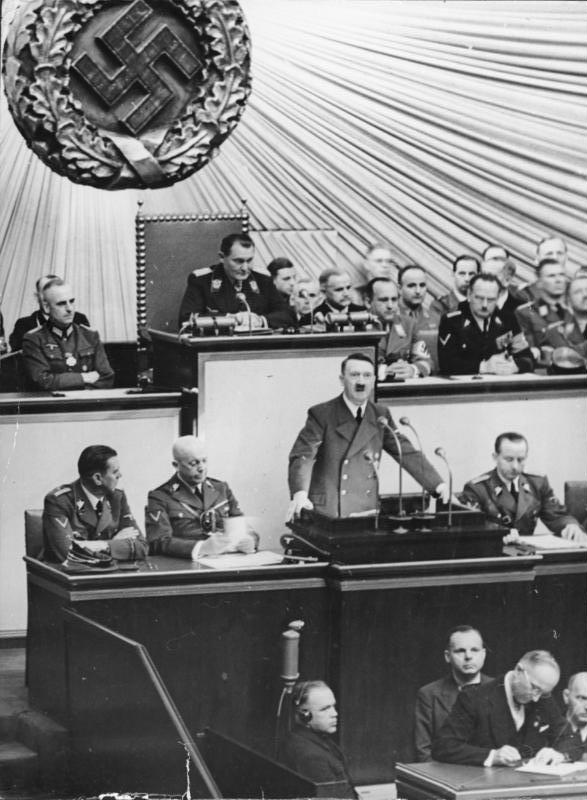
1939年10月6日の国会で演説を行うヒトラー。後ろの議長席に座るのがゲーリング。

ポーランド占領後、ゲーリングはドイツ空軍が爆撃を行ったワルシャワとリヴォフの視察を行った。またポーランド人を徴用してドイツ国内の工場で働かせる命令書やユダヤ人所有の美術品を接収する命令書に署名した（ゲーリングが後にニュルンベルクで弁明したところによれば「連合軍が道理に目覚めて和平に同意するまでの暫定的処置」という）。
ゲーリングは開戦後もイギリスとの早期講和を希望しており、その許可を得るべく9月26日にもダーレルスを連れてヒトラーと会見した。ヒトラーは旧状回復（ポーランドからの全面撤退）を前提とした和平交渉は認めなかったが、ポーランド領のうちドイツ人居住区をドイツに併合し、それ以外のポーランド領は再編成してユダヤ人の避難場所とする旨の和平交渉は許可した。ダーレルスは早速その旨をスウェーデン駐在イギリス大使を通じてイギリス政府に伝えた。チェンバレン首相はゲーリングとの交渉に前向きだったが、戦争を渇望するチャーチル一派が完全なる旧状回復を訴えてチェンバレンの和平の意思を妨害した。その結果、イギリスとの和平交渉は座礁に乗り上げてしまった。ゲーリングもこのイギリスの頑なな態度には失望し、「尊大なイギリスに道理を弁えさせるには手痛い教訓を与えてやる必要がある」と感じるようになったという。
そこでゲーリングはヒトラーにドイツ空軍を西方に移動させてイギリスに対する航空戦を開始することを進言した。この頃のイギリスの対空防衛力は7カ月後と比べれば貧弱だったので、この段階で攻撃をかけていればイギリスに効果的な打撃を与えられる可能性があったともいわれる。だがヒトラーは電撃戦にこだわり、空軍の攻撃は地上部隊のフランス侵攻と連動して行うべきと考えており、これを退けた。

#### 北欧戦

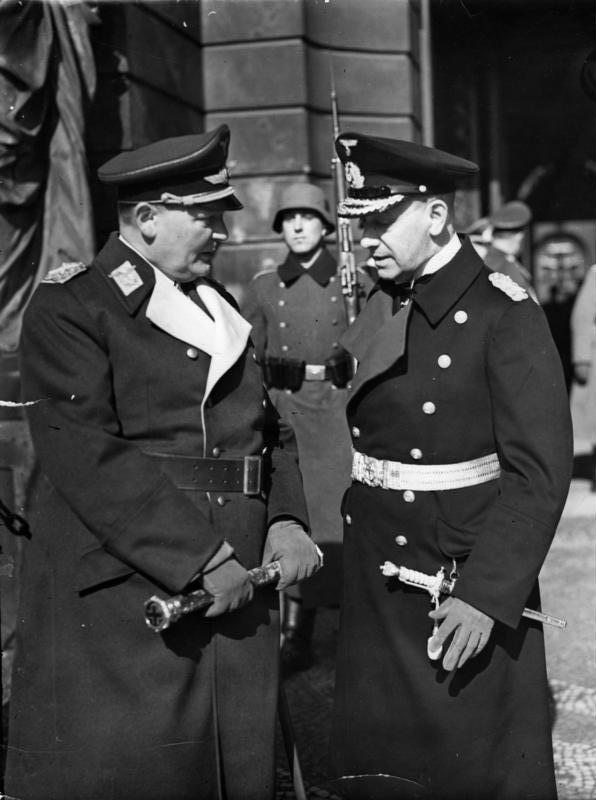
1940年3月10日、ゲーリングとレーダー。

1940年3月、ゲーリングはヒトラーがスカンジナヴィア半島諸国(北欧諸国)への侵攻を計画していることを知った。ドイツ海軍司令官レーダー元帥がノルウェーに海軍前線基地をいくつか建設しておくことの利点をヒトラーに進言し、ヒトラーがその気になったことによる。またヒトラーはドイツとノルウェーの間にあるデンマーク、鉄鉱石が産出するスウェーデンへの侵攻も考えていた。しかしスウェーデンはゲーリングにとって先妻カリンや義理の息子トマスの故国であり、個人的に関係が深いため、開戦後スウェーデン王グスタフ5世に「戦争がどのような方向に向かおうとドイツはスウェーデンの中立を尊重する」との個人的な保証を与えていた。そのためゲーリングはこれに深い衝撃を受け、彼にしては珍しいことだが、ヒトラーに真っ向から直談判してスウェーデン侵攻を中止させようとした。彼は、すでにスウェーデン政府は鉄鉱石をドイツに輸出し続けることを約束しており、侵攻は無意味な点を強調し、またドイツ軍がスウェーデンを経由してノルウェーに進軍することやスウェーデン政府内の親英分子を排除することについては自分がスウェーデンに働きかけて必ず実現させるのでスウェーデン侵攻だけは止めてほしいと訴えた。そして止めて頂けないなら辞職させてほしいとさえ表明した。この時のゲーリングの苦悩の様子にはヒトラーも同情し、最終的にヒトラーはスウェーデンを侵攻対象から取り除いた。
1940年4月9日からノルウェーとデンマークへの同時侵攻が開始された（スカンジナビア半島戦）。ドイツ空軍からはハンス＝フェルディナント・ガイスラー率いる第10航空軍団(水平爆撃機290機、急降下爆撃機40機、戦闘機100機、輸送機500機)と第1降下猟兵連隊第1大隊が動員された。ノルウェー侵攻は海軍が主体の水陸両用作戦だったのでドイツ空軍の役割は限定的で、当初は主にオスロ地区への空挺作戦や空輸を主に担った。しかしノルウェー軍の全面抵抗が開始されると、He111、シュトゥーカ、新投入された双発爆撃機Ju88などを使ってのノルウェーの軍事拠点やノルウェー沖のイギリス海軍艦艇に対する爆撃が敢行された。イギリス軍はグロスター グラディエーター戦闘機一個中隊を空母グロリアスで送り込んできたが、氷結したレスイエスコーフ湖を飛行場にしていたところ、ドイツ空軍爆撃機に襲撃されて早々に全滅した。これによりトロンハイム攻略を目指して侵攻していたイギリス上陸軍は、航空支援なしで戦うこととなり、惨敗を喫した。
北部ノルウェーでは英軍が航空基地を確保したため、最後まで英軍の抵抗が激しかったが、5月10日からドイツ軍が西方電撃戦を開始したため、戦いの焦点は西ヨーロッパへ移り、連合軍にノルウェーにかまっている余裕はなくなった。連合軍はノルウェー放棄を決定し、北欧戦はドイツ軍の勝利で終わった。しかしイギリスでは北欧戦の敗北で和平寄りのチェンバレンが失脚し、戦争派のチャーチルが首相に就任。和平はますます困難になってしまった。

#### 西方電撃戦

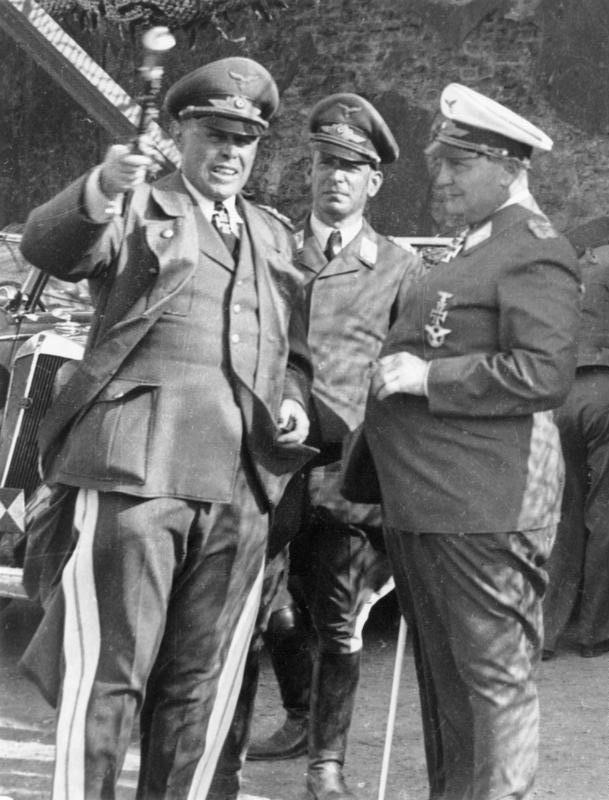
1940年。ケッセルリンク、スパイデル、ゲーリング。

1940年5月10日から西方電撃戦が開始された。北海海岸のオランダとベルギーに大規模攻勢を実施して連合軍をそちらに釘付けにしつつ、手薄な内陸アルデンヌを通過してフランス領内へ一気に進撃するという作戦だった。ドイツ空軍からは水平爆撃機1120機（全保有機体の65%）、急降下爆撃機342機（同82%）、単発・双発戦闘機1264機（同80%）、輸送機430機（同92%）など総計3500機という総力に近い戦力が動員された。これらの航空戦力は、ケッセルリンク率いる第二航空艦隊とシュペルレ率いる第3航空艦隊に分けられ、それぞれの航空艦隊に5個航空軍が隷属した。第二航空艦隊はボック率いるB軍集団のオランダ・ベルギーへの進攻を航空支援し、一方第三航空艦隊はルントシュテット率いるA軍集団の内陸部アルデンヌ高原からの攻勢の航空支援を担当した。
西方電撃戦ではどちらの航空艦隊も大きな戦果をあげて電撃戦の成功に貢献した。第二航空艦隊は、無音のグライダーDFS230を活用した降下猟兵の奇襲攻撃によってベルギー軍が誇るエバン・エマール要塞を短時間で陥落させる活躍をした。オランダでは少数のオランダ戦闘機が鈍足の輸送機Ju52をしばしば打ち落とし、クルト・シュトゥデント率いる降下猟兵部隊に大きな損害を与えるなど思わぬ痛手もあったが、結局Bf109の大軍がオランダ戦闘機を殲滅することに成功し、5月13日までに大勢は決した。オランダ軍の一部残存部隊はロッテルダムに籠城し、これに対してゲーリングは当初急降下爆撃で攻市内の橋頭堡に攻撃をかけようと考えたが、しばらく躊躇った末に水平爆撃機による爆撃に変更した。一方ロッテルダム駐留オランダ軍はドイツ空軍機の姿を認めるや降伏を決定し、ルドルフ・シュミット率いるドイツ軍部隊に使者を立ててその旨を伝え、シュミットは赤色信号弾で空軍にそれを知らせようとしたが、間に合わず、ロッテルダム空襲が敢行され、800人の市民が犠牲となった。衝撃を受けたオランダ軍総司令官ヘンリー・ヴィンケルマン大将はこの日の夜に降伏を決定した。後にニュルンベルク裁判でゲーリングとケッセルリンクは停戦交渉が行われていたことを知らなかったと証言したが、ワルシャワ空襲の経緯から抵抗の意思を無くさせるためにあえて強行したのではという疑念を持たれた。

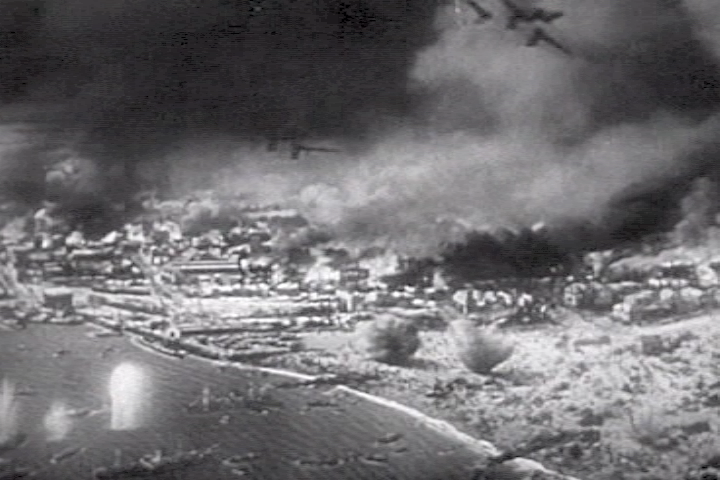
シュトゥーカの攻撃に晒される中、ダンケルクの撤退を行う英仏軍。

一方、第三航空艦隊は、アルデンヌの森から大進撃する装甲部隊の露払いを務めた。5月12日にはスダン一帯のフランス軍防衛施設にシュトゥーカを中心とする爆撃を加えて、これを沈黙させ、グデーリアン率いる装甲部隊の進撃を助けた。グデーリアンの部隊は英仏海峡目指して突進し、5月20日までにソンム川河口ソワイエルを占領して英仏軍の分断に成功した。しかし5月24日にヒトラーとルントシュッテットは、装甲部隊の消耗を恐れたグデーリアンに切り離されてダンケルクで孤立していた英仏軍大部隊に対する攻勢を禁止した。その理由は様々に言われているが、ゲーリングがヒトラーに電話で「空軍だけで十分」と豪語したのが原因の一つとされる。ダンケルクへの攻撃はケッセルリンク率いる第二航空艦隊に命じられた。ケッセルリンクは消耗が激しいことを理由に空軍独力では無理だと進言したが、ヒトラーもゲーリングも聞き入れなかった。その結果は手痛い失敗となった。ダンケルク付近に航空基地を持たないドイツ空軍期は滞空時間の制約を受けて英軍戦闘機スピットファイアと十分に戦えず、多くの機体が撃墜された。5月29日までになんとか制空権を確保して、ダンケルク市内への爆撃を行えるようになったが、海に浮かぶ小型艇というのは思ったより空からの攻撃が難しく、また砂浜では爆弾の威力が減殺された。また市内のタンクから黒煙があがっていたために爆弾照準がつけにくい環境だった。結局ダンケルクの撤退を阻止することはできなかった。

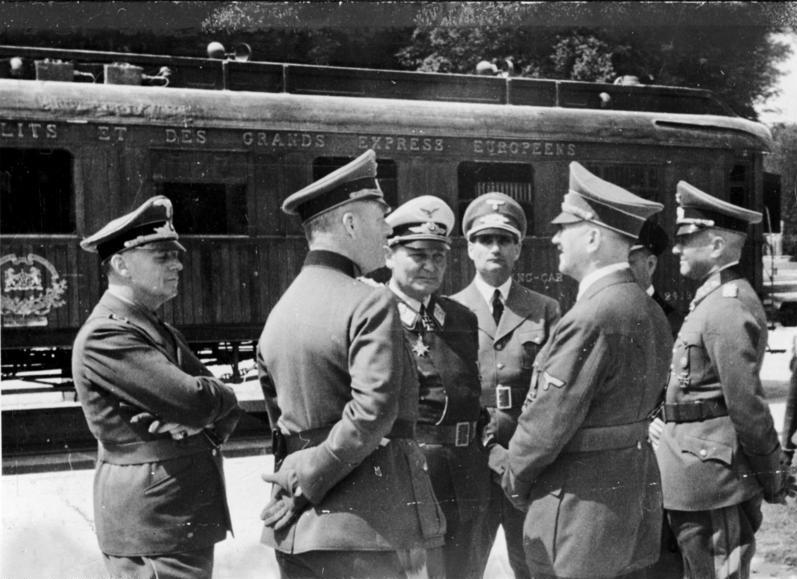
1940年6月21日、コンピエーニュの森でのフランスとの休戦交渉。左からリッベントロップ、カイテル、ゲーリング、ヘス、ヒトラー、ブラウヒッチュ。

ダンケルクの連合軍には撤退されたものの、ドイツ軍は気を取り直して南に残るフランス軍・イギリス軍に攻勢を開始した。ドイツ空軍は6月3日と6月4日の「パウル作戦」でパリ周辺の航空基地と航空機工場に攻勢を仕掛け、100機を超えるフランス軍機を破壊することに成功した。これによりフランスはほぼノックアウトされた。地上部隊の南への進撃が一斉に開始される中、フランスはついに降伏を決定した。6月21日に一次大戦の休戦協定が結ばれた場所コンピエーニュの森で独仏の休戦交渉が行われ、ゲーリングも顔を出した。6月22日に休戦協定が調印され、フランスとの戦争は終了した。
この戦勝を喜んだヒトラーは、1940年7月19日のクロル歌劇場での叙位で、一気に12人もの将軍を元帥に任じた。空軍からはミルヒ、ケッセルリンク、シュペルレの3人が空軍元帥に叙せられた。すでに元帥であるゲーリングには、元帥よりも上位の階級として「大ドイツ国国家元帥」なる階級が与えられた。ゲーリングの白い専用軍服もこの際に定められた。さらに8月19日には、鉄十字勲章の最高勲章大鉄十字章を授与された。この勲章は第二次大戦においてはゲーリングのみが受章している。

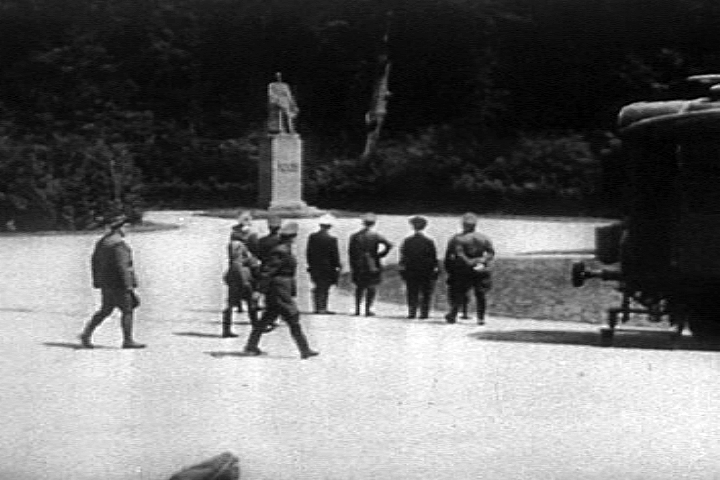
右端の異常な肥満体の人物がゲーリング。右は調印式が行われた食堂車車両

#### バトルオブブリテン
イギリス本土に打撃を与えねばイギリスは和平に応じないと考えていたゲーリングは、対仏戦争勝利後、即時のイギリスへの航空戦開始をヒトラーに進言した。というのもゲーリングはイギリスはまだ沿岸防備体制を整えていないと考えていたからである。しかしイギリスが和平を提唱してくるのを待っていたヒトラーは即時攻撃に躊躇した。イギリスはこの2カ月ほどの時間を利用して戦闘機の増産や対空砲火など沿岸防備を整えてしまい、バトル・オブ・ブリテンの時には状況は変化していた。

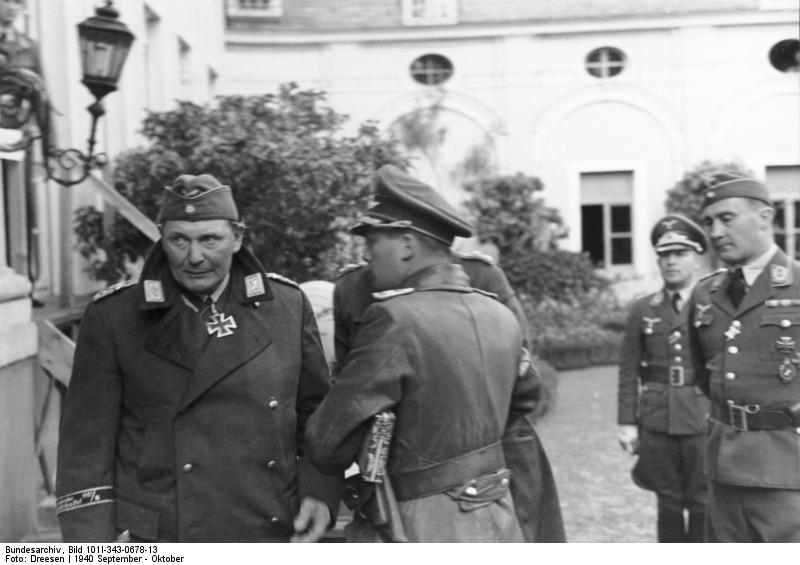
1940年9月のゲーリング（左端）。襟に大鉄十字章を着用。

ようやくヒトラーから攻撃許可が出て、8月15日からドイツ空軍の英本土への攻撃が開始された（「バトル・オブ・ブリテン」）。ゲーリングは攻撃目標を英軍戦闘機基地、早期警戒用レーダー施設、戦闘機生産工場に定めた。しかし今度の戦いは、敵航空機をほとんど地上で殲滅することに成功した対ポーランド戦や対フランス戦と勝手が違った。ドイツ軍主力戦闘機Bf109は航続距離が短く爆撃機の十分な護衛ができなかったが、ゲーリングは独軍双発爆撃機は英軍の戦闘機より速いので戦闘機の護衛無しでも十分爆撃任務を果たせると考えていた。ところが実際には英軍戦闘機スピットファイアやハリケーンは独軍爆撃機より速かったし、またガーランドによるとスピットファイアは、戦闘機Bf109よりも性能が優れていたという。シュトゥーカもこの頃にはそれほど恐ろしい兵器ではなくなっており、水平飛行中のスピードの遅さを狙われて戦闘機や対空砲火の餌食になり、引き上げさせねばならなくなった。ゲーリングが「デストロイヤー」と名付けたBf 110もまた、低速で動きの鈍い戦闘機で、撃墜されないように護衛が必要であった。ドイツ空軍にはスピットファイアに有効に対抗できるような戦闘機はなく、ウーデットの技術面の指導が初めて問題視されるようになった。またイギリスのレーダー網の探知能力を過小評価しすぎていた。ゲーリングは「レーダー施設への攻撃を今後も続行することの意義は疑問だ。何度叩いても一向にくたばる様子がないからな」と述べてレーダー施設への爆撃に重点を置かなかった。その結果、9月1日までにドイツ軍は戦闘機252機、爆撃機215機を失った。
このように独軍の被害は大きかったものの、イギリス側も飛行場・航空機工場・船舶・港湾などの爆撃被害が甚大になってきていた。そのためゲーリングはこうした航空施設への爆撃をもう2週間も続ければ英国が屈服すると信じており、最後の攻勢のため飴と鞭を使って搭乗員達に刺激を与えようとした。時には搭乗員に攻撃精神が不足していると怒鳴ったかと思えば、最善を尽くす搭乗員へのフランス食やワインが不足していると兵站部を叱りつけた。

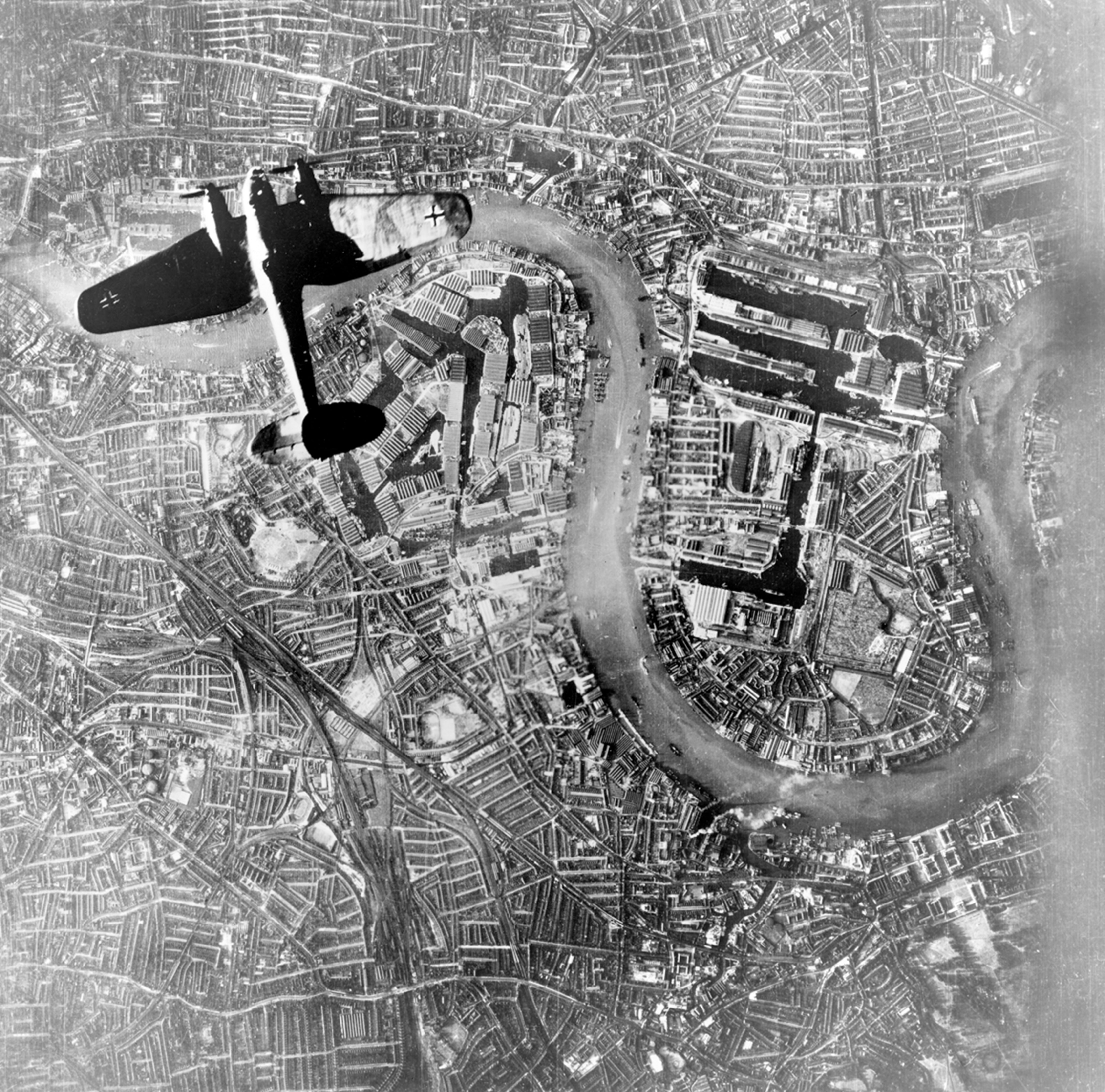
1940年9月、ロンドン上空を飛ぶドイツ空軍主力爆撃機He111。

しかし8月25日に王立空軍が苦し紛れに行ったベルリン空襲が流れを変えた。大した打撃でもなかったのにヒトラーはこれに異常に激怒した。そしてロンドンへの報復空襲を数倍の規模で行うようゲーリングに命じた。ゲーリングは困惑したが、ロンドン周辺の飛行場を無力化すれば「ロンドン空襲の先行条件ができる」とまずロンドン周辺の軍事施設に対する爆撃を進言した。しかし、ヒトラーは拒否した。「彼は政治的な理由から、また報復の意味で、ロンドン自体の攻撃を主張した」とゲーリングは後に述べている。ゲーリングは「オランダ人ならこのやり方で成功したろうが、イギリス人ではダメだ」と考え、「ロンドンを攻撃してもイギリス人を屈服させることはできない」と繰り返し総統に述べたが、ヒトラーの意思は固かった。
空襲の中心が航空施設からロンドンへ移ったことで瀕死状態だった王立空軍戦闘機部隊は息を吹き返し、ドイツ軍機の撃墜数は増していった。9月15日には56機も撃墜されている。さらに精神面でもイギリス人の戦意をくじくどころか、逆にドイツへの敵意を高め、和平の道はいよいよ絶望的になってしまった。そして9月末からの天候悪化でドイツ空軍がイギリス本土の制空権を握れる見込みはなくなった。

#### 独ソ戦

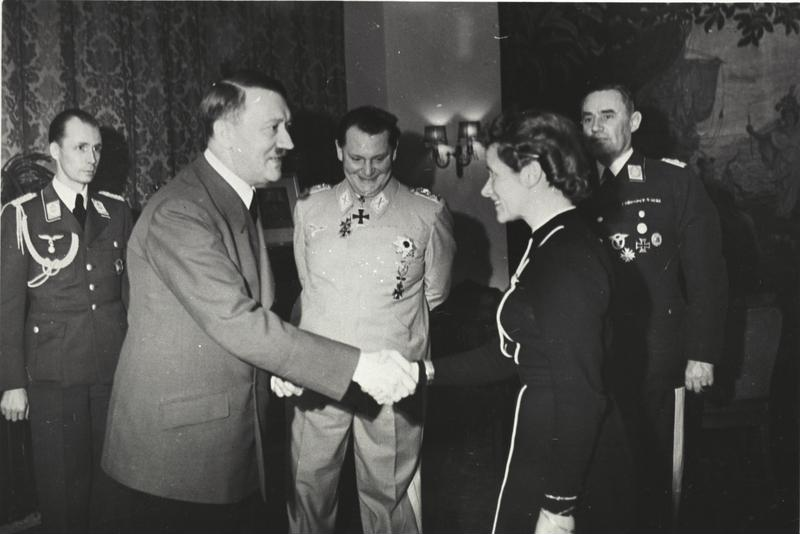
1941年3月、女性テストパイロットハンナ・ライチュに二級鉄十字章を送るヒトラー。後方で見守るゲーリング。

1940年夏、ヒトラーがソ連侵攻計画を陸軍参謀本部に考慮させているのを知ったゲーリングは総統が将来的にソ連侵攻を意図していると考え、航空戦苦戦という罪滅ぼしの意味もあって、対英戦終結に向けた自身の計画を練った。それは地中海作戦であり、スペイン・ジブラルタル・モロッコ、トリポリからエジプト、バルカン・トルコ・シリアという3つの攻勢軸を使ってスエズ運河を占領するというもので、この既成事実を突きつければ海外植民地と遮断される英国は和平交渉に応じざるを得なくなると考えた。
ゲーリング自身はヒトラーに訴え続け、ヒトラーがこの準備を許可したことは好感触であり、ソ連侵攻前に英国を屈服させる気であると思っていた。2正面作戦の回避、それこそ独ソ不可侵条約の時にヒトラーがゲーリングと国防軍将軍達に述べた理由であった。

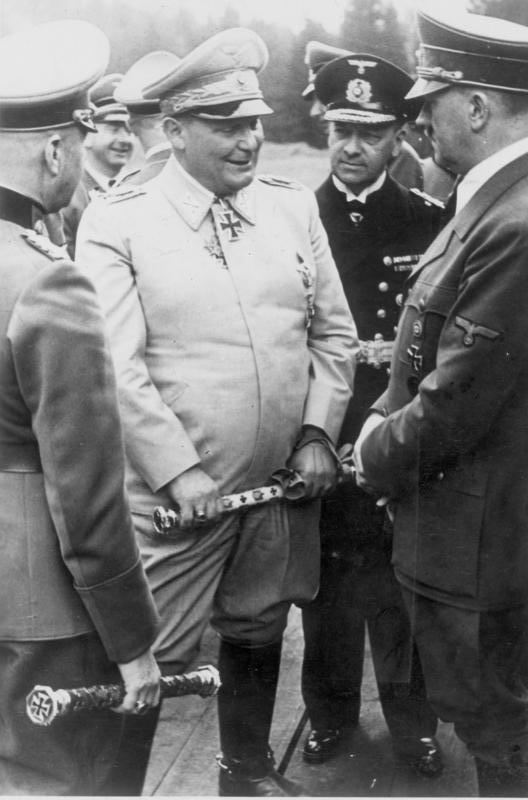
1941年4月21日。左からヴァルター・フォン・ブラウヒッチュ元帥、ゲーリング国家元帥、エーリヒ・レーダー提督、ヒトラー

1941年早春、ゲーリングはヒトラーから地中海作戦の中止を告げられて呆然とした。ヒトラーの見方によれば、英国は大敗北を喫した1940年でさえ和平提案を拒否したのであり、それはチャーチルがスターリンの参戦を待っているからであると結論付け、地中海戦線だろうがどこで負けてもさらに耐え続けるだろうと述べて地中海作戦に反対した。そもそも最も可能性があると思われたスペインのフランコさえ参戦を控えており、その現実性は低かったが、ゲーリングは遂行可能と信じていた。そしてヒトラーはベルヒテスガーデンで対ソ侵攻を告げた。「それは非常に晴れた日だったことを覚えている…総統は2時間にわたって、なぜ彼がロシアを先制攻撃して、ロシアからの攻撃の機先を制するよう決定したかを私に説明した。私は彼の言葉に耳を傾け少し時間をくれと頼んだ」。その夜、ゲーリングは鎮静剤を飲んで反対意見を具申した。第2戦線の創出はヒトラー自身の信念を裏切るものであると反論すると、ヒトラーは最近ソ連がドイツ軍部に許可した軍需工場視察の報告を指摘して、ソ連が強大になりすぎるのを懸念しており、スターリンの独走ぶりも顕著となりつつあると述べた。そして、ドイツがすぐに手を打たなければ、時機を失ってソ連が最初に攻撃してくるのだと。ヒトラーが「我々はロシアを冬の来る前に壊滅してしまえる」と言うと、ゲーリングはロシア人民は和平交渉には応じないし、ナポレオンのことを考えてほしいと頼んだ。ヒトラーはナポレオンには最強の装甲軍団も空軍もなかったときっぱり答え、「今度こそは、ドイツ空軍に、世界最強の戦力として働いてもらいたいな」と皮肉を込めた。

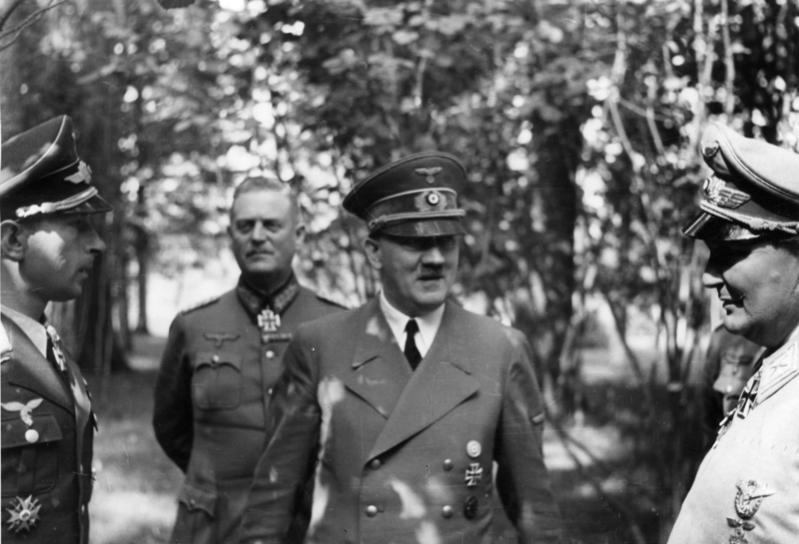
1941年7月、左からメルダース大佐、カイテル元帥、ヒトラー総統、ゲーリング国家元帥。

こうなるとゲーリングはヒトラーの考えを忠実に実行するしかなかった。ソ連侵攻を打ち明けられたミルヒはゲーリングが総統と同じく賛成していると感じたほどだし、予定外のバルカン侵攻における空軍の活躍は彼を再び上機嫌にさせた。ゲーリングはソ連侵攻の偽装工作としてクレタ島占領後にパリにおいて行われた、エースパイロットのアドルフ・ガーランドとヴェルナー・メルダースを含む各戦闘航空団司令達との会議で、クレタ占領は英国本土侵攻への序曲であると演説し、空軍増強と潜水艦による封鎖の末に本土侵攻が行われると語ったのである。それはガーランドをして「まことに信頼するに足るもの」と感じさせるものだったが、ゲーリングはガーランドとメルダースだけを呼び手をこすりながら笑って「全部が嘘なんだ」と嬉しそうに言った。そして、極秘として喫緊のソ連侵攻を告げた。ガーランドによると「メルダースまでも、興奮して、熱烈に支持した」し、ゲーリングはソ連空軍が数だけで質は劣りきっており「ある編隊の編隊長機を撃墜しさえすればいい、そうすれば未熟な他の飛行士達は迷って基地に戻れなくなる」「そうした奴らをクレイ射撃のように撃ち落すことができる」と言ったという。英国戦の行方については、ソ連を倒せば「ロシアの無限といえる戦略資源で強化された状態となっている」ドイツ軍は「全力で西部に向かって進撃する」し、「総統はドイツの背後が、疑いもなく攻撃的で、敵意を抱く一大勢力に脅かされている限り、我がドイツ軍の総力をあげて英国と戦うことはできないのだ」と語っている。ゲーリングにとって避けられないソ連侵攻は空軍の再評価の場となりえる希望でもあり、「ドイツ空軍は新たな勝利をおさめるだろう」と信じた。
1941年6月22日、バルバロッサ作戦が開始された。ドイツ空軍は、第1航空艦隊、第2航空艦隊、第4航空艦隊をそれぞれ北方軍集団、中央軍集団、南方軍集団に配属した。ノルウェー駐留の第5航空艦隊の一部もフィンランド戦線に動員されることになった。全ドイツ空軍保有数の80%にあたる3904機（水平爆撃機952機、急降下爆撃機456機、単発戦闘機965機、双発戦闘機102機）が動員された。この戦場でもシュトゥーカと陸軍の進撃の組み合わせが絶大な効果を発揮した。1941年9月にはルーデルらシュトゥーカ部隊がソ連戦艦マラートを撃沈している。だが広大な東部戦線においては独軍機の航続距離の短さがこれまで以上に響いた。航続距離を延ばすために爆弾搭載量を減らして燃料を増載するなどせねばならず、その結果モスクワ空襲など戦略爆撃が効果的に行えなかった。また西方電撃戦の三倍以上の長さの前線に対して西方電撃戦の時より少ない航空機数で支えるのもなかなか困難であった。アメリカの武器貸与法（1941年6月22日成立）でアメリカからソ連への大量の物資援助も行われた（特にこの年末のアメリカの参戦後には膨大な量となった）。しかも独軍は天候にも見放された。秋には地表の泥沼化、冬には凍結で前線の飛行場の使用が困難になり、独軍機の出撃機体数が大幅に減少した。そのため奥地から捨て身でやってくるソ連戦闘機によって撃墜される数が徐々に増えていった。

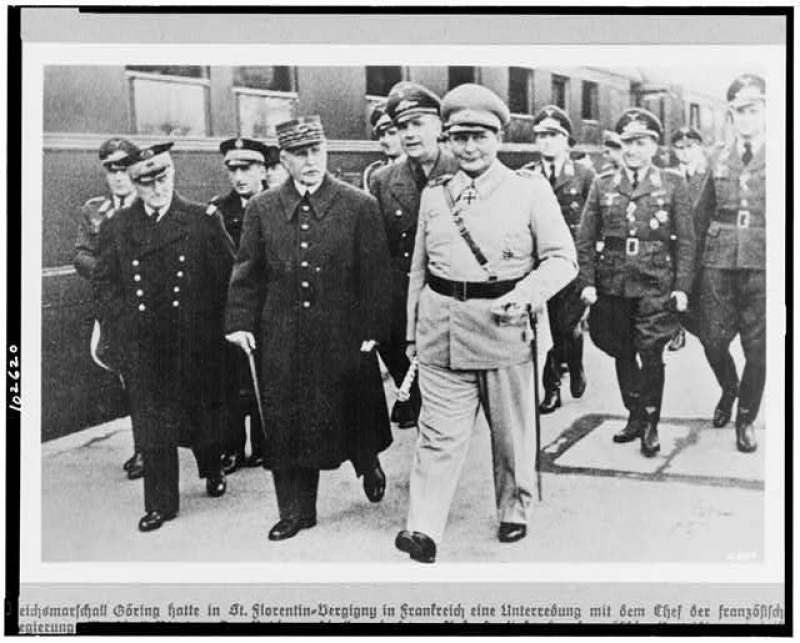
1941年12月、訪仏したゲーリング。出迎えるフランス・ヴィシー政府大統領ペタン元帥。

1941年11月には航続距離が短い航空機ばかりという独空軍の装備状況の責任を航空機総監ウーデット一人に押しつけ、彼を進退窮まらせて自殺に追いやってしまった（それでも彼の葬儀ではゲーリングは涙を浮かべながら「私は最良の友を失ったという以外の言葉を思いつかない」と述べている）。
またゲーリングが嫌うマルティン・ボルマン党官房長との対立によって、ヒトラーはますますゲーリングを公然と小馬鹿にしたり、批判するようになった。ボルマンは几帳面にゲーリングの判断ミスを書き留め、総統に中傷すら行っていた。ゲーリングは会議に顔を出す頻度が次第に減り、ほとんど副官ボーデンシャッツ航空兵大将を出席させた。ヒトラーはゲーリングがいないと「きっとイギリスの飛行機の代わりに、かわいそうな鹿でも射っているのだろうな」などとと言って皆を笑わせた。秋から冬にかけてドイツ軍の攻勢が行き詰まり始めると、ヒトラーとの関係も悪化の一途をたどった。
そんな中でも独空軍は大きな損害を出しながらデミヤンスクで包囲された第2軍団の空輸に成功した。だがこの成功体験はヒトラーとゲーリングに陸上部隊が包囲されても空輸を行えば前線を維持できるという誤った教訓を与えた。

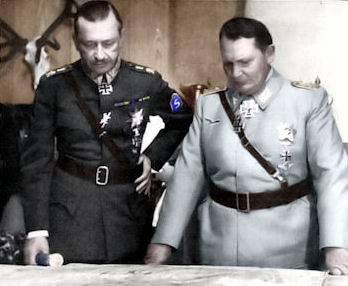
1942年、フィンランド軍最高司令官マンネルヘイムとゲーリング。

1942年春から秋にかけての攻勢では、ヴォルフラム・フォン・リヒトホーフェン率いる第8航空軍団がクリミア半島東部、セヴァストポリ要塞の攻略、第二次ハリコフ会戦の勝利に貢献した。リヒトーホーフェンは6月に第4航空艦隊司令官に就任し、1942年夏からスターリングラード爆撃を本格化させた。しかしシュトゥーカも市街地戦は不得手だった。石油タンク爆撃で市内が黒煙に包まれてしまい、精密照準が難しくなった。また両軍兵士が入り乱れる市街地戦では敵味方の識別が困難で航空支援が困難だった。そしてソ連軍の冬季攻勢で11月にはドイツ陸軍第6軍がスターリングラードで包囲されてしまった。
そして1942年末から1943年、権威の回復を賭けてゲーリングが力を入れて取り組んだスターリングラードへの無謀な空輸作戦（包囲された部隊への兵站の全てを空輸に頼ろうとした）は失敗し、多数の輸送機と教官クラスのエリートパイロットを失う羽目となった。

#### 英米の空襲
1942年頃から英米軍によるドイツ各都市の空襲が本格化した。1942年5月31日にはラインラント・ケルンが空襲に晒された。1943年3月29日から3月30日にはルール地方・ヴッパータールに空襲があり、5200名の市民が命を落とした。ゲーリングは戦前ルールとラインラントの防空施設の視察をした際に「もし敵機がこの防衛網を突破して我が国の都市を空襲するようなことがあれば、私をヘルマン（旦那）ではなくマイアー（丁稚小僧）と呼んでくれ」と豪語したため、今やあちこちでマイアーと呼ばれるようになった。ヒトラーも大勢の部下たちが見ている前で公然とゲーリングを叱責や罵倒するようになり、ゲーリングの権威はどんどん傷ついていった。

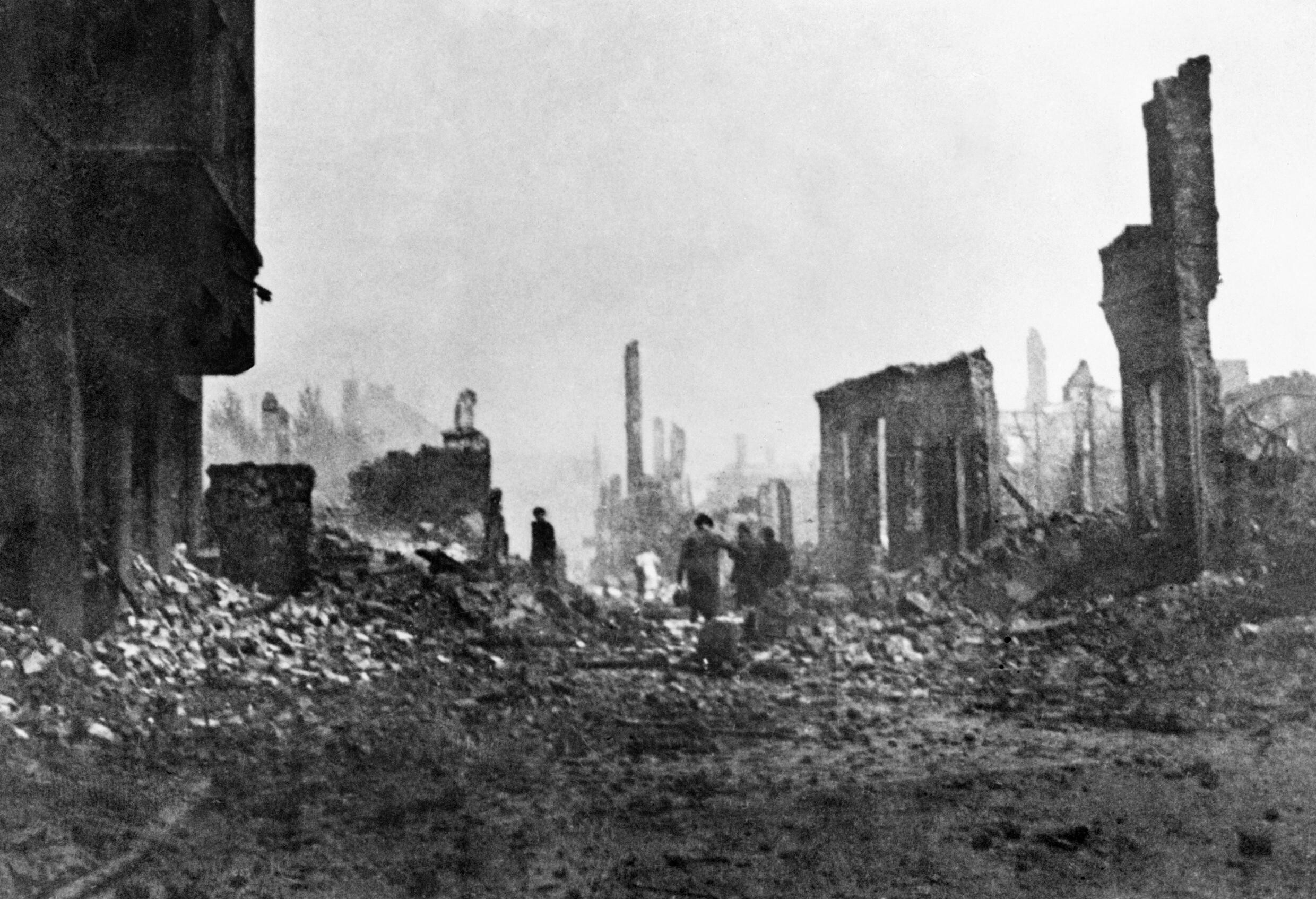
英米軍によるハンブルク空襲で灰燼と帰したハンブルクの町並み。焼夷弾で幼児7000人を含む5万人の市民が焼き殺されたという。

最初の決定的な大空襲は、1943年7月から8月にかけて行われたハンブルク空襲である。王立空軍とアメリカ空軍によって9000トンもの焼夷弾が落とされ、ハンブルクは灰燼と帰し、幼児7000人を含む約5万人の市民が焼き殺された。これを聞いたヒトラーは怒りに身を震わせたが、ゲーリングはたび重なる防空失敗にもかかわらず未だ国民人気が高く、彼に責任を負わせるというわけにはいかなかった、代わりにヒトラーはイェションネク空軍参謀総長を叱責した。その結果1943年8月に叱責に耐えかねたイェションネックが自殺してしまった。

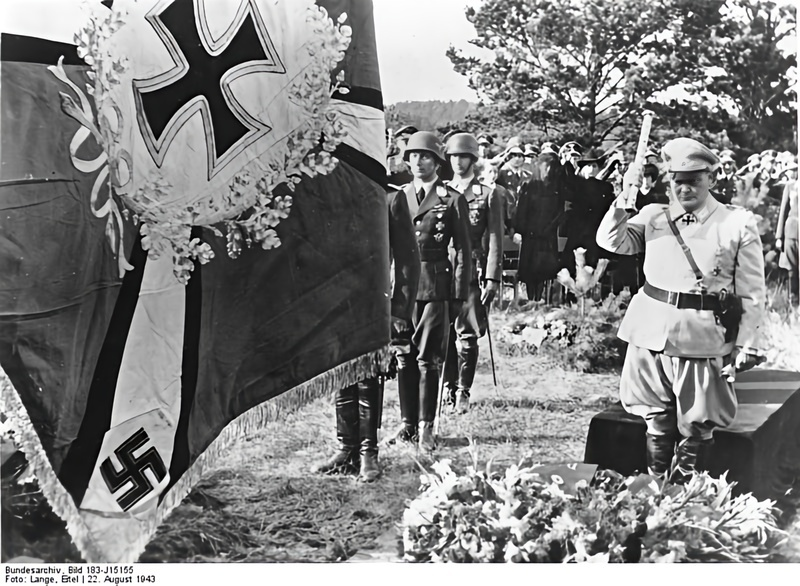
1943年8月、イェションネク空軍参謀総長の葬儀に出席するゲーリング。

ゲーリングもハンブルク空襲には強い衝撃を受け、イェションネックの後任の空軍参謀総長ギュンター・コルテン大将、航空機総監ミルヒ元帥ら空軍幹部全員を東プロイセンの総統大本営「ヴォルフスシャンツェ」に召集して対策会議を行った。その場でゲーリングは、「ドイツ空軍は攻勢期には際立った成功を収めたが、今や西方に対する防衛戦略に切り替えねばならない」「現在、ドイツ空軍のもっとも重要な任務は空襲の脅威に晒されているドイツ各都市の住民の生命と財産を保護するとともに戦争遂行のために必要な工業力を維持することである」「防空任務のための戦闘機部隊の増強を行い、その保護に当たれば、ドイツ空軍は再び攻撃を開始するだけの力を回復し、反撃に転じることができる」と宣言した。
至極もっともな意見だったので出席した空軍将官全員がそれに賛成した。自信を得たゲーリングは早速ヒトラーからその許可を得ようと空軍将官たちを会議室に残して総統の部屋へ向かった。それからずいぶん経ってゲーリングが会議室に戻ってきたが、彼は空軍将官たちに何も言わずに通り過ぎて自分の執務室に籠もった。そしてその後戦闘機総監ガーランドと爆撃隊司令官ディートリヒ・ペルツを自分の部屋に召集した。ガーランドはこの時のことを次のように回顧している。「ゲーリングは徹底的に打ちのめされているようだった。彼はテーブルに突っ伏して両手で頭を抱え込み、訳の分からない言葉をつぶやいていた。仕方ないので我々はそのまま不動の姿勢で立っていた。やがてゲーリングは顔をあげたが、その面上はもう何もかもおしまいだという絶望感がありありと見てとれた。総統はもはや彼を一切信用しなくなっていたのだ。空の戦場をもっと合理的な物に転換しようとした彼の提案は頭からみな退けられてしまったのだ。総統はドイツ空軍が自分の期待を裏切ったことは数知れないと言い放ち、攻勢から守勢への転換など沙汰の限りであると言ったのである」。

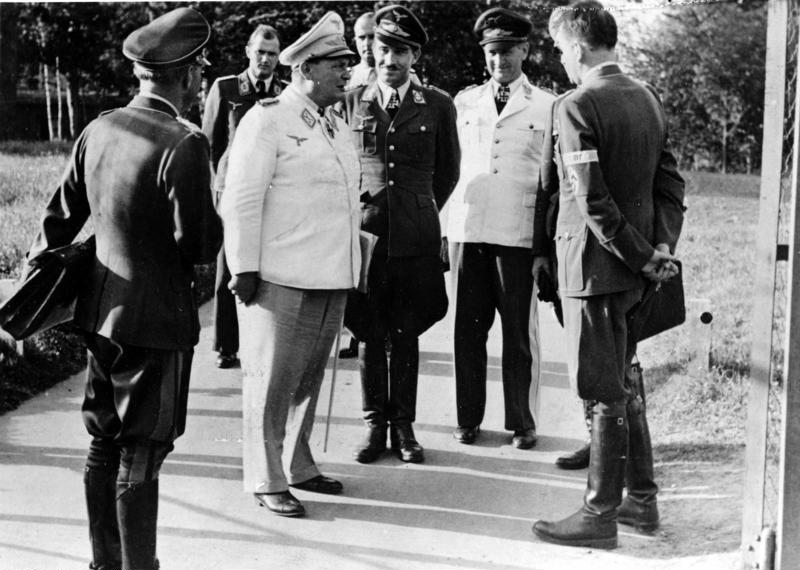
1943年8月、右からシュペーア軍需相、レールツァー上級大将、ガーランド少将、ゲーリング国家元帥。

つづくゲーリングの説明によれば、ヒトラーは「ドイツ空軍に名誉回復の最後のチャンスを与える」と称して英本土への報復空襲を命じたという。連合軍によるテロ空襲にはドイツ側もテロ空襲をもって応える。したがって防空体制がそっちのけになったとしても戦闘機より爆撃機の生産を優先しなければならない。それがヒトラーの結論だった。そしてゲーリングは最後にはヒトラーに従ってしまう人間だった。彼はすくっと立ちあがったかと思うと「総統は我々の誤りの目を見開いてくださった。総統は常に正しい。我々は西部の敵に甚大な被害を与え、二度と敵がハンブルク空襲のような非道をできないようにしなければならないのだ。ペルツ将軍、私は君をイギリスに対する攻撃司令官に任じる」と命じた。ペルツは命令通り各戦線から爆撃機を集めて、なんとか550機を用意したが、すでに空軍補給能力が空襲でだいぶ打撃を受けていたので準備は一向に進まず、ロンドン空襲を行えたのは1944年1月になってからだった。そしてそれはかつてのバトル・オブ・ブリテンとは比べものにならないほど小規模な報復空襲でしかなかった。

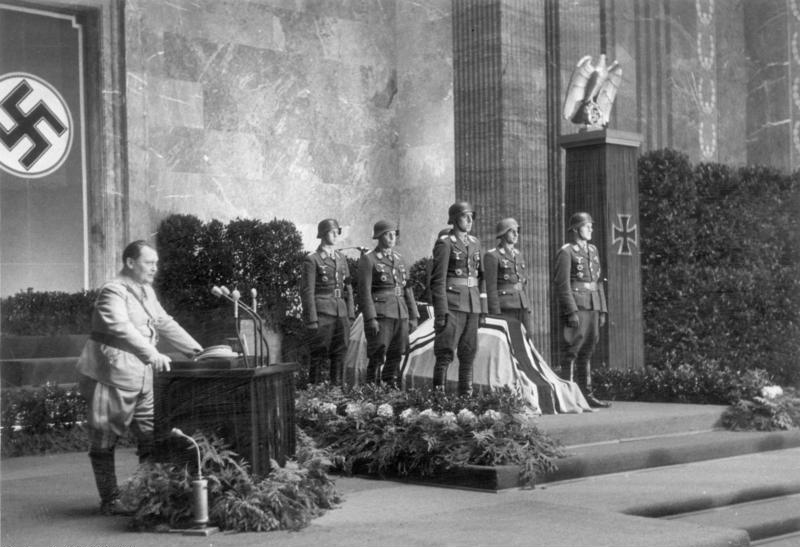
1944年10月、ヘルムート・レント大佐の国葬で演説するゲーリング。

またゲーリングとミルヒは夜間戦闘機開発に不熱心だった。ゲーリングに言わせれば「夜間戦闘機にはどんな航空機を改造しても使える」とのことだった。一方夜間戦闘機には特殊な技術が必要と考える夜間戦闘航空軍司令官ヨーゼフ・カムフーバーは夜間戦闘機He219の1200機の生産を求めたが、ミルヒは量産しやすいJu188をハインケル中爆の代替として空軍主力機にしたがっていた。結局1943年9月に夜間戦闘航空司令部も解散させられ、夜間戦闘機はそれぞれの地区の航空艦隊の分属とされた。これによって夜間戦闘機隊はバラバラになり、ドイツの夜間空襲迎撃体制確立の機運は空しくなってしまった。
その結果、ドイツの防空体制はどんどんお粗末になり、1943年11月からは首都ベルリンへの空襲も本格化しはじめた。日を経るごとにドイツに投下される爆弾量は増えていき、ドイツの都市はほぼ全て瓦礫と死体の山と化した。水素化学工場や軍需工場の壊滅でドイツ空軍の力はますます失われていった。生産される航空機数だけは増えていたが、燃料がないため、飛ばすことができず、無防備に爆撃に晒されるだけだった。
1944年晩夏にドイツ空軍に導入された世界初の量産ジェット機Me262もガーランドが迎撃戦闘機としての使用を求めたのにゲーリングはヒトラーの方針に従って爆撃機として使用することを命じたため、無意味なものになってしまった。
ゲーリングは戦争が嫌で嫌でたまらなかった。ヒトラーからも日々冷遇されていくゲーリングは公の場にあまり姿を見せなくなり、ドイツ軍占領地から美術品を収集させるなど趣味の世界に没頭していった。あまりに存在感が無くなったことでついには「ゲーリングはもう死亡している」などという噂まで流れる始末となった。空軍指揮権はほとんどミルヒに移行していた。さらに1944年2月にはヒトラーは正式にミルヒを空軍総司令官代理に任じている。戦争後期、ドイツの苦境の中でも航空機増産ができたのはミルヒと軍需大臣アルベルト・シュペーアの功績であった。しかし1944年10月に彼が自動車事故を起こしたのを機に1945年1月にゲーリングはミルヒを解任した。
それでも時折、空襲被害の視察に出ると、市民達は皆申し訳なさそうなゲーリングの肩を叩き、歓声を上げた。シュペーアはその現場を見て、未だ市民達がゲーリングを賛美の目で見ていると知ったゲーリングが喜んでおり、市民達が「彼はいい奴だよ。あのデブ君は。本当に心配してくれているんだからね」としゃべりあっていた旨を語っている。ガーランドは「民衆は彼にトマトを投げつけるべきなのだ」と怒っていたが、「それなのに彼らは握手を求めるのだ」と語っている。
ゲーリングはその反抗的なアドルフ・ガーランド戦闘機隊総監も解任したが、シュタインホフ大佐やリュッツォー中佐ら飛行団長から弾劾されたため、ガーランドに自由な人選を許し精鋭による戦闘機部隊の結成を認めた。大戦後期には連合国軍の爆撃が激しくなりパイロットの消耗が激しくなる中、ドイツ全土からエリート・パイロットを集めて迎撃し連合国軍のパイロットを悩ませた。

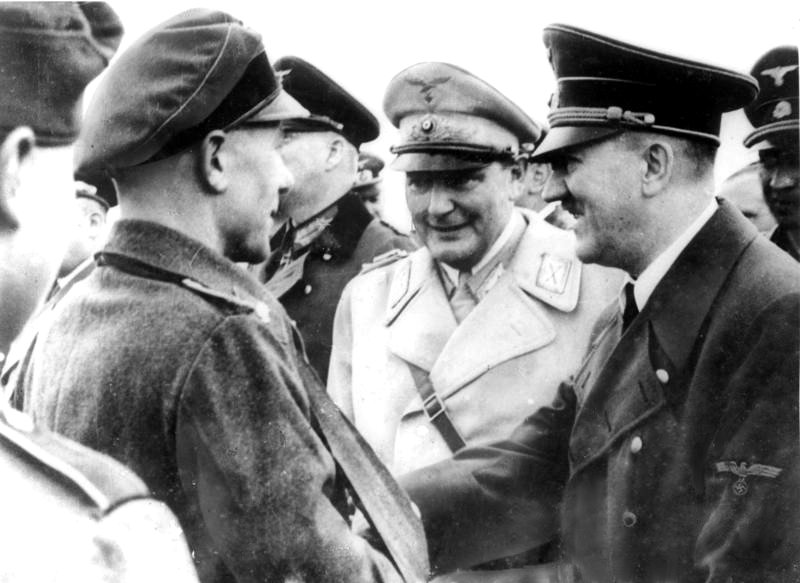
1945年4月のゲーリングとヒトラー。

ドイツ本土内に連合国の部隊がなだれ込んできていた1945年4月20日に、ヒトラーは国防軍最高司令部、陸軍総司令部、空軍総司令部の機能をオーバーザルツベルクに移す許可を与えた。オーバーザルツベルクにはヒトラーの山荘ベルクホーフやゲッベルスなどの高官達の別荘が建ち並んでおり、空軍総司令官であるゲーリングも自らの別荘に移った。この時、ゲーリングはベルリンの広大な屋敷「カリンハル」を爆破し、所有していた莫大な美術品はオーバーザルツベルクに移した。

#### 「反逆」
1945年4月23日、総統地下壕を脱出した空軍参謀総長カール・コラー航空大将が、国防軍最高司令部（OKW）統帥部長アルフレート・ヨードル上級大将の伝言を携えオーバーザルツベルクの別荘を訪れる。ゲーリングは同じくオーバーザルツベルクに逃れてきていた総統官房長フィリップ・ボウラーとともにコラーを迎えた。
コラーがゲーリングにもたらしたヨードルの伝言は「総統が自決する意志を固め、連合軍との交渉はゲーリングが適任だと言った」という内容だった。コラーは付け加えて「今は貴方が行動すべき時と思います。国家元帥閣下。」とも進言した。しかしこの伝言についてゲーリングは不仲であったナチ党官房長マルティン・ボルマンの工作を疑っていた。
ゲーリングはまずヒトラー本人から国家の指揮権移譲の同意を取り付けたいと思い、オーバーザルツベルクに逃れていた総統官邸官房長ハンス・ハインリヒ・ラマースを召集して、彼に1941年6月29日にヒトラーが公布したゲーリングを総統の後継者と定めた法律の有効性について尋ねた。ラマースはその効力を否定する別の命令や法律は一切ないので当然に有効であろうという見解を示した。ゲーリングは迷いながらも結局、正午にベルリンの総統地下壕にいるヒトラーに対して次の電報を打つことにした。

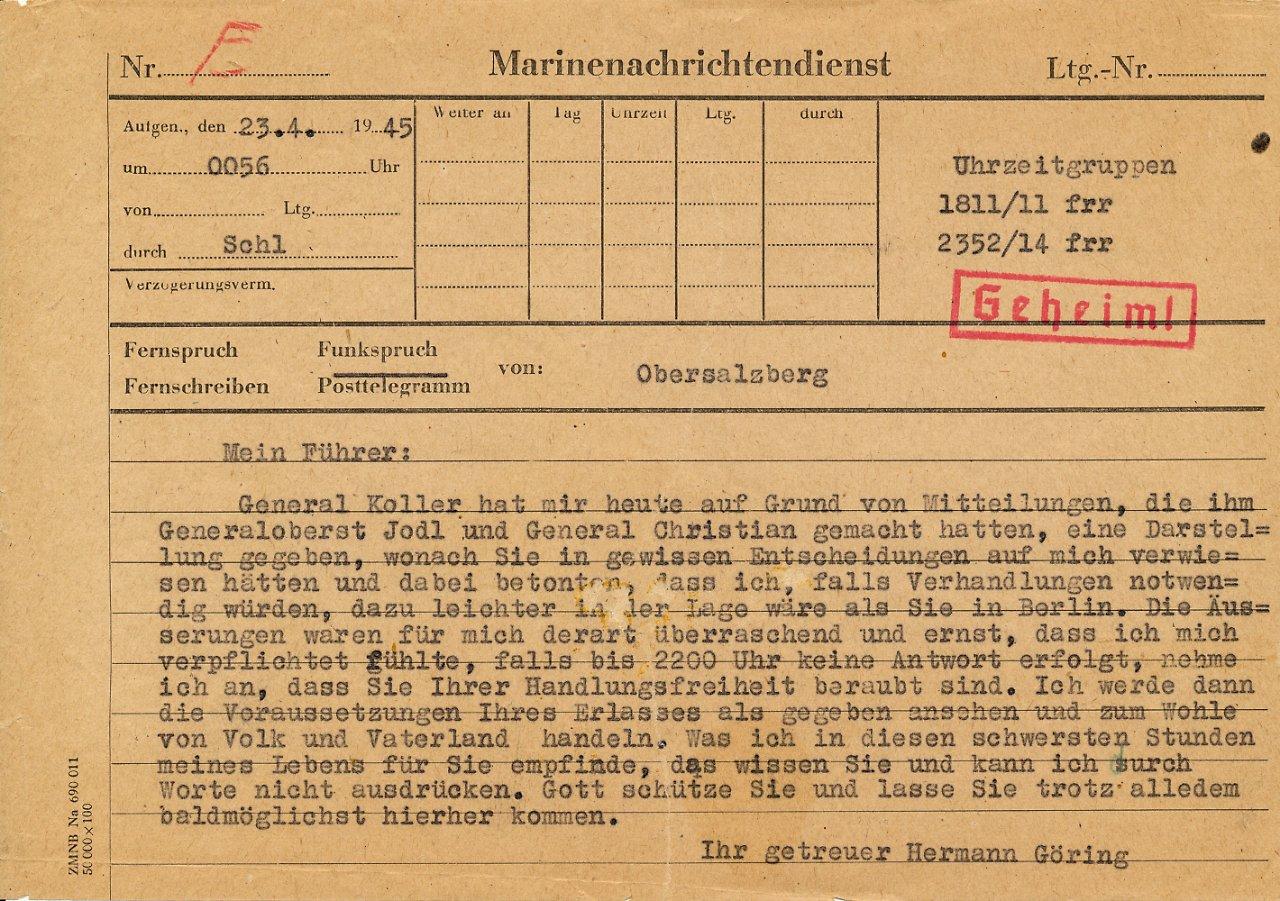
1945年4月23日付けゲーリング電報

また外務大臣リッベントロップにも「フォン・リッベントロップ大臣殿。私は総統に4月23日午後10時までに私に指令を送るよう要請した。もしその時間までに総統が行動の自由を失い、国事行為の遂行が不可能になっていると判明した場合、総統の1941年6月29日公布の布告に基づき、私は総統代理として全ての政府機関の統括を行うつもりである。1945年4月23日夜12時までにもしも貴官宛てに総統より直接の、もしくは私からの連絡がなければ、貴官はただちに空路で私の元へ参じるように。ゲーリング国家元帥」という電報を送った。
その後ゲーリングはコラーやボウラーとともにアメリカ合衆国大統領ハリー・トルーマン、連合軍総司令官ドワイト・アイゼンハワー米元帥、イギリス首相ウィンストン・チャーチルに宛てた親書の草稿作りに励んだ。コラーによればこの時のゲーリングは久しぶりに活力に満ちていたという。コラーは「まるで彼が生き返ったかのようだった」と表現している。

#### 解任と逮捕

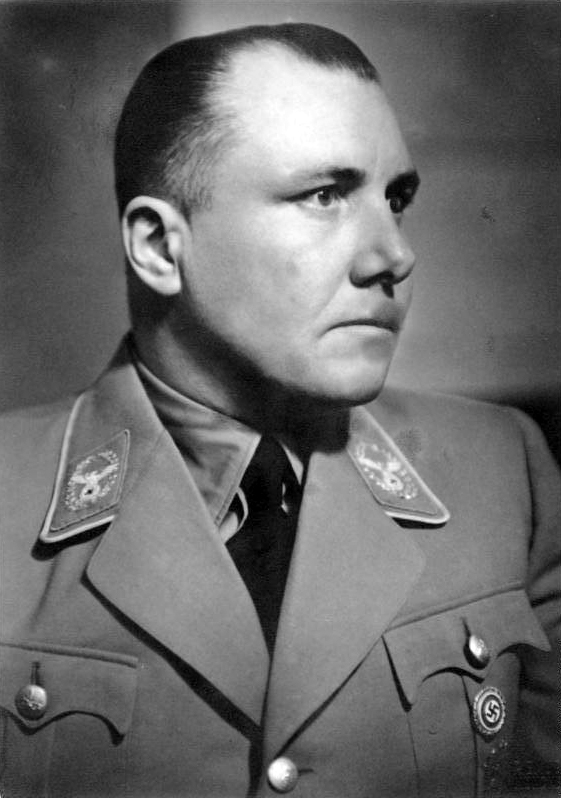
ナチ党官房長官マルティン・ボルマン。

一方、総統地下壕でゲーリングの電報を受け取ったボルマンは、「ゲーリングがクーデターを企てています」と言いながら電報をヒトラーに手渡した。しかしヒトラーは無気力の窮地に陥っており、電報を見てもほとんど関心を示さなかった。つづいてゲーリングがリッベントロップに送った電報が総統地下壕に送られてきた。ボルマンはこれを総統に手渡して再び「ゲーリングが反逆を企てています。すでに彼は政府閣僚にこの電報を送り、貴方の布告を盾にして今夜12時に貴方の後継者になろうとしているのですぞ」と進言した。ヒトラーはここで初めて怒りを爆発させ、「私には前から分かっていた。ゲーリングは怠け者だ。奴は空軍の崩壊に何一つ手を打たなかった。奴は腐っている。奴が率先して我が国を腐らせた。おまけに奴はずっと前から麻薬中毒者だ。ずっと前から私には分かっていた」と怒鳴ったが、ここまで言うとヒトラーは燃え尽きたように無気力状態に戻り、「しかし別に構わん。ゲーリングなら冷静な降伏交渉ができるだろう。戦争に負けたなら、誰がそれをやろうと同じことだ」と述べた。
しかし結局ヒトラーはボルマンが起草した総統名義の電報を送り返すことを許可した。ヒトラーが許可した電報は、自分の行動の自由に問題はないこと、1941年6月29日の布告は取り消すのでゲーリングは総統には就任できないこと、またゲーリングが健康上の問題を理由に全官職を辞するならそれ以上の処罰はしない旨が書かれていた。ところがボルマンは独断でオーバーザルツブルク地区の親衛隊部隊の指揮官ベルンハルト・フランクSS中佐に宛ててゲーリング逮捕を命じる電報も送った（国家元帥の逮捕という大胆な命令にフランクが尻込みする可能性を考慮したボルマンは「もしも責任を果たさぬ場合は貴官を死刑に処する」という言葉を付け加えている）。
総統地下壕から電報を受け取ったゲーリングは、ただちに全計画を中止し、リッベントロップに宛てて「総統はまだ行動の自由を保留する旨私に連絡あり。本日正午の電報はこれを取り消す。ハイル・ヒトラー。ヘルマン・ゲーリング」という電報を送っている。4月23日午後9時頃、フランクら親衛隊部隊によってゲーリングたちは別荘ごと包囲された。ゲーリングの家族・職員・部下たちはまとめて監禁され、外部と連絡を取ろうとした場合は射殺する旨を通告された。不安がる妻エミーをゲーリングは「明日になれば全ての誤解は解けるよ。ぐっすり眠りなさい。私もそうするつもりだ。アドルフ・ヒトラーが私の逮捕を命じたなんて話が信用できると思うかね？ 23年にわたって良き時代も苦難の時代も共に歩んできたこの私をだよ？ 元気を出せ。そんなことは考えることもできない」と励ました。
4月25日にはイギリス空軍がオーバーザルツベルク空襲を行い、ゲーリングの別荘やベルクホーフを含む施設が焼失した。親衛隊やゲーリングたちは山腹の防空壕に隠れた。防空壕内でもゲーリングとその家族は親衛隊員により他の人々から隔離され、会話を禁じられた。防空壕を出た後、破壊された自分の別荘を見たゲーリングは、フランクに「もし私が総統から忠誠の誓いを破ったと見られているなら私を銃殺してほしい。しかし妻、娘、側近たちは最後には自由の身になれるようヒトラーに伝えてほしい」と訴えた。一方エミーはフランクに対して「総統は私の結婚式の日に一つの願いを聞き届けてくださると約束なさいました。私は彼にその約束を思い出してほしいのです。もしも総統が夫を銃殺せよとおっしゃるなら私とエッダも同時に銃殺してほしいのです」と訴えた。
フランクは彼らの訴えに重々しくうなづき、「今の言葉を総統に伝える」と約束した。この頃フランクはボルマンから「ベルリンの状況はさらに緊迫化している。ベルリンが陥落し総統が亡くなられた場合には4月23日の反逆者は銃殺せよ。この任務は完全に遂行すべし。貴官の生命と名誉はその一事にかかっている」との命令を受けていたが、ヒトラーもボルマンも死んでしまったとしたら命令を果たす意味がないうえ、もしかしたらゲーリングが連合国との交渉に大きな役割を果たせるかもしれないと考え命令を果たすべきかどうか迷っていた。とりあえずフランクはゲーリングを処刑せずに監禁を続けることにした。
ゲーリングはフランクに「ベルヒテスガーデンで暮らす事はもうできないから自分所有のマウテルンドルフ城へ移ってはどうか」と提案した。フランクはこれを認めた。ゲーリングと家族、召使ら、親衛隊部隊が乗り込んだ自動車の一隊がマウテルンドルフへ向かった。なおその道中にラジオ・ハンブルク放送が「ヘルマン・ゲーリング国家元帥は心臓病の発作に見舞われ、危険な状態となった。それゆえ国家元帥はドイツ空軍総司令官職の辞職を総統に申しでた。総統はこれを認め、リッター・フォン・グライム上級大将を空軍総司令官に任命するとともに、元帥に昇進させると発表した」と報道している。
4月30日にヒトラーは自殺した。ヒトラーは遺書の中で「ゲーリングとヒムラーは、私個人に対する裏切りは別にしても、私に知らせることも、私の承認を得ることも無しに敵と秘密の交渉を行い、また非合法的に国家権力を奪取しようとして国家と全国民に恥辱を与えた」「ドイツ空軍の失敗は完全に国家元帥の責任である」とゲーリングを罵っている。そして後継者はゲーリングではなく、海軍総司令官カール・デーニッツ元帥と定めた。5月1日にマウテルンドルフ城でラジオ放送によってヒトラーの死を知ったゲーリングはエミーに「ヒトラーは死んだよ。これでもう私は最後まで忠実だったと彼に伝えることはできなくなったのだ。」と述べたという。親衛隊による監禁は続けられていたが、まもなく親衛隊員たちはボルマンの命令を果たさずにゲーリングを偶然通過したドイツ空軍部隊に引き渡して彼を解放した。
5月6日にゲーリングはフレンスブルク政府のデーニッツ大統領に対し、「貴官はマルティン・ボルマン官房長が私を排除しようとしたドイツの安全にとって危険極まりない陰謀を御存知だろうか？ 私に対して取られた措置は総統に全く忠実な私が、彼に後継者に関する命令の実施を望むかどうか尋ねた要請から起こった物である。またその措置はボルマンの署名した電報による物である。幾度も要請したにもかかわらず、私は誰からも事情聴取を受けなかったし、私の立場を説明しても無視されたのである。SS長官ハインリヒ・ヒムラーはこれらの陰謀の全容を確証できるはずだ。私は貴官がヨードルをアイゼンハワーのところへ派遣するつもりであると聞いた。ヨードルの正式交渉の他に、私が"元帥対元帥"でアイゼンハワーと会談しドイツにとって名誉ある平和を手に入れる交渉をすることが我が国民の利益にとって重要と考える。戦前総統から多くの重要な国際交渉を一任され、その交渉の全てを成功させてきた私の経験を生かせば、ヨードルの正式交渉でも友好の雰囲気を作り上げることができると確信している。さらにここ数年の英米の政治家が新聞ラジオを通じて示した私に対する態度はドイツの他の政治指導者のそれより好意的であることが証明されている。この最も困難な時期にあって、私は全ての者が力を合わせドイツの将来を安泰にするための努力を怠ってはならないと考える。国家元帥ゲーリング」という電報を打った。しかしデーニッツからの返答はなく無視された。

#### アメリカ軍の捕虜に

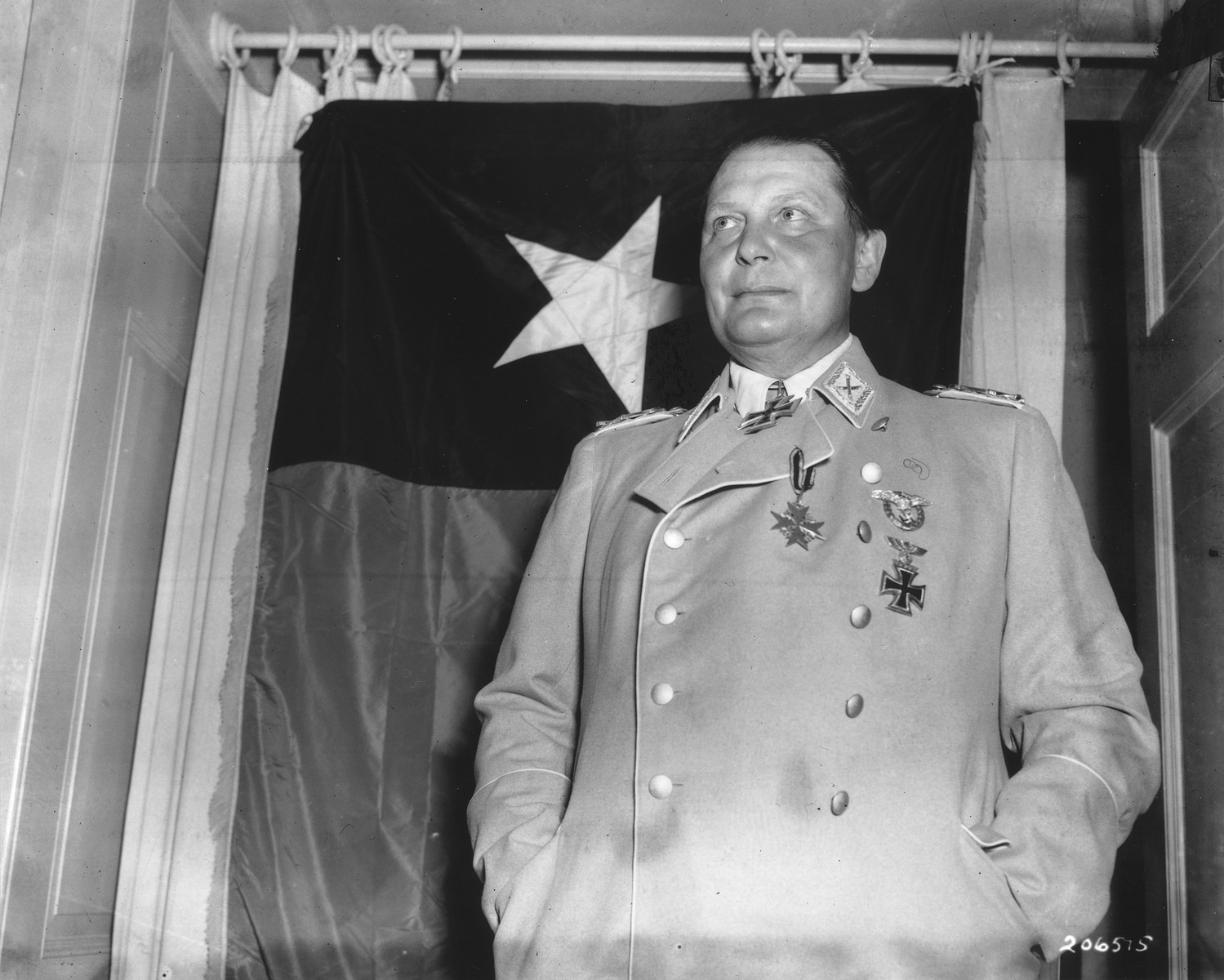
アメリカ軍の捕虜となって間もない1945年5月9日の写真。

ゲーリングはデーニッツの許可がなくともアイゼンハワーと「元帥対元帥」会談を行うつもりだった。5月7日、ゲーリングはツェル・アム・ゼー近くのフィッシュホルン城へ移り、副官ベルント・フォン・ブラウヒッチュ大佐を米軍の使者に立てた。アイゼンハワー宛に「元帥対元帥」会談を申し込む手紙、また現地の米軍司令官宛てに「ゲシュタポおよびSSから自分を守ってほしい」という嘆願の手紙を書いて、副官に持たせた。しかしブラウヒッチュ大佐が米軍を見つけるのに時間がかかり、米軍はなかなかフィッシュホルン城へ来なかった。待ちきれなくなったゲーリングは自ら車にのってアメリカ軍を捜しに出た。やがてアメリカ兵がフィッシュホルン城へ到着したが、行き違いとなった。アメリカ兵たちはラートシュタット近くの山道で避難民や混乱した車の交通渋滞に巻き込まれて動けなくなっていたゲーリングの車を発見して彼を拘束した。
当初のアメリカ軍のゲーリングの扱いは完全なVIP待遇であり、彼に「元帥対元帥」対談の実現を疑わせるような取り扱いは一切なかった。ゲーリングはひとまずフィッシュホルン城へ戻ることを許され、城でアメリカ軍准将ロバート・スタックと夕食を共にした。ゲーリングは翌日にはキッツビュールのアレクサンダー・パッチ大将隷下の米軍第7司令部へ連行され、米陸軍航空隊司令官カール・スパーツ大将の出迎えを受けた。スパーツは「空で戦ったよしみだ」と言ってシャンパンをゲーリングにふるまった。ゲーリングの記者会見も開かれた。夜には将校用食堂でゲーリング歓迎会が催された。米軍将校たちが競うようにゲーリングに酒をふるまうのでゲーリングも気分が良くなった。将校の一人が『テキサスの奥深き田舎』をピアノで弾きはじめるとゲーリングもピアノを囲む合唱の輪に加わった。またゲーリングは「私の荷物の中にアコーディオンがあるんだが」と言ってアコーディオンを持ってこさせると『我、その意味を知らず』を演奏した。楽しい歓迎会は午前2時まで続き、べろべろに酔ったゲーリングはご機嫌気分で就寝した。
一方ゲーリングのVIP待遇を聞いたアイゼンハワーは激怒し、「通常の捕虜の扱いをせよ」と命令を下し、以降ゲーリングは厳しい取り扱いを受けるようになった。翌日、アウクスブルクのアメリカ第7軍尋問センターに移送されたゲーリングは、身に着けていた大鉄十字章やプール・ル・メリット勲章をはじめとする様々な勲章、元帥杖、ダイヤの指輪などを全て没収された（勲章好きのゲーリングに恥辱を与える目的もあっただろうが、それ以上にアメリカ軍はこれらの高級品が監視のアメリカ兵の買収に利用されることを恐れていたようである）。更に風呂もトイレもついてない居間と寝室と台所があるだけの労働者住宅にゲーリングを押し込んだ。
アイゼンハワーの冷たい態度を知って「元帥対元帥」会談が実現不可と察知したゲーリングはすっかり落胆した。ゲーリングの副官ブラウヒッチュ大佐もゲーリングや自分に対する取り扱いが突然劣悪になったことに困惑し、「国家元帥閣下にふさわしい住居が与えられるべきである」と訴えたが、米軍にその訴えが拒否されると、泣きながら「ドイツ軍に対する侮辱だ」と激昂した。一方ゲーリング当人は落胆で怒る気力も湧かなかった。
アウクスブルクでゲーリングへの予備的な尋問が開始されたが、その時の米軍将校の報告書は、ゲーリングの知能の高さや機知、老獪さを強調している。

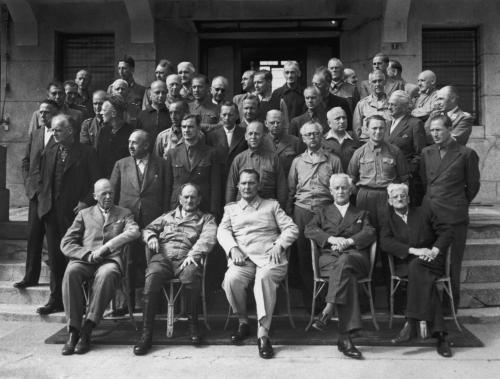
1945年8月、バート・モンドルフのアシュカン収容所の捕虜たちの記念撮影。中央がゲーリング。

5月21日、ルクセンブルク・バート・モンドルフのパレス・ホテルの一室に監禁され、四カ月ほどここで過ごした。ここは米軍の最重要捕虜収容所(アシュカン収容所)で、間もなくカール・デーニッツ、ヨアヒム・フォン・リッベントロップ、アルベルト・シュペーア、ヴィルヘルム・カイテル、アルベルト・ケッセルリンク、フランツ・フォン・パーペン、ヒャルマル・シャハト、アルフレート・ローゼンベルク、ユリウス・シュトライヒャーなどが続々と収容された。

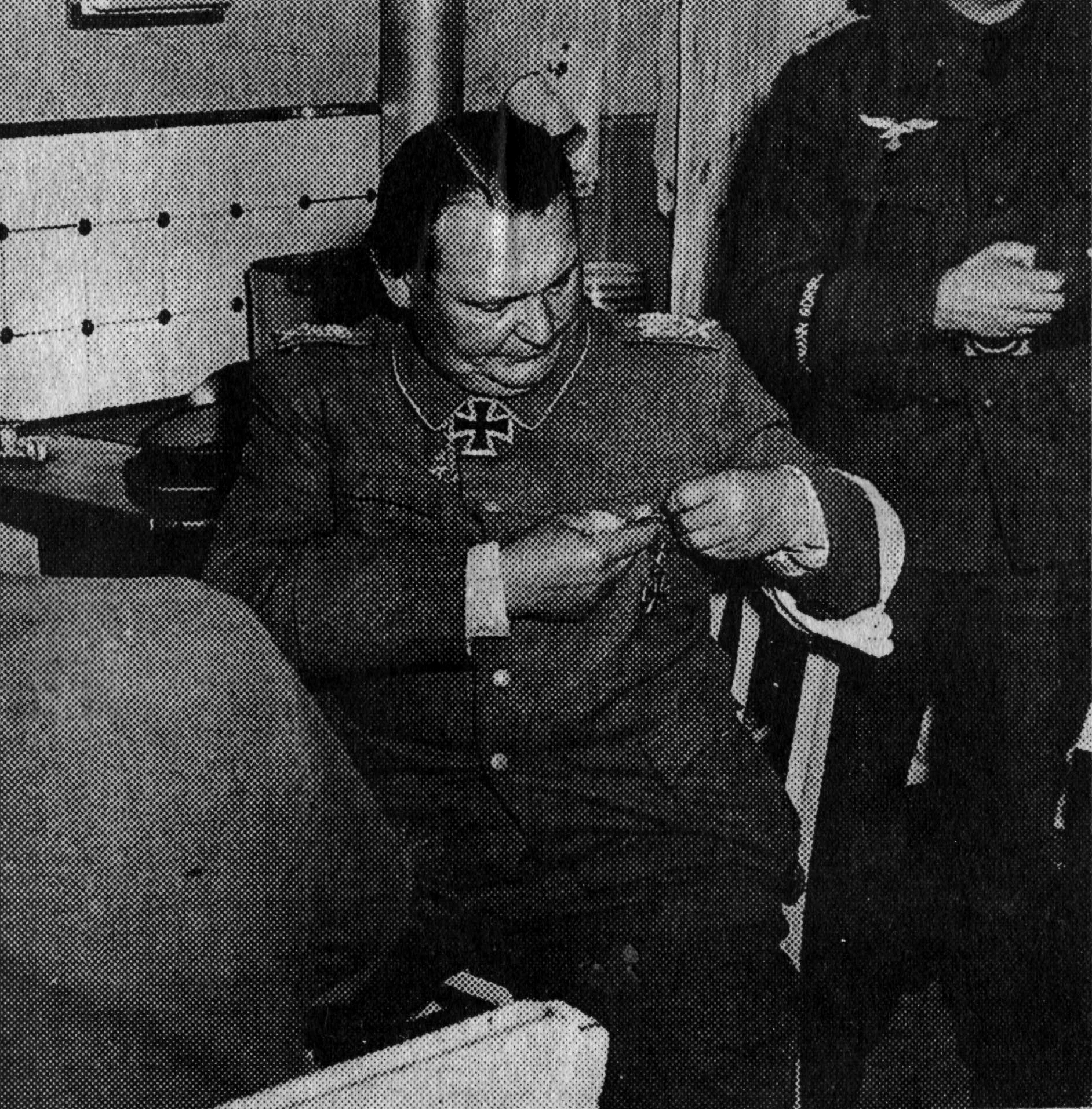
刑務所内で勲章を取り外されるゲーリング（1945年5月22日）

収容所所長のアメリカ軍大佐バートン・アンドラスは次のように回顧している。「ゲーリングがモンドルフに来た時、クスリをぎっしりつめた二つのトランクを持ち、間抜け笑いの阿呆面を浮かべていた。私は奴を麻薬の売人かと思ったくらいだ。しかし我々はそいつを取り上げて、奴を一人前の人間に戻してやった」。一日6時間にも及ぶ尋問、質素な食事、モルヒネを服用できなくなったことなどによりゲーリングの体重は80ポンドも落ちて200ポンド（約91キロ）まで痩せた。ゲーリングをモルヒネ中毒から抜けさせたのは米軍精神科医ダグラス・ケリー少佐だった。ケリーによるとゲーリングのモルヒネ中毒は重度のものではなく、タバコと同じような感覚で習慣で服用する癖が付いていただけで、痛みは穏やかな鎮静剤で容易に解消できたという。
ゲーリングは麻薬から抜け出す努力には積極的に応じたが、質素な食事には納得できず「こんなもの、ペットの犬にもやらなかった」と愚痴をこぼした。またシュペーアによるとモンドルフでのゲーリングはヒトラーに次ぐナンバーツーとして他の捕虜たちから敬われていたが、実際にヒトラーの後継者となったデーニッツとの関係はギクシャクしていたといい、二人はドアの前で会うのを避け、またテーブルも別にしてそれぞれが座長として君臨したという。
この間、ロバート・ジャクソンらによってゲーリングたちを裁くための遡及法「ロンドン憲章」が急遽制定された。犯罪の定義、法廷の構成、訴訟手続き、刑罰などがこれにより定められた。またアメリカは自軍が占領しているバイエルン州ニュルンベルクで裁判を行うことを提案した。一方ソ連は赤軍が占領しているベルリンでの開廷を提案した。しかしアメリカはイギリスとフランスの賛同を得、三対一でニュルンベルクで裁判を行うことが決定した。

### ニュルンベルク裁判（1945-1946）

#### 開廷前
1945年9月にゲーリングたちの身柄は、引き続きアンドラス大佐が所長を務めるニュルンベルク刑務所に移送された。
ゲーリングは第一訴因「共同謀議」、第二訴因「平和に対する罪」、第三訴因「戦争犯罪」、第四訴因「人道に対する罪」と全ての訴因において起訴された。
裁判前、自分の起訴状の写しを読んだゲーリングは「起訴に何か法的根拠があるとは思えない。この裁判では弁護士よりもいい通訳が必要だ。」と述べた。また刑務所付き精神分析官グスタフ・ギルバート大尉とダグラス・ケリー少佐から起訴状の感想を一言求められたゲーリングは「勝者は常に裁判官であり、敗者は被告人である」と書いている。
ゲーリングは、後悔の念をあらわにしたり、勝者の前で卑屈にふるまったり、自分を責めたりすることを嫌い、連合国に公然と抵抗した。ゲーリングは弁護士の人選にこだわりがなく、「私は弁護士連中と付き合いが全くないんだ。誰か見つけてくれたまえ」と述べていた。ゲーリングにはオットー・シュターマー博士が弁護士に付けられることとなった。

#### 検察側論告

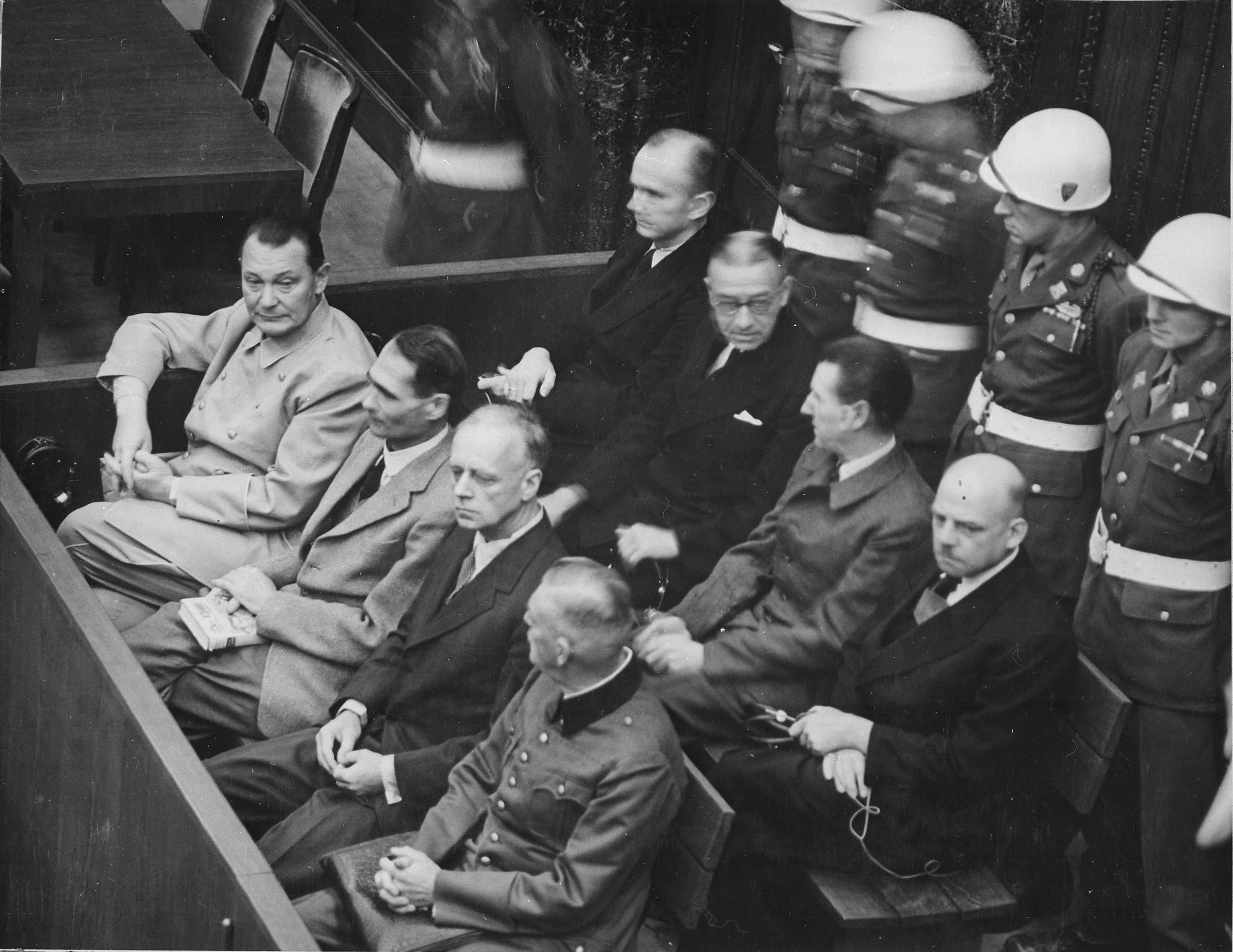
1945年、ニュルンベルク裁判の被告席（前列奥からゲーリング、ヘス、リッベントロップ、カイテル。後列奥からデーニッツ、レーダー、シーラッハ、ザウケル）

1945年11月20日からニュルンベルク裁判が開廷した。裁判での被告人の席次は決められており、ゲーリングはヒトラーの後継者となったデーニッツを差し置いて一番の主要被告が座る前列左端の席をあてがわれた。
11月20日には起訴状の読み上げのみ行われ、11月21日に起訴状の意味において自分が有罪であるか無罪であるかを答弁する罪状認否が行われた。ゲーリングは「私が有罪であるか無罪であるか述べる前に一言申し上げておきたい事があります。」と述べて早速演説を開始しようとしたが、裁判長サー・ジェフリー・ローレンス(後の初代オークシー男爵、第3代トレヴェシン男爵)に「有罪か無罪であるかだけで答えて下さい」と言われて遮られた。結局、ゲーリングは「起訴状の意味においては無罪を申し立てます」と述べるにとどめた。他の被告の罪状認否が終わった後、ゲーリングが再びマイクの前に出ようとしたが、裁判長に「貴方は今法廷で発言することはできません」と再び遮られた。
その後は検察側論告が4カ月にわたって行われた。この期間はアメリカ、イギリス、フランス、ソ連の検察官が証拠文書を読み上げたり、告発したり、映画を見せたり、証人を喚問したりする期間で被告人は法廷でしゃべることはできなかった。

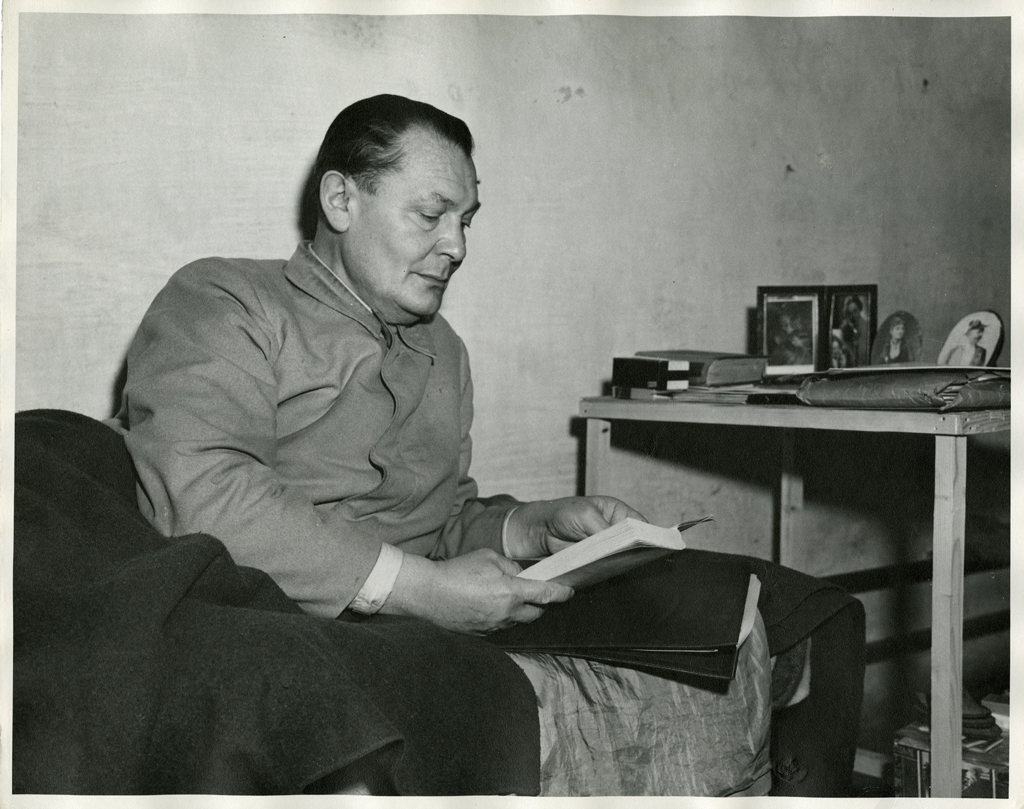
1945年12月21日、ニュルンベルク刑務所の独房のゲーリング。

検察はゲーリングについて、ドイツの侵略戦争の準備をした中心人物であること、占領地からの搾取に関係した人物であること、強制収容所を設置して囚人を奴隷労働力として使用した人物であること、ユダヤ人を迫害し、その財産を押収した人物であること、そしてラインハルト・ハイドリヒに「ユダヤ人問題の最終的解決」を命じてヨーロッパ・ユダヤ人の絶滅を図ろうとした人物であることを主張した。
11月29日にアメリカ検察団はマウトハウゼン強制収容所やライプチヒ近くの収容所でのユダヤ人虐殺の記録映画を法廷で流した。他の被告が一様にショックを受けた様子である中、ゲーリングは肘をついてあくびしながら見ていたという。上映が終わった後、ゲーリングは不機嫌そうになり、「オーストリアにはみんな楽しい思い出を持っていたのに、あのつまらん映画が全てを台無しにしたな」と述べた。
一方で12月11日にアメリカ検察団が上映したローラント・フライスラーの人民裁判所でのヒトラー暗殺未遂事件に関与した将軍達の裁判の記録映画はかなり応えたらしく、ゲーリングは「あの忌まわしい強制収容所の映画より、もっと私を傷つけたのがローラント・フライスラーの大口だ。あいつが被告人に罵声を浴びせるのを見て、いたたまれなくなったよ。あの被告たちはまだ有罪が立証されていないドイツ軍の将軍だったのに。私は恥ずかしさのあまり、死にたいと思ったほどだよ」と語っている。

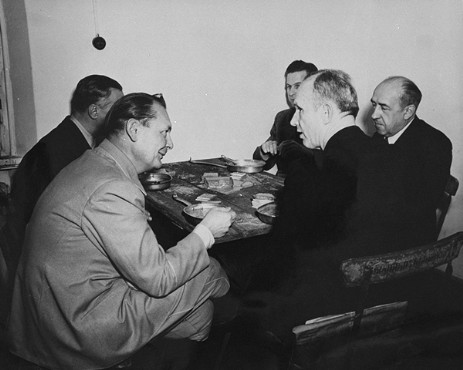
他の被告人達と食事を取るゲーリング。左奥からテーブルを囲う順にローゼンベルク、ゲーリング、デーニッツ、フンク、シーラッハ。

ゲーリングは他の被告人に対して強い影響力を発揮した。被告たちは自分のナチス政権下での地位や個人的な性向に応じていくつかのグループを作るようになっていたが（狂信的反ユダヤ主義者ユリウス・シュトライヒャーだけはどこのグループからも爪弾きにされていた）、ヒトラーに次ぐナンバー2だったゲーリングは全てのグループから被告全体の指導者と認められており、彼はあちこちのグループに顔をだしては様々なアドバイスを与え、ナチスとヒトラーを擁護する被告人の統一戦線の構築・維持を図ろうとした。
しかし被告の一人アルベルト・シュペーアがこれに反感を持った。シュペーアは自分もヒトラーも罪人と認めようと決意していた。1946年1月3日にはシュペーアの弁護士は証人として召喚されたSD国内諜報局長オットー・オーレンドルフ親衛隊少将への質問の中で、シュペーアがヒトラー暗殺計画を企んでいたことを暴露した。ゲーリングはこれに激怒し、休廷後にすぐにシュペーアの方へ駆け寄り、「なんであんな反逆的な事を暴露した!? 我々の統一戦線の足並みを乱すな！」と突っかかった。しかしシュペーアはゲーリングを冷たく突き放し、ゲーリングは警備兵に連れ戻された。
以降シュペーアとゲーリングは不倶戴天の敵となった。さらにシュペーアはギルバートに対して、ゲーリングは他の被告と一緒に食事や散歩をしているが、これによって他の被告たちがゲーリングの脅しに屈してしまうことになると指摘し、ゲーリングを隔離することを提案した。ギルバートは所長バートン・アンドラス大佐にこれを報告し、アンドラスの命令で2月18日からゲーリングは一人で食事をさせられることとなった。

#### 被告側弁論

##### 弁護側尋問

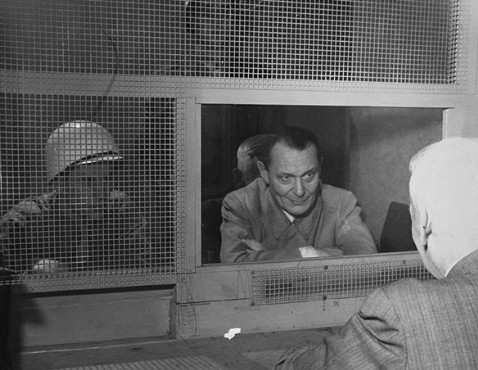
オットー・シュターマー弁護士と話すゲーリング。

1946年3月8日からゲーリングの弁護が始まり、3月13日にゲーリングがはじめて証言台に立つこととなった。ニュルンベルク裁判の関心もこの日から絶頂に達した。
まず弁護士シュターマーから質問を受ける形式で始まった。初めは緊張して手や声が震えていたゲーリングだったが、10分ほどで調子がでてきて、すらすらと雄弁に語りだした。彼はナチ党の歴史とヒトラーの人物像を、共に生き、共に経験した立場から、細かく説明していった。ゲーリングの20分に及ぶ演説はその場の人々を感心させた。被告人達が退廷する際にデーニッツはシュペーアに「見たかね。判事たちまで感心してただろう」と呟いた。ゲーリングの宿敵のシュペーアさえも「いい演説だった」と認めるほどだった。雑誌『ザ・ニューヨーカー』はゲーリングを「優れた頭脳の持ち主の少ない現代における、卓越した偉才」「良心を持たない偉才」と評した。
3月14日にゲーリングは「私は今でも指導者原理を積極的かつ意識的に支持している。各国の政治構造にはそれぞれ特有の起源、異なった発展があるということを忘れてはならない。ある国ではうまくいく政治制度でも、他の国ではうまくいかない事もあるに違いない。ドイツは数世紀にわたって君主制であり、指導者原理でやってきた。だから私は －特に全ての力を結集しなければならない困難な状況では－ 指導者原理がドイツの唯一の道であると確信している。」「指導者原理はナチ党特有の物ではなく、カトリック教会やソ連政府が基盤においている物と同じである」と述べて指導者原理を正当化する演説を行った。また同日、反ユダヤ主義の法律ニュルンベルク法を国会議長として布告したことについて「これらの法律を発令し、施行するよう、総統から命令を受けた事についての全責任は私が取る。それには私の署名があり、私が発令したのであり、私に責任がある。総統の命令を言い訳として逃げ隠れするつもりはない」と述べ、自らに全面的責任がある事を認めた。一方でこうした反ユダヤ主義法は、当時のユダヤ人の財力・影響力・権力がドイツ社会の中で強力すぎたゆえに制定されたものであると主張した。またゲシュタポについては少なくとも自分の指揮下にあった時代には行き過ぎた行為には処罰を行っていたと主張した。
3月15日にはオランダ侵攻の際のドイツ空軍によるロッテルダム空爆について命じたものではなく誤爆であった事を主張した。また占領地からの美術品収集について「私は戦争が終わった後、あるいは私が適当だと判断した時期に美術館を設立して、集めた美術品を全て飾り、ドイツ国民に贈呈するつもりでした」などと語った。さらに戦争に関する条約の交戦規定の遵守の上でドイツが連合国と異なる行動を取ったかについてこう語った。「ジュネーヴ条約やハーグ陸戦条約といった条約は、近代戦争によって踏みにじられていました。私はここで我々にとって最大かつ最強で、最も重要な敵対者の言葉を引きたいと思います。イギリスのウィンストン・チャーチル首相はこう言いました。『生死をかけた戦いでは結局のところ、法律は存在しない』」。これを聞いたイギリス人の裁判長ローレンスは休廷を命じた。その後、裁判所はイギリス政府にそのような演説があるのかどうか調査を求めた。イギリス外務省は、チャーチルが海軍大臣時代の1940年に行った「死闘において、侵略者があらゆる人間的な感情を踏みにじる一方で、抵抗する側がボロボロになった条約にいつまでも縛られていたのでは、正義というものが無くなってしまう」という演説が最も近いものであると回答した。ゲーリングの引用は正確ではなかったが、意味するところは同じであった。
弁護側の尋問は終わり、週末を挟んでゲーリングと検察の直接対決となる検察側反対尋問が行われることとなった。

##### 検察側反対尋問

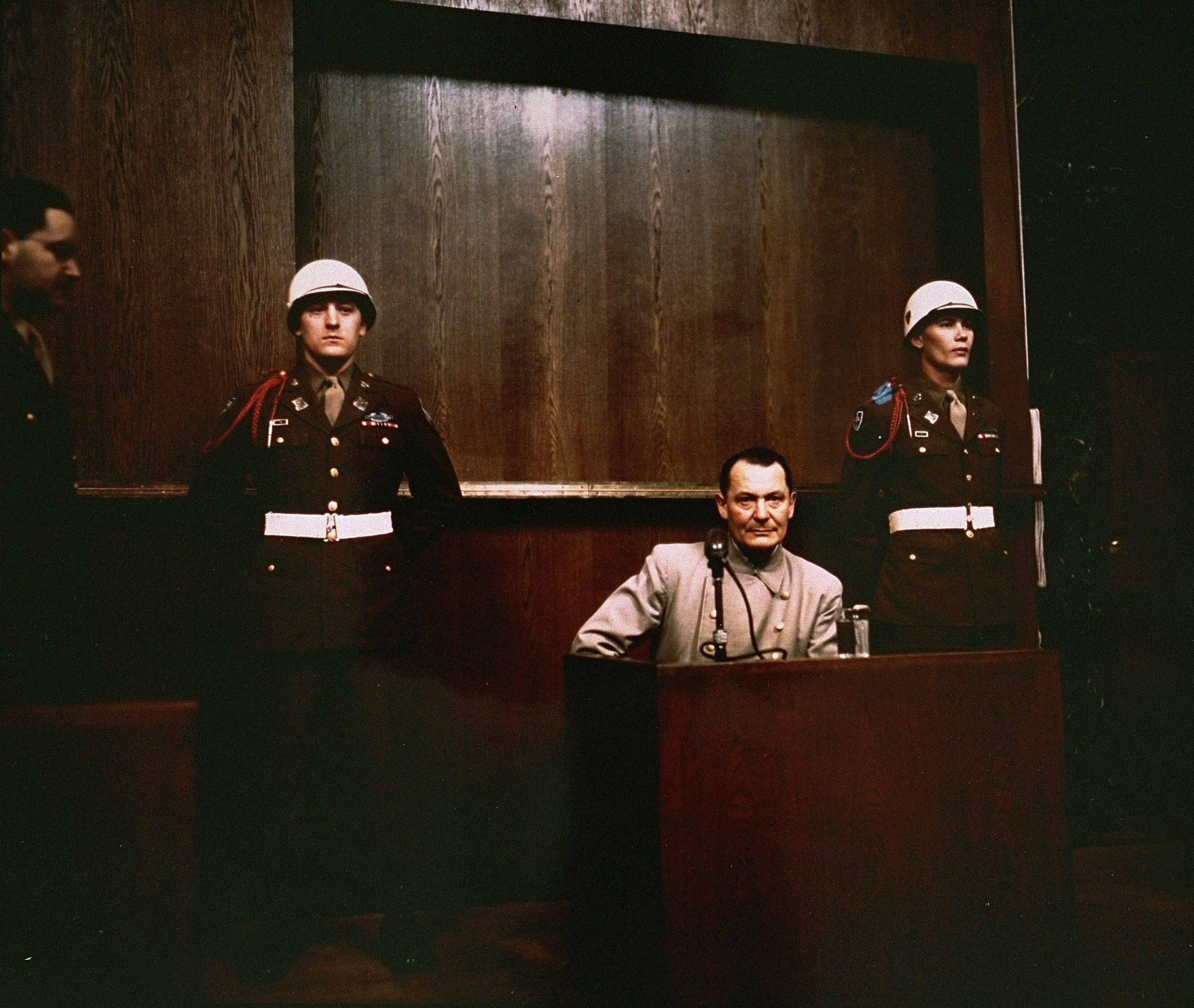
検察側反対尋問を受けるゲーリング。アメリカ軍撮影のカラー写真。

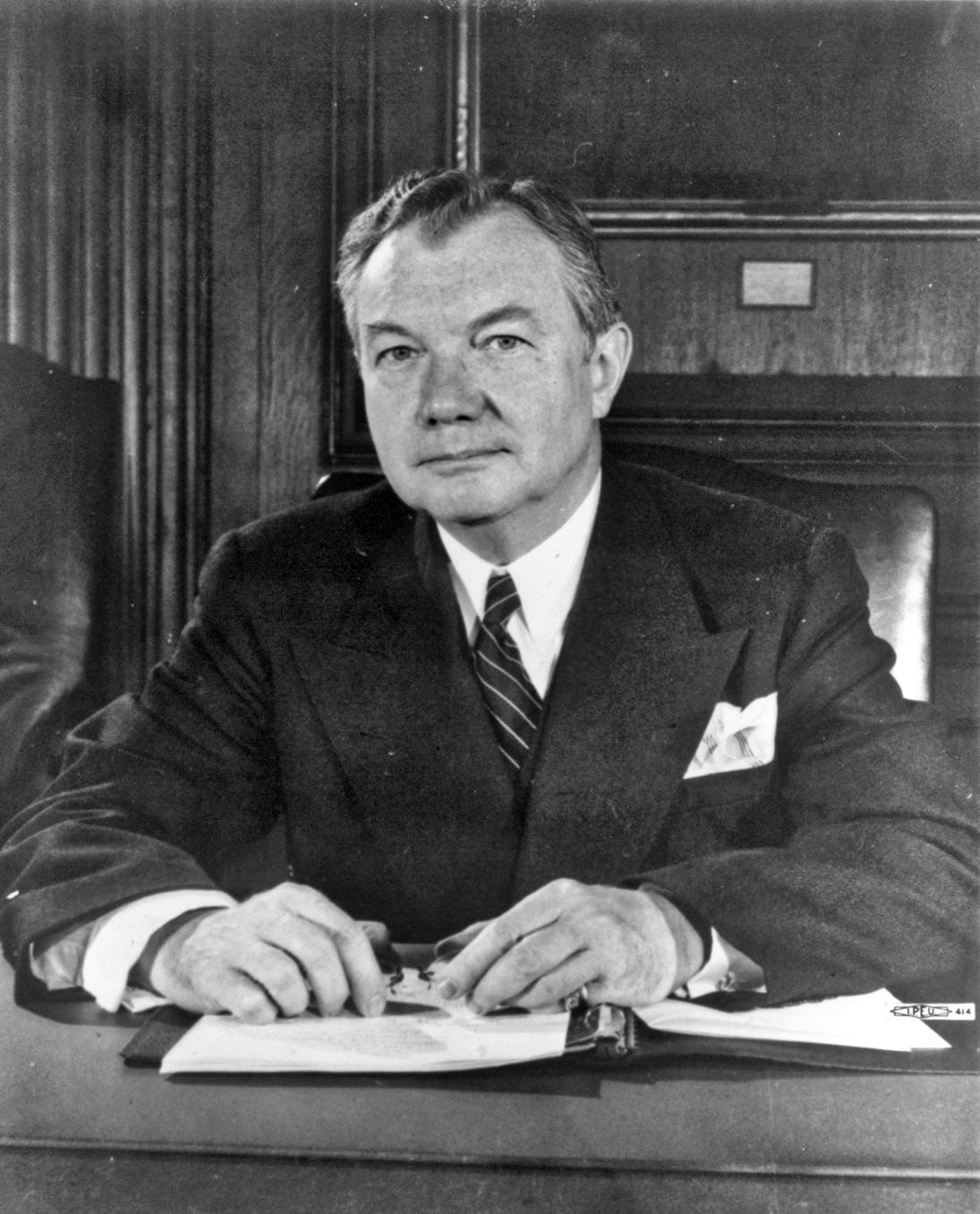
アメリカ首席検事ロバート・ジャクソン

3月18日午前には他の被告の弁護士たちが、それぞれの依頼人に罪がない事を明らかにするため、ゲーリングに対する質問を行った。ゲーリングは堂々たる態度でほとんどの事柄について自分の責任を認め、気軽に他の被告人たちに恩恵を施しているかのようだった。
3月18日午後から3月22日にかけて検察側反対尋問が始まった。
まずアメリカ首席検事ロバート・ジャクソンが質問に立った。ジャクソンはヴァイマル共和政時代の民主主義政体の破壊についてゲーリングに質問したが、ゲーリングは民主主義はドイツにあっておらず不要であること、指導者原理がドイツにあった政体である事を再び力説した。ジャクソンはつづいてソ連侵攻について質問したが、これもゲーリングは自分がヒトラーにソ連侵攻に反対の意を示したことを説得力ある議論で展開した。
ジャクソンは、ゲーリングが「ラインラントの解放」計画によってヴェルサイユ条約を破ったと主張して質問をおこなったが、ゲーリングから「その文書は"ラインラント"ではなく"ライン川"に関する物であり、また"解放"について述べた物ではなく、戦時体制下の動員の際に航行の障害となる物を川から"除去"することについて書かれた物である」と訂正されてしまった。しかしジャクソンはなおもこれがラインラント再武装計画の一部だと主張し、「これを外国に隠していたのは、侵略的な性質の物だからではないか」と追及したが、ゲーリングは「アメリカ合衆国が動員準備を公表したという記憶がありませんが」とピシャリと言い返した。ジャクソンはこれに動揺し、顔を真っ赤にしてゲーリング罵倒をはじめたため、休廷となった。
しかしその翌日にはジャクソンは落ち着きを取り戻してユダヤ人迫害と占領地からの美術品・食糧・資源などの略奪の追及でゲーリングを動揺させる効果的な質問をした。もっともゲーリングは、「ユダヤ人問題の最終的解決」のハイドリヒへの命令書について、それは「全面的解決」と理解すべきでユダヤ人の絶滅ではなく、ユダヤ人を東ヨーロッパへ移住させることを意味していると主張して、ユダヤ人絶滅政策の存在と関与を否定した。
更にその後、ジャクソンはワルシャワ空襲の際にアメリカ大使の邸宅が爆撃された証拠としてドイツ空軍が撮影したという写真を持ちだしたが、一次大戦で偵察機に乗って写真を取っていたことのあるゲーリングから「撮られた角度からしてこれらの写真は航空機からではなく、塔のような場所から撮影されたもののようです」と見抜かれてしまった。ジャクソンはその後、連合軍パイロットの処刑問題の質問に移ったが、これも単調で精彩を欠いた。その後、さほど重要でもない命令書のゲーリングの署名の真偽を巡って応酬があった後、ジャクソンの質問は終わった。アメリカ首席判事フランシス・ビドルは妻への手紙の中で「ジャクソンは失敗をしたという気持ちが表情に現れ、打ちひしがれているように見えた」と書いている。
全体的に言ってジャクソンには反対尋問の法廷テクニックが欠けていた。ゲーリングに長々と反論する機会を与えてしまった。ゲーリングは英語を理解できたので、ドイツ語に通訳されるまでの時間を利用して答えを慎重に考えることができたのである。またジャクソンはドイツの歴史をよく勉強して来ていたが、細かい事実関係の知識は不足しており、ゲーリングにしばしば訂正されていた。ジャクソンには証人を決定的に追い詰めることはできなかった。
3月20日からイギリス首席検事サー・デイヴィッド・マクスウェル・ファイフ(後の初代キルミュア伯爵)による反対尋問が行われた。彼はイギリスで最も有能といわれる反対尋問の名手だった。ゲーリングに最も効果的な打撃を与えた検察官は彼だった。ファイフは通訳が追いつかなくなり、しばしば裁判長から注意されるほどの矢継ぎ早の質問で回答を考える時間を与えない反対尋問を行った。これは効果的だった。ゲーリングを有利にするために召喚されたはずの弁護側証人ダーレルスはファイフの反対尋問でしどろもどろになり、「和平交渉に奔走していた際にゲーリングは二枚舌を使っていた」ことや「総統官邸にイギリスとの接触状況を知らせた時、ヒトラーはまるでキチガイのようで、ゲーリングの方は麻薬の幻覚症状に似た興奮状態だった」ことなどを証言した。ファイフはゲーリングが和平に奔走していたのは平和のためではないという印象を法廷に持たせた。ゲーリングは、ダーレルスが抱いた印象は全部主観的なものにすぎないと主張してこれを否定した。
またファイフはシュレージエン・ザガンにあったドイツ空軍の捕虜収容所から1944年3月14日にイギリス空軍捕虜76名が脱走し、その後捕まった50名がゲシュタポに引き渡されて銃殺された事件（この事件はアメリカ映画『大脱走』でよく知られている）で質問し、ゲーリングに効果的な打撃を与えた。続いてユダヤ人虐殺に関する質問でゲーリングの証人としての信頼性を傷つけ、致命的な打撃を与えた。
ゲーリングの答弁が法廷に響き渡ったのを確かめたファイフは「どうもありがとう」と述べて、ここで質問を切り上げた。
その後、ソ連の首席検事ロマーン・ルジェーンコの反対尋問を受けた。ルジェーンコの質問は滅茶苦茶だったのでゲーリングには楽な相手だった。「ユダヤ人虐殺について知ることが貴方の義務ではないのか？」と聞いたルジェーンコに対して「どういうわけでそれが私の義務なのか。」と撥ね退けた。さらに「数百万人のドイツ人が行われた犯罪を知っていた。なのに貴方は何も知らないのか。」と聞いたルジェーンコに対して「数百万人のドイツ人が知っているわけがない。それは、実証されていない申し立てだ。」と一蹴した。最後にフランス首席検事オーギュスト・シャンペティエ・ド・リーブが質問に立ったが、リーブも効果的な質問はできなかった。
こうして検察側反対尋問は終了した。

#### 最終陳述
1946年8月31日、審理を完了する前に被告人は最終陳述を行う事が許可された。ゲーリングは以下の声明を読み上げた。

#### 判決

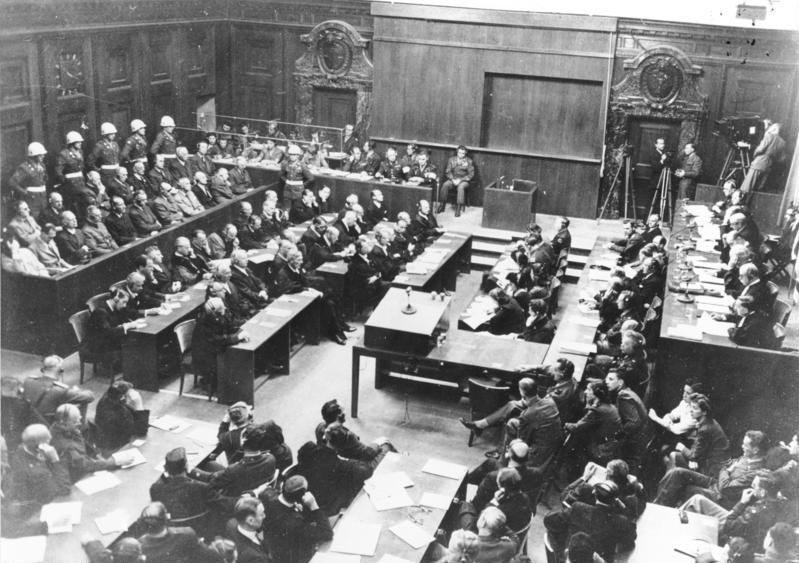
1946年9月30日、ニュルンベルク裁判の判決の日。

1946年9月1日から被告の妻エミー・ゲーリングは毎日夫を訪れる事を許可された。ゲーリングも妻と娘エッダと面会した。エッダの手を引いてエミーが入って来る姿を見た時、ゲーリングは涙を流した。だがエッダが「お父さんは、いつお家に帰るの? そうしたらお風呂の中で勲章をいっぱい付けて見せてくれる? だってみんなそう言ってるわ。私、勲章に石鹸の泡が付いているのなんか見た事がないんですもの。くすぐったいんじゃない?」と言葉をかけると、ゲーリングは涙を流しながらもにやっと笑ってみせた。
1946年9月30日に裁判長ローレンスによって判決が言い渡された。まず午前に被告人全員そろう中、一人ずつ判決文が読み上げられて有罪か無罪の判決が言い渡され、午後に個別に量刑判決が言い渡された。ゲーリングの判決文は以下の通りであった。
ゲーリングは判決文を落ち着いた様子で無表情に聞いていた。全員の判決文が読み上げられた後、ゲーリングたち被告人は一度独房に戻された。そして午後に個別の量刑判決を受けるため一人ずつ法廷へ連れて行かれた。ゲーリングは最初に法廷に招集された。ローレンス裁判長が「ヘルマン・ヴィルヘルム・ゲーリング」と名前を読み上げた時、通訳のヘッドフォンが作動しておらず、ゲーリングがそれをいじっていたので技官がヘッドフォンを直した後に仕切り直して量刑判決文が読み上げられた「ヘルマン・ヴィルヘルム・ゲーリング。有罪と認められた訴因に基づき、国際軍事法廷は、被告を絞首刑に処する」。判決を聞いたゲーリングはゆっくりヘッドフォンを外すと机の上に落とし、一言も発せずに振り向いて法廷を出て行った。ギルバート大尉は判決を聞いた被告人の様子を観察しようと被告人の独房を回った。ギルバートによると判決を聞いて独房に戻ったゲーリングの次のような様子であったという。「平静を装っていたが、その手は震えていた。彼の目は潤んでおり、感情の発露を抑えようと必死になり、喘いでいた。彼は不確かな声でしばらく一人にしてくれ、と頼んだ。」。

### 自殺
シュターマー弁護士はゲーリングに減刑嘆願書を書くよう求めたが、ゲーリングは拒否した。代わりに判決の翌日の10月1日に絞首刑ではなく銃殺刑による処刑にしてほしい旨の嘆願書を書いた。彼はギルバートに「私は軍人だ。私は一生を軍人として過ごし、別の軍人の弾丸によって倒される事を覚悟していた。だから、敵の銃殺隊の手で私を処刑してくれても構わないじゃないか。決して無理な願いではないと思うのだが」と述べている。しかし要請は却下された。
1946年10月7日に妻エミーと最後の面会をした。ゲーリングはまずエッダに刑のことを伝えたか聞いた。エミーは頷いた。ゲーリングは「エッダの人生が辛いものでない事を祈りたいな。もしも私がお前を保護できさえすれば、死も私にとっては救いになるのだが。お前は私に慈悲を願い出てほしいかね？」と聞いた。エミーは首を振り、「いいえ。ヘルマン。貴方はこのニュルンベルクで貴方の同僚とドイツのためにできる全ての事をやった。私はずっと貴方がドイツのために戦って倒れたのだと思い続けます。」と答えた。ゲーリングは「有り難いことを言ってくれたな」と答えた。そして「君は固く信じていい。奴らは私を吊るす事は出来ない」と述べた。
執行直前の1946年10月15日午後9時30分、ゲーリングたちは就寝についた。午後10時30分からゲーリングの独房の監視に就いていた米第26歩兵連隊C中隊所属ハロルド・J・ジョンソン上等兵によれば、10時40分頃にゲーリングが拳を握ったまま顔の方へもっていき、目を覆うようなしぐさをし、壁の方に顔を向けたという。それから少しの間その体勢で横たわっていたが、2、3分後に腕を身体の脇に戻したという。その時にジョンソンは時計を確認し、時刻は10時44分だったという。それから2、3分後、ゲーリングが息をつまらせるような音を立て始めた。ジョンソンは上官の「交替係伍長」グレゴリー・ティムチシン二等軍曹を「伍長」と大声で呼び、ゲーリングの異変を伝えた。この時独房棟のオフィスにいたのは牧師ヘンリー・グレック(Henry Gerecke)と神父シックスタス・オコーナーと一握りの看守だけだった。彼らはワールドシリーズの試合の各回の点数を電話で待ち受けており、レッドソックスが同点に追いついたことではしゃいでいるところだった。そんなオフィスにティムチシンが飛び込んできて「牧師さん！ 牧師さん！ ゲーリングの様子が変です!!」と叫んだ。グレックはすぐにゲーリングの独房へ行ったが、ゲーリングは死にかけていた。驚いたグレックは刑務所付き医師プフリュッカーを呼びよう看守に指示した。しかしプフリュッカーが到着した頃にはゲーリングはすでに息を引き取っていた。青酸カリのカプセルを飲み込んでの自殺だった。毛布をめくるとゲーリングの腹部には遺書の入った封筒があった。連合国管理委員会と収容所所長アンドラス大佐と妻エミーとゲレック牧師に宛てた四通の遺書であった。
ゲレック牧師への手紙は短かった。ゲレックは刑務所の囚人たちのために祈りをささげに来ていた牧師だが、自殺することで彼を裏切ることになるので許しを請う内容の手紙だった。「政治的な理由から、こうせざるを得なかったのです」と書いている。
電話での連絡を受けて11時9分にアンドラス大佐はゲーリングの遺体を確認した。アンドラスは自分の責任問題に発展することを恐れながらも、連合国委員会にすぐさま通報した。それによって米英仏ソの委員がやってきた。ソ連委員はゲーリングの遺体の顔に突然激しい平手打ちをした。他の国の委員が思わず「何をする!?」と叫んだ。ソ連委員は「死んだふりしてんじゃないかと思ってね。彼は死んでるな」と言った。4国の委員は対策を話し合った。自殺を隠蔽して死体を絞首台にかける案も検討されたが、それは中止された。すでにかなりの数の人間がゲーリングの自殺を知っていたので、外部に漏れる危険が高く、そうなった場合、ニュルンベルク裁判の信憑性が疑われるためだった。4国の委員は早急にゲーリングの自殺の調査委員会を設けるとともに、他の死刑囚の刑執行は予定通りに行うということで合意した。アンドラス大佐がマスコミにゲーリングの自殺と他の死刑囚の予定通りの刑執行を発表した。
後に調査委員会は青酸カリの入手ルートについてゲーリングの遺書に書かれた内容通りであろうとし、看守に責任はないと結論した。詳細な報告やゲーリングの遺書は公表されなかった。調査委員会は未公開の報告書の中でゲーリングについて「頭が良く、かつ頑固で、巧妙な手段で看守たちの裏をかいた明敏な人物だった」とその優秀さを高く評価している。連合国にとってゲーリングの自殺は大打撃であった。その日の各国の新聞の一面の見出しが「正義の勝利」ではなく、「ゲーリング、連合国に一杯食わせる」になったためである。ドイツでもゲーリングの自殺が高く評価されていると当時の『ニューヨーク・タイムズ』が報道している。
ゲーリングが青酸カリをどこから手に入れたかは長い間謎とされてきたが、2005年2月7日、当時19歳の看守だった元アメリカ陸軍兵士が、「毒物を渡したのは自分だ」と『ロサンゼルス・タイムズ』に名乗り出た。証言によると「街角で出会ったドイツ人女性から2人のドイツ人男性に引き合わされて「ゲーリングは病気で薬が必要」と説明を受け、カプセルを忍ばせた万年筆を渡され、これを薬と信じてゲーリングに渡した」という。元兵士は懲罰を恐れて長期間黙っていた。
自殺したゲーリングと死刑に処された10人、あわせて計11人の遺体はアメリカ軍のカメラマンによって撮影された。撮影後、11人とも木箱に入れられ、アメリカ軍の軍用トラックでミュンヘンへ運ばれ、そこで火葬された。遺灰はイーザル川の支流コンヴェンツ川に流された。「人は誰でも死ななければならない。だが殉教者として死ぬということは不死になるということだ。諸君は我らの遺骨をいつの日か大理石の棺に納めるだろう。」と生前語っていたゲーリングだが、そうした聖堂を作られることを恐れての処置であった。
ゲーリングが、判決の直前の面会で娘エッダの姿を見て涙を流したという話を聞いた重光葵は、彼が死亡したとの一報を受けて、「男泣く 淋しき秋や ゲーリング」という句を詠んだ。

## 人物像

### 性格

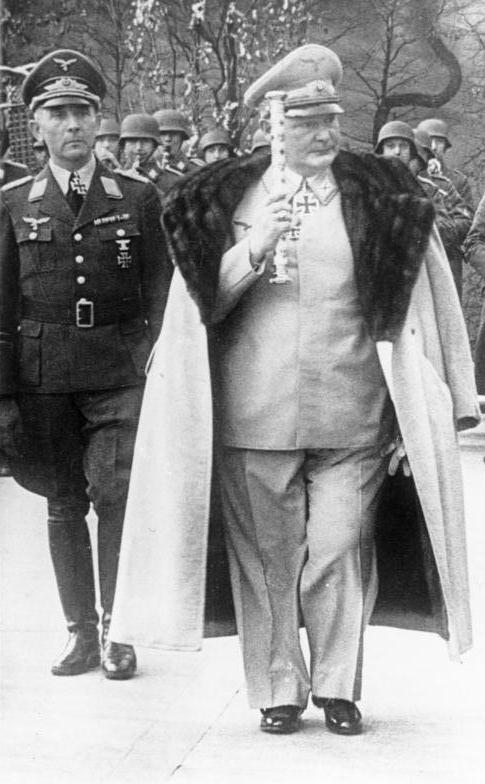
1942年。ゲーリングとパウル・コンラート少将。

第一次世界大戦での英雄であり、野心にも富んでいたが、政治的能力には欠けていたと言われる。たとえばヨーゼフ・ゲッベルスはその日記で、ゲーリングの事を「無能だ」と徹底的に非難していた。ヒトラー政権でも彼は徐々に浮き上がり、政治面のみならず軍事面でも影響力は徐々に弱くなっていった。
また、彼はモルヒネ中毒者であり、戦時中にかけて症状が悪化していった。シュペーアは挙動不審でかなり傲慢な性格であったと著書に残している。また、日本外相松岡洋右が彼の屋敷を訪れた際、通訳パウル＝オットー・シュミットに「海外では彼は狂人だと言われているのをご存じか？」とささやいている。
しかし、ニュルンベルク裁判時には、モルヒネ中毒を克服し、それまでのゲーリングとは別人であるように堂々と振舞い、死刑宣告を受けても微動だにしないほど落ち着き払っていたという。シュペーアは「元帥の時にこの精神力があれば」と語り、支持者達は彼を「太った鋼鉄」と賞賛した。
米軍医学者ダグラス・ケリー少佐はニュルンベルク裁判中に出演したラジオ番組の中でゲーリングについて「周りの者を支配し、攻撃的で冷酷である反面、時として優しいところを見せるなど、陽気で社交的なところもあり、被告の中ではただ一人の真に指導者的な人物」と評した。
イギリス駐独大使ネヴィル・ヘンダーソンは「彼は古いタイプの海賊のような男だが、いくつか魅力的な特色を備えている。たとえばゲーリングはユーモアについてフォルスタッフ的な感覚を持っている。彼は自分の欠点をネタにした数多くのベルリン市民のジョークを集めて楽しんでいるのだ。この点で彼はゲッベルス博士や御大ヒトラーとまったく異なる。彼らにそんなジョークを飛ばそうものなら直ちに逮捕されるだろう」と評した。
ゲーリングが自分に関するジョークの中でも気にいっていたのは「なぜウンター・デン・リンデンを通るドライバーが昨夜まぶしくて堪らなかったか？ なぜならオフィスを歩いていくヘルマンが勲章を下向きにするのを忘れたから」という彼の名誉欲を皮肉ったジョークだったという。喜劇女優クレール・ヴァルドフが「彼の名はヘルマン」というゲーリングを揶揄した歌を歌ってゲシュタポに逮捕された際には、彼女の釈放に尽力したばかりか、ベルリンの自分の劇場でその歌を歌わせたという。また、ケルンで自分をからかった詩歌を聞いた時には、面白がって側近を連れて聞きに行ったという。
一方、娘エッダを侮辱した者には容赦のないところがあった。ゲーリングにはミュンヘン一揆で受けた負傷により生殖能力が失われているという噂があり、それをネタにした悪質なジョークがかなり流れていた。例えば、エッダは実はゲーリングの副官の子であり、エッダ（EDDA）の由来は「副官に永遠の感謝（Ewiger Dank Dem Adjutanten）」である、といったジョークである。芸人ヴェルナー・フィンクは「赤ん坊の本当の名前はハムレットであるに違いない」、「彼の子でいいのか、いけないのか（Sein oder nicht sein、「to be or not to be（生きるべきか死ぬべきか）」のドイツ語訳。ドイツ語のseinは英語のbe動詞に相当するほか、英語のhisに相当する「彼の」という意味の所有代名詞とつづりが同じで、両者をかけている）というジョークを述べた。しかし、ゲーリングはこれに笑わず、フィンクを強制収容所へ送るよう命じている。また、敵対していたフランケン大管区指導者ユリウス・シュトライヒャーは1940年に彼の新聞『シュテュルマー』の中で「エッダは人工授精で生まれた」とデマを書き立てた。これに激怒したゲーリングは、ただちに大管区指導者6名からなる査問委員会を設置してシュトライヒャーの不正行為を捜査させ、彼を失脚に追い込んでいる。

### 貴族趣味・華美な生活

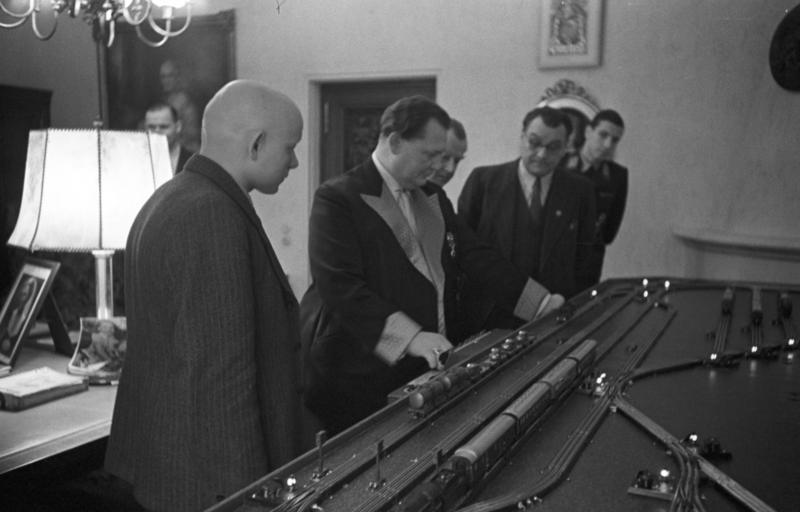
客に鉄道模型を披露するゲーリング

貧しい青年時代を送り、権力を手にしてからも私生活は質素だったヒトラーとは対照的に、裕福な育ちを反映して貴族的で豪華な生活を好んだ。派手好きな性向は時に幼児的なほど大胆で単純なものであったが、ドイツ国民にはしばしば「憎めない奴」という一種の好印象さえ与えた。亡き妻カリンを偲んで建てたベルリン郊外の豪邸「カリンハル」はサウナ、映画館、トレーニングジム、迎賓ホールなどを備えた宮殿のような館だった。
ペットのライオン「ツェーザー」や巨大鉄道模型、特注のメルセデス・ベンツやホルヒのオープンカー、銀の装飾が施されたルガーP08（通称、ゲーリング・ルガー）もまたゲーリングの派手好きな性向をさらけだすおもちゃのひとつだった。
彼は貴族的な趣味として狩猟も好んだ。服飾に対する執着も非常に強く、本人がデザインしたと言われる白い軍服を常に着用していたことをはじめ、何種類もの制服や前近代的なほど華美な服装は、しばしば周囲の物笑いの種となった。ゲーリング自身は「私はルネサンスの人間なのだ」と語っている。またニュルンベルクで弁護士のブロスから華美な服装を聞かれた時にはいささか不機嫌になり「自宅で何を着てようと私の勝手だろう」と述べた。
美食家であったためにまるまると太っており、減量に取り組んだこともあったが失敗している。
1935年4月10日のエミーとの結婚式は国を挙げた盛大なもので、さながら「ロイヤルウェディング」のようであった。3万の空軍将兵と最新鋭の戦闘機隊を動員して一大スペクタクルを演出し、国民の虚栄心を満足させた。
戦時中も華美な生活は止まず、権力の中枢から排除されるとその分一層奢侈への嗜好を強めていった。

### 美術品収集
ゲーリングの奢侈への嗜好の一つとして美術品収集がある。ドイツ国内やヨーロッパ占領地各地で入手した絵画・美術品を先妻が眠る邸宅カリンホールに集めさせて巨大美術品コレクションを作っていた。それ以外にもゲーリングは4つの邸宅と2つの城、ライプツィヒ広場の官邸を有していたのでそれらを彩る絵画、装飾品、彫刻、家具も必要だった。画商ヴァルター・アンドレアス・ホッファーを美術品収集の主任管理係に任じて収集した美術品の記録をつけさせた。またゲーリングは値段が高い美術品について、しばしば交換という交渉手段を取ったが、その交渉もホッファーの担当だった。占領地各国にもゲーリングの美術品収集代理人が置かれ、彼らがゲーリングに代わって美術品を収集した。

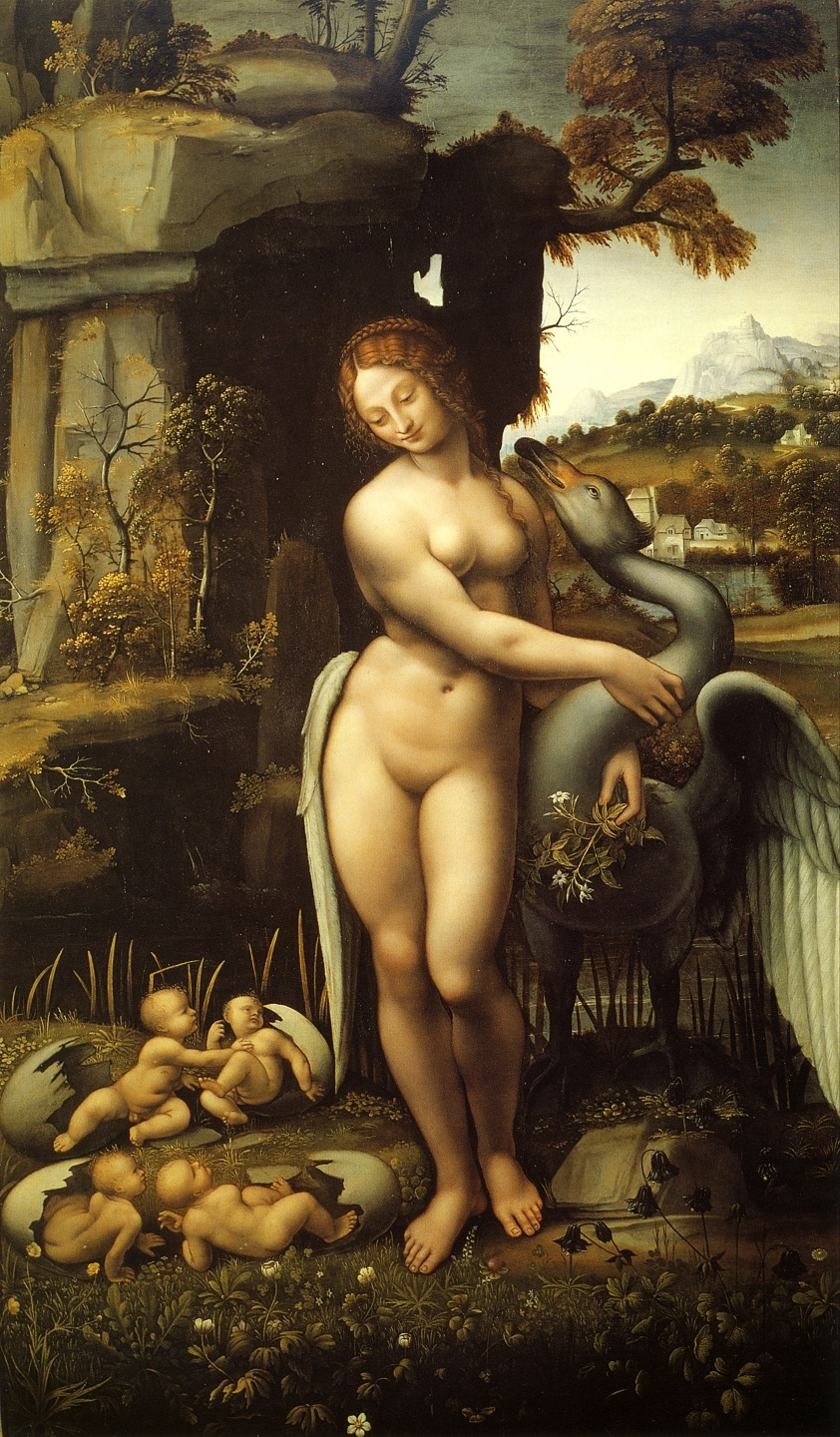
伝レオナルド・ダ・ヴィンチの『スピリドンのレダ』。後にヒトラーに取り上げられた。

ポーランド・レンベルクの美術館からはデューラーのスケッチ31枚を入手した（後にヒトラーに譲り渡した）。オランダからはフランス・ハルスやヴァン・ダイク、ゴヤ、ファン・ロイスダール、ヤン・ステーン、『髭のある男』『ターバンを巻いた男』などレンブラント数枚、ベラスケスの『インファンタ』、ルーベンスの『ラザロの復活』などを入手した。
イタリアでは伝レオナルド・ダ・ヴィンチの『スピリドンのレダ』（後にヒトラーに取り上げられた）、メムリンクの『ある男の肖像』、ラファエロなどのルネサンス絵画、またルネサンスの家具、タペストリなどを入手した。フランスではシャルダンの『ラケットを持つ少女』、フラゴナールの『支那の彫像を持つ若い娘』、ダヴィッドの『聖カテリーヌの神秘な結婚』、クラナッハ父子やブーシェ、ルーベンスなどの絵画、グレゴール・エアハルトの彫像、ルイ15世やルイ16世、マザラン枢機卿らの所有した家具などを収集した。

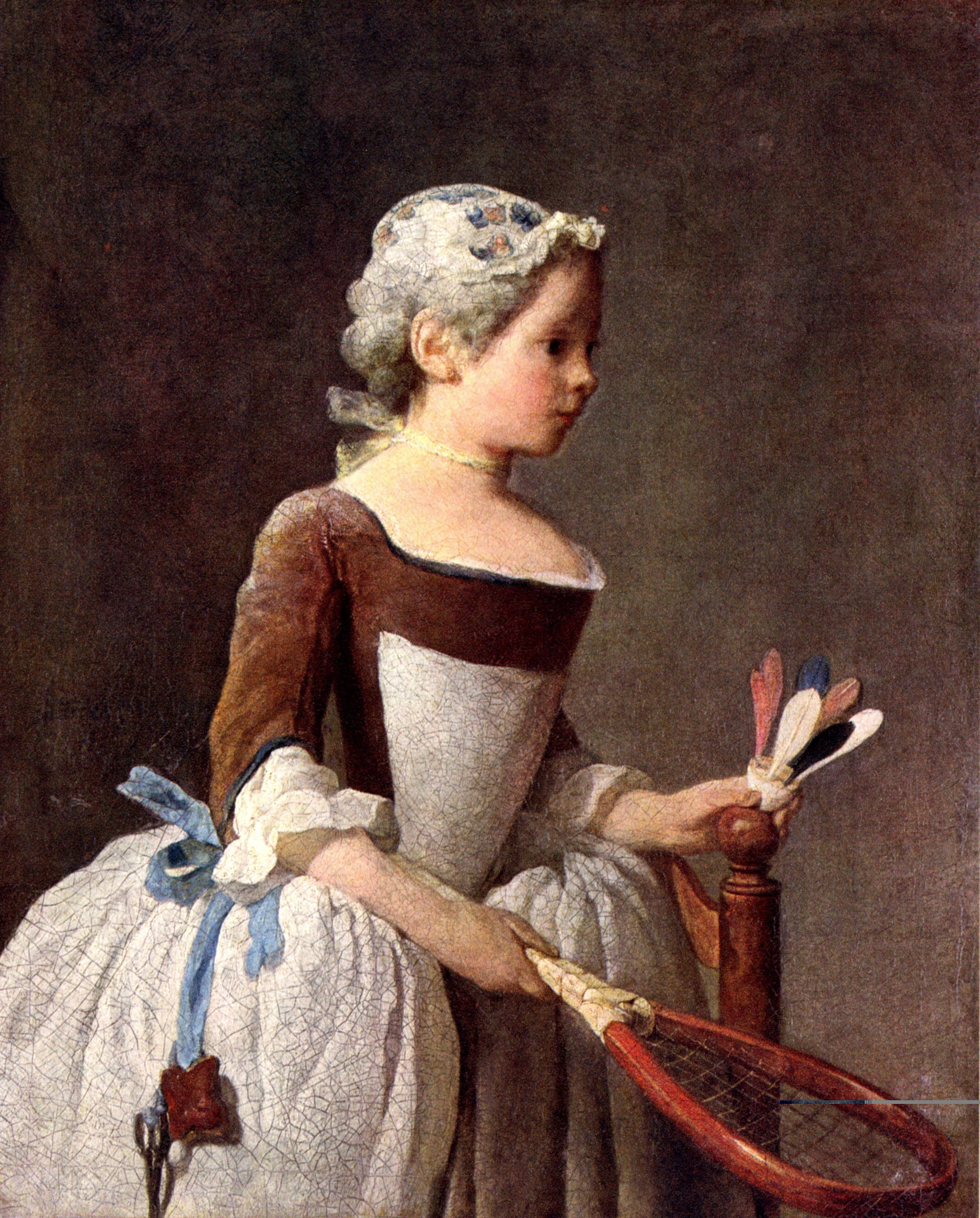
シャルダンの『ラケットを持つ少女』

こうした美術品収集にあたって最大のターゲットにされたのはユダヤ人富裕層だった。ナチス占領下であってもアーリア人(非ユダヤ人)所有の美術品については購入せねばならなかったが（ただしこの場合も圧力をかけて売却を強制したり、相場を下回る金額で購入した可能性はある）、ユダヤ人所有であれば「所有者なし」として問答無用で奪い取ることができたからである。ユダヤ人所有美術品の没収を行っていたナチスの公的機関はアルフレート・ローゼンベルクが指揮する全国指導者ローゼンベルク特捜隊(ERR)であるが、ゲーリングはこの組織に対して強い影響力を及ぼしていた。「芸術の国」フランスではユダヤ人富裕層に対する美術品没収が特に盛んに行われた。最大の被害者は莫大な数の美術品を所有していたユダヤ系銀行家の貴族ロスチャイルド家だった。パリ・ロスチャイルド家は1940年に連合軍が敗れるとアメリカやイギリスに逃げていったが、美術品の多くはロスチャイルド家の地方の城館・ロスチャイルド銀行の金庫・ルーブル美術館などに移された状態で残っていた。これらの美術品はローゼンベルク特捜隊の捜索で発見されて没収された。その数は実に5009点にも及ぶ。これらはゲーリング個人所有の列車でドイツに移送されたが、同家の美術品は世界最高峰の物が数多く含まれるため、ヒトラーも欲しがり、ゲーリングの指示でH（ヒトラー）とG（ゲーリング）の分類 ―最高級作品はHで、それより格下の作品がG― がなされた。
没収美術品についてヒトラーは常にゲーリングに優先して選ぶ権利があったが、ヒトラーの芸術趣向はゲーリングに比べると限定されていたので、ゲーリングはそれほどヒトラーと競合することなく美術品収集できたという。ゲーリングが収集した美術品の中にはナチスが退廃芸術と批判していたシャガール、グロス、クレー、ゴッホ、セザンヌ、ゴーギャン、ピカソの絵画もあったという。

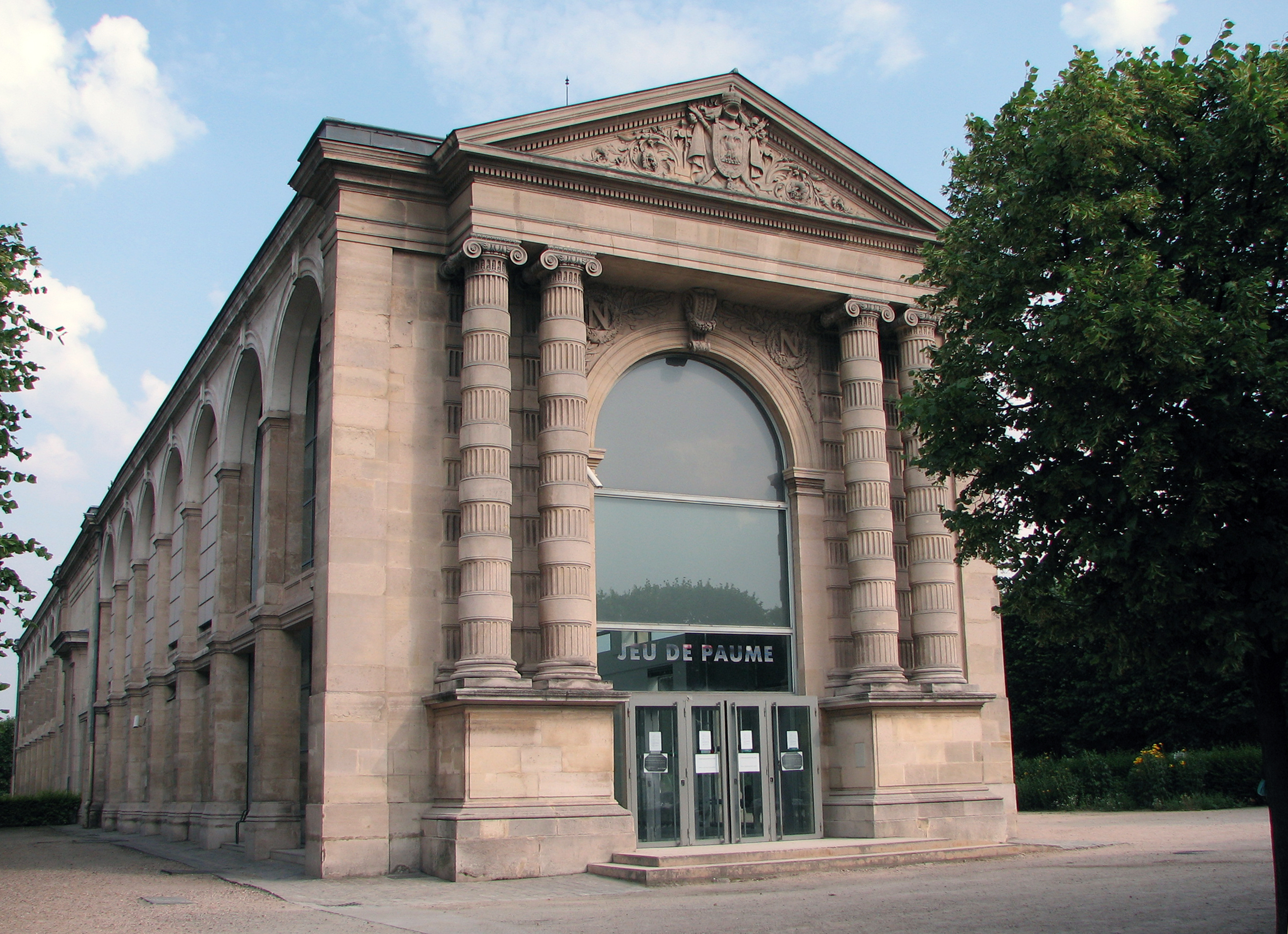
ユダヤ人から没収した美術品の主要な保管庫があったジュ・ドゥ・ポーム。

ゲーリングにとって芸術は大きなウェイトを占めており、戦争の最中の忙しい時間を割いてでもコレクション充実に力を注いだ。ユダヤ人から没収した美術品の主要な保管庫があるジュ・ドゥ・ポームにはよく足を運び、気にいった没収作品を見つけては自分の邸宅に持ち帰った。エルマン・ブンイェ博士によれば、ジュ・ドゥ・ポームを訪問したゲーリングに同行した際、彼は「ローゼンベルク特捜隊の行いはハーグ陸戦協定違反です。このような押収はドイツの法律家も反対するはずです」とゲーリングに訴えたが、ゲーリングは「ブンイェ君。その心配には及ばんよ。きみは私の地位がドイツのいかなる法律家よりも高いことを知らないのかね」と答えて進言を退けたという。
ゲーリングはニュルンベルク裁判中にレオン・ゴールデンソーンから受けたインタビューの中で略奪的な美術品収集について次のように弁解している。「まず第一に戦争では誰もが多少は略奪行為をするものだ。しかし私が行ったとされる略奪はどれ一つとして違法ではない。支払った金額は作品の実際の価格を下回っていたかもしれないが、とにかく常に支払いするか、あるいはヘルマン・ゲーリング師団を通じての公式ルートで私に届けられたのだ。このヘルマン・ゲーリング師団とローゼンベルク特捜隊のおかげで私は美術品をコレクションできた。恐らく私の欠点の一つは贅沢品に囲まれているのが好きなこと、根っからの芸術愛好家なので傑作を見ていると内側から生気がみなぎってくるような気がすることだろう。しかし私は常にこれらの貴重な美術品を私の死後、あるいは生前でもドイツ文化の偉大な栄光のために国立美術館に寄贈するつもりだった。こういう観点からみると論理的に悪いことをしたとは思えない」。ホッファーによれば「ヘルマン・ゲーリング美術館」の計画が存在したことは事実であるという。ただしその計画は戦争に勝利した後に始動することになっており、戦時中に一般公開されたことはなかった。

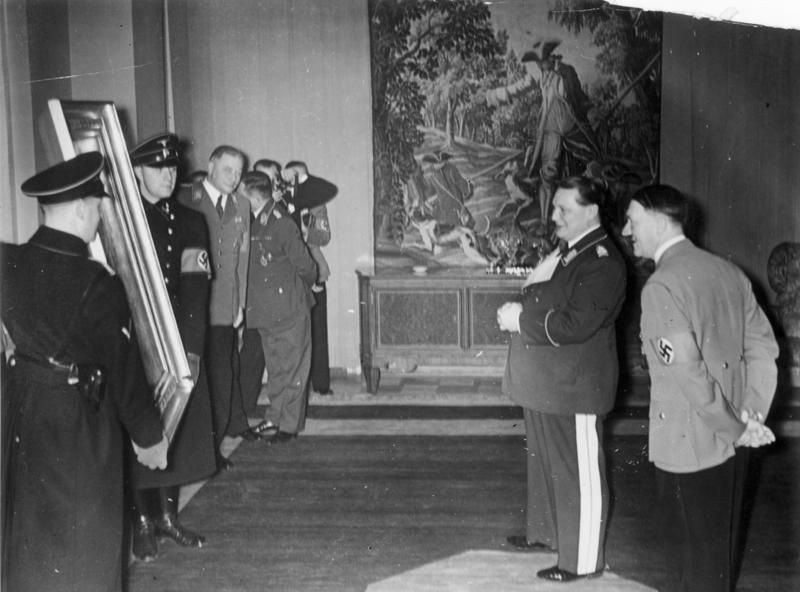
1938年1月12日のゲーリングの誕生日。総統からマカルトの絵画を贈られた。

上記のインタビューの中でヒトラーとの芸術の趣味は一致していたかという質問に対して「いや。ヒトラーは私が好きなゴシック様式を徹底して嫌っていた。そして古代ギリシャ・ローマ芸術・古典ロマン派に傾倒していた。古典主義芸術はギリシャ・ローマを志向し、19世紀初めに見られたものだ。ヒトラーは柱がたくさんある古典的建築様式が好きだった。絵画では19世紀の作品を好んでいたが、レンブラントも気にいっていた。彼はデューラーを嫌っていたが、私はデューラーが好きだ。ヒトラーはミケランジェロやルネサンス中期の芸術家が好きだが、私はドイツの巨匠や初期イタリア美術が好みだ。もう一つ芸術に関する見解の相違を挙げると、ヒトラーは木彫が好きではなく、ブロンズ像や石像に夢中だったが、私は木彫が好きだ。ヒトラーは南部ドイツ人 ―本当のところはオーストリア人だが― 対して私は北ドイツの先祖からの影響を受けている。美術では私はオランダの巨匠、スカンジナヴィア人、デューラー、ホルバインの作品を好んでいる」と答えている。
オランダ黄金時代の絵画としては、オランダ占領後にヨハネス・フェルメールの作とされる『姦通の女』などの絵画を購入していた。しかし、これはハン・ファン・メーヘレンが描いた贋作であった。戦後、ゲーリングが塩鉱山などに隠した美術品が連合国に発見され、押収される中にあって『姦通の女』も見つかり、それを売ったとされるメーヘレンが逮捕される事件も起こった。メーヘレンは自作の贋作であると告白し、これは後に科学鑑定で証明され、代金の代わりとしてオランダ絵画の真作を受け取っていたこともあって、ナチスを騙してオランダの国宝を守った英雄と評された。一説によれば、捕囚の身であったゲーリングは『姦通の女』が贋作であると知らされた時、初めてこの世界に悪が存在することを知ったかのような表情を浮かべたという。

### 実直な女性関係
ゲーリングの生活は退廃的、享楽的な色彩で彩られているが、女性関係については真面目で、夫人以外と関係を持つことはなかった。ゲッベルスをはじめとして女性スキャンダルが多いナチス幹部のなかでは珍しいが、これはゲーリングの一種の騎士道趣味によるものとも言われる。
ゲッベルスとの女性に対する接し方の違いが如実に現れているのは、映画監督のレニ・リーフェンシュタールをめぐる話と思われる。記録映画『オリンピア』の撮影をゲッベルスがことごとく妨害して彼女を泣かせたのに対し、ゲーリングは彼女を慰めたという。

### 頭の良さ

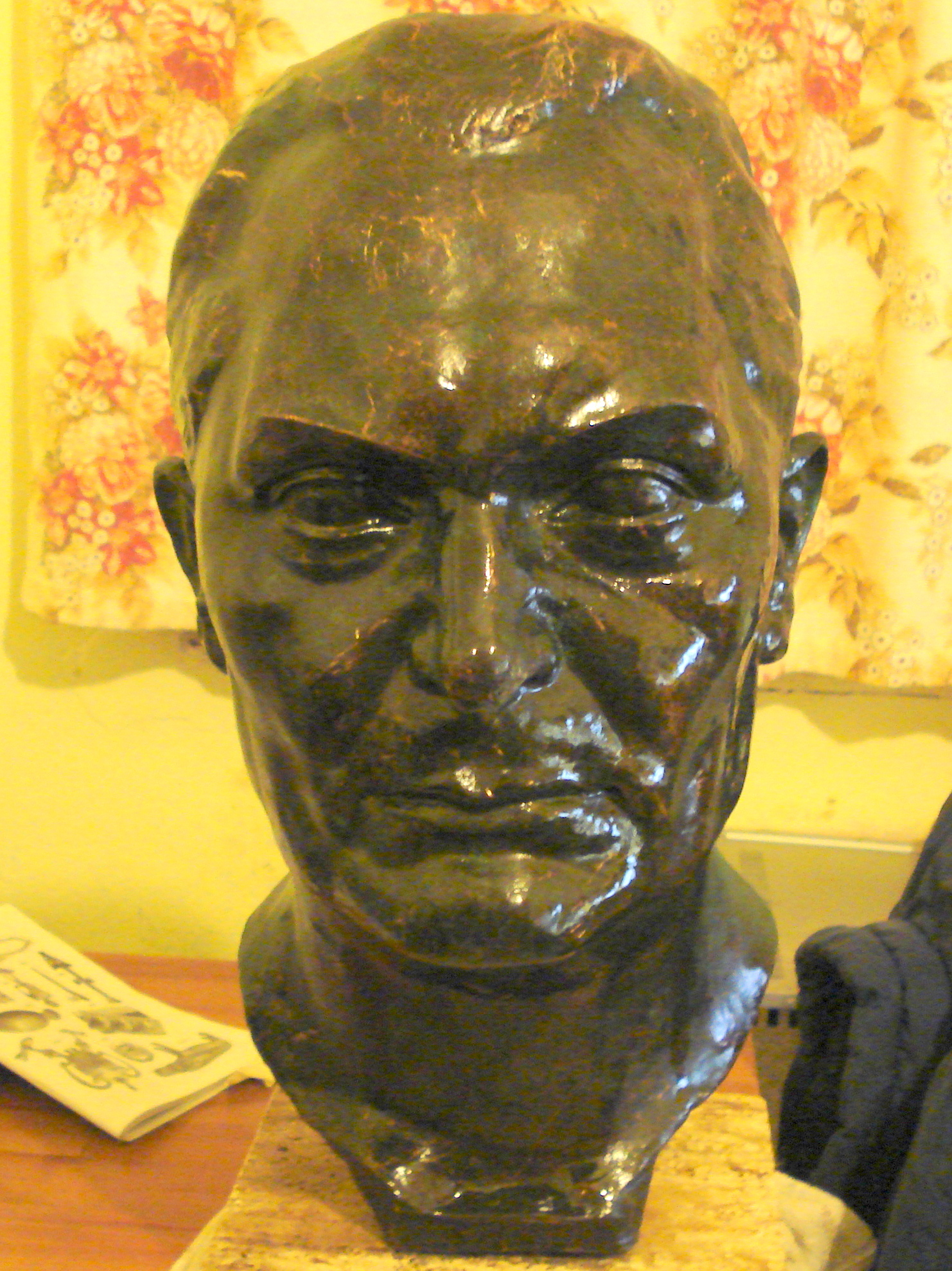
ゲーリングの頭像

ニュルンベルク刑務所付心理分析官グスタフ・ギルバート大尉が、開廷前に被告人全員に対して行ったウェクスラー・ベルビュー成人知能検査によると、ゲーリングの知能指数は138で、カール・デーニッツと並んで全被告人中第3位の知能の高さであった（1位のヒャルマル・シャハトは高齢を考慮されて一定数数値の水増し調整をしていた。素点の比較ではアルトゥール・ザイス＝インクヴァルトに次ぐ第2位となる）。一連の数列を聞いて、それをどこまで復唱できるかの記憶力検査では、ゲーリングは数字を前からなら8桁、後ろからなら6桁まで思い出せた。
ゲーリングと会話した人間も彼の理解力や頭の回転の速さを強調することが多い。アウクスブルクで彼を尋問した米軍将校は「ゲーリングは決して新聞報道などで何回も描かれるような喜劇中の人物ではない。彼はシェークスピアのフォルスタッフのように鈍くもないし、馬鹿でもない。一般的にいって彼は冷静で抜け目がない。彼は話題に上ったことの基本的な論点を直ちに把握することが可能である。」と報告書に書いている。イギリス駐ドイツ大使ネヴィル・ヘンダーソンも「ゲーリングは数多くの複雑な事柄から短期間に本質的な物を取り出す能力がある」と評している。

### 身体的特徴
米軍の捕虜になった際の拘留記録によると身長は178センチである。
肥満で知られる。彼のあだ名の一つは「ふとっちょ (Der Dicke)」だった。肥満のきっかけはモルヒネの大量摂取によるホルモンバランスの崩壊だったとみられるが、飽くことのない食欲が彼をどんどん肥満させた。厳重な摂食で一定範囲内に収めようと努力はするものの、定期的にそれを破り、うまい食べ物と酒をたらふく詰め込んでしまったという。自らの体重の上限を280ポンド（127キロ）に定めていたが、それをはるかに超えていることがしばしばだった。米軍の拘留時の記録では体重は118キロとなっている。モンドルフで拘留されている間にかなり体重を落とし、1945年9月にニュルンベルク刑務所へ移送された際には200ポンド（91キロ）になっていた。
演説で自分の肥満をしばしばネタにした。「国民の自由を達成し、国家の力を確保するためなら、多少の快適さを諦めても大した犠牲ではない。軍備は増強すればするほど、我らの安全は保障され、攻撃される可能性が減少する。総統はじめ我々指導者は、自分でできないことを、貴方がた国民に要求するつもりはない。脂肪の取り過ぎは太り過ぎの腹を作る。私自身バターの量を減らして10キロやせた」、「諸君はバターを欲するか、それとも大砲を欲するか。我々はラードか、もしくは鉄鉱石、どちらを輸入するべきなのか。これだけははっきりと言っておきたい。（自分の腹を叩きながら）バターは我々を太らせるだけだぞ」 といった具合である。また市民のジョークにも彼の肥満ネタは多く、戦時中には「いつ戦争が終わるか知っているか？ ゲーリングがゲッベルスのズボンをはけるようになった時さ」というジョークが流れていた。
生誕時には綺麗な青い目が特徴的であったという。母フランツィスカはそれを喜んだが、代父エーペンシュタインは「生まれた時は大体みんな青い目をしているんだよ。でも大人になってくるとだんだん黒くなってしまう。」と冷めた感想をもらした。しかしフランツィスカは「いいえ。ヘルマンの目はそうじゃないわ。きっといつまでも青いままよ」と述べたという。ゲーリングの成長後の目の色は緑がかった青色だった。

### ユダヤ人について

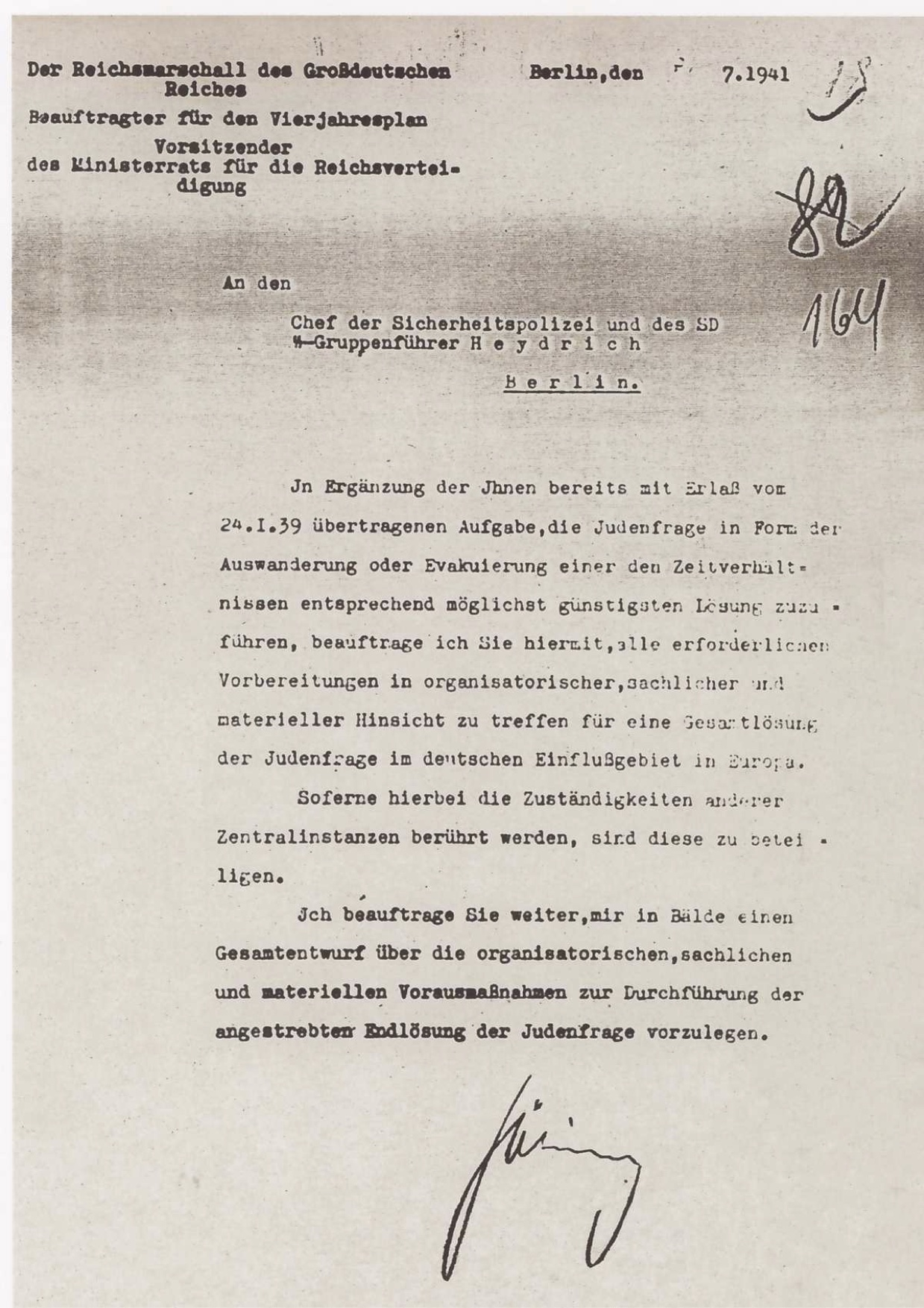
1941年7月にゲーリングがハイドリヒに「ユダヤ人問題の最終的解決」を委託した文書。

彼はヒトラーの側近としては珍しく多面的なところがあり、反ユダヤ主義のドグマにも囚われてなかったという。ゲーリングの代父エーペンシュタインが半ユダヤ人だったこと、側近のミルヒにも半ユダヤ人の噂があったこと、妻エミーの劇団仲間にユダヤ人が多かったことなど個人的な事情も関係していたかもしれない。ニュルンベルク裁判で追及されたようにゲーリングは多くの反ユダヤ主義演説を行い、ユダヤ人を経済から締め出す政策を遂行し、「ユダヤ人問題の最終的解決」をハイドリヒに委託した人物である。ゲーリングがハイドリヒに出した委託書は次の通りだった。「私は貴下にすでに1939年1月24日付けの命令で国外移住または疎開の形でユダヤ人問題を時代の状況に相応してもっとも有利な解決を図る任務を与えたが、これに補充してヨーロッパのドイツ勢力圏におけるユダヤ人問題の全面的解決のために組織的及び実務的及び物質的観点からみて必要なあらゆる準備を行うことを委任する。そのさいに他の中央機関の権限にかかわる場合には、これらの中央機関を参加させるべきである。さらに貴下に追求されてきたユダヤ人問題の最終解決を実行するための組織的・実際的・物質的準備措置に関する全体的計画を早急に私の所へ送るように委任する」連合国は「最終的解決」を絶滅計画と主張している。一方ゲーリングは「最終的解決」とは絶滅ではなく、東方移住を意味していると主張している。またアドルフ・アイヒマンの証言によるとこの委任文書は国家保安本部で作成されたものでゲーリングは署名を迫られただけであるという。しかしゲーリングの場合、反ユダヤ主義はナチ党員としての、あるいはヒトラーへの忠誠を示すための「義務感」でやっているところが大きかった。
ゲーリングは寝室などプライベートの場では、ユダヤ人が他のドイツ人と全く変わらないというエミーの意見に同意していたという（ただその時には、にやりと笑って「しかしちょっとお利口すぎるな」と付け加えるのが常だったという）。当時のドイツでは劇場関係の仕事はユダヤ人が多く、舞台女優だったエミーもユダヤ人の友人を多く持っていた。エミーは友人の保護をゲーリングによく依頼し、ゲーリングもしぶしぶそれに応じた（「お前がこんなことばかり続けていると、ヒムラーを敵に回してしまうことになるぞ」「ユダヤ人、ユダヤ人！ 奴らが私の失脚の原因になることだって有りえないことじゃないんだ！」と愚痴っていたという）。
ユダヤ人絶滅政策（ホロコースト）への関与や認知は全面的に否認している。弁護士には「ユダヤ人大虐殺について私は実際に何も知らなかった。1943年以降、ユダヤ人に多くの犠牲者が出たという報告はたびたび受けたが、私は報告者たちに、あまり外国のプロパガンダ放送を聞くなと忠告していた。200人とか2000人が殺されたという報道なら私も場合によっては信じたかもしれない。だが数百万人の虐殺などという報道は私にはまったくありえないことに思われた。」と述べた、甥のクラウス・リーゲルには「たしかに私はユダヤ人を政界と経済界から遠ざけようとはした。しかし誰かに危害を加えるなど決して望まなかった」と語ったという。
精神医学者ゴールデンソーンのインタビューの中でナチ党の人種政策について次のように語った。「もともとは本質的な物ではなかった。あの政策が重要視されたのは、熱狂的な人種主義者の一派が政治的影響力を増したからだ。ローゼンベルク、シュトライヒャー、ヒムラー、ゲッベルスといった連中だ。国家社会主義には別の路線をとる可能性もあったのだ。党員の多くは過激な人種差別には反対だったが、自分の仕事に忙殺されていたのだ。政治や経済の面で力を付けることの方が、そういう人種主義的なプロパガンダより重要だと私は思う。」。またナチ党綱領のユダヤ人差別条項を追及された際には、他民族を蔑視する人種差別法自体は世界中どこの国にでもあるとして、フランス植民地、オランダ領東インド、英領インド・英領アフリカ、アメリカ南部諸州などの人種法を実例として挙げた。またゲーリングはギルバート大尉に「アメリカでは黒人は部隊を指揮できるのか？」「黒人は白人と同じバスに乗ることができるのか？」といった質問を嫌味でよくしたという。

### その他の逸話
- ゲーリングは国会議長官邸の壁一面にバラが描かれたロココ調の悪趣味な装飾を嫌い、シュペーアに新しい国会議長官邸を作らせた。シュペーアもこの装飾を見た時、悪趣味という感想を持ったが、ある時ゲーリングが同じくこの装飾を悪趣味と考えているであろう現場監督がそれを褒めるよう仕向けてやるという賭けをシュペーアに持ちかけた。現場監督が召集されるとゲーリングは壁一面のバラを指して自分がいかにこういう装飾が好きかを語ったうえで「君もそう思わないか？」と話を振った。現場監督は芸術家としての良心と権力者へのご機嫌とりの狭間で苦悩し、汗を流していたが、結局後者を優先し、素晴らしい装飾でございますと述べた。現場監督が去った後、ゲーリングは馬鹿にしたようにシュペーアに「人間なんて皆あんなもんさ。」と語ったという。これについてシュペーアは「たしかに皆そうだったが、それはゲーリングも含めてである。なぜなら彼は食事の時、ヒトラーに向かって、自分の家がいかにヒトラーの家と同じか語ってご機嫌をとっていたからである。もしヒトラーが部屋の壁にバラの装飾を付けたら、ゲーリングもきっと同様にバラの装飾をしたに違いない」と回顧録の中で書いている[415]。
- 国会議長としてのゲーリングは国会内では敵対政党の政治家とも個人的には良い付き合いをすることを心がけていた。1933年3月にドイツ共産党党首エルンスト・テールマンが突撃隊指導者カール・エルンストの収容所で暴行を受けているという話を聞くと、ゲーリングはテールマンを自分の執務室に連れてくるよう命じた。テールマンが連れてこられると、ゲーリングは彼と握手して酷い取り扱いについて詫びるとともに虐待した者は処分すると約束した。同時に「もしも権力の座に就いていたのが君たちの方だったら、今頃、君らは私を殴るどころでは済ませていないでしょう。私の首をちょん切っているはずだ」と皮肉る事も忘れず、彼をもとの収容所に戻すよう指示したという[416]。

## 家族

### 前妻カリン
ゲーリングの最初の妻カリン・ゲーリングは、スウェーデン陸軍大佐カール・フォン・フォック男爵の四女であり、スウェーデン陸軍大尉ニルス・フォン・カンツォウ男爵と結婚して、彼との間にトーマスという息子を儲けたが、1920年2月に当時スウェーデンで民間飛行士をしていたゲーリングと出会い、不倫するようになった。やがてカリンはニルスと離婚して、1923年2月にミュンヘンでゲーリングと再婚した。
1923年11月のミュンヘン一揆の失敗後、カリンは腰に銃弾を受けて負傷した夫ゲーリングとともにオーストリアのインスブルックへ逃れた。カリンは病院で付きっきりで夫ヘルマンの看病をした。その後、ゲーリングとカリンはスウェーデンへ戻り、カリンの実家フォン・フォック家に頼ることになった。フォン・フォック家のお金で施設や精神病院へ入ったゲーリングをカリンは支え、モルヒネ依存を抜け出させようとした。
ヒンデンブルク大統領の恩赦があったのちの1928年1月にベルリンへ戻り、ナチ党での活動を再開したゲーリングは5月にはナチ党の国会議員に当選した。カリンは不治の心臓病でありこの頃にはだいぶ危険な状態になっていたが、彼女は最後の力をふりしぼってヘルマンの社交界での活動に尽力した。1931年10月17日、心臓病で死去した。
ゲーリングにとって彼女は死後も崇拝の対象であり続けた。自らの豪華な別荘に「カリンハル」と名付け、所有の二隻の豪華なヨットに「カリン1号」「カリン2号」と名付けている。ベルリンのカイザーダムの自邸にはカリンの個人的な記念品で埋め尽くされた部屋があり、ゲーリング以外入ることを禁止されていた。エミーとの再婚後もエミーとの関係には常にカリンが影響していたといえる。ゲーリングの奇抜な私服も多くはカリンのデザインであったという。

### 後妻エミー

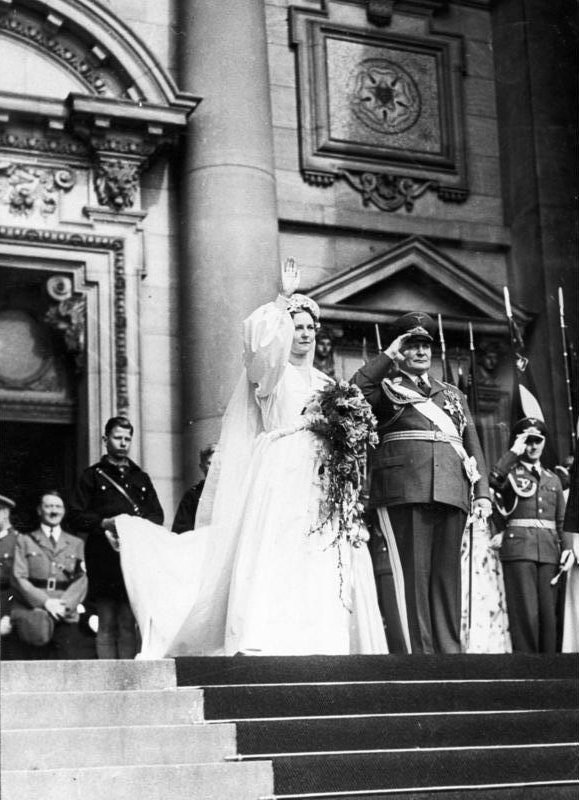
1935年4月10日、ヘルマンとエミーの結婚式

ゲーリングの後妻エマ・ゲーリング（愛称エミー）は、ワイマール州立劇場の女優だった。1932年にゲーリングと初めて知りあった。エミーはゲーリングの前妻カリンへの愛情の深さに感銘を受け、ゲーリングもカリンを気にしてくれるエミーに好感を持ち、彼女にカリンの写真を送るなどしている。これをきっかけに二人は付き合うようになった。エミーはゲーリングがカリンを通じて自分を愛していることを知っており、決して前妻カリンと争うことはしなかった。このことはゲーリングに好感を持たせた。
1935年2月に二人は婚約した。4月10日に結婚式が催された。3万人の空軍軍人が動員された華々しいものとなった。結婚後、エミーはゲーリングの希望により劇場の女優の仕事を辞めた。二人は結婚後、オーバーザルツベルクの自邸で暮らした。1938年6月に一人娘のエッダを儲けた。ヒトラーに夫人がいなかったため、エミーが第三帝国の「ファーストレディー」の役割を果たすこととなり、ヒトラーの公務の軽減にも功績を残した。エミーはブルガリア国王ボリス3世、ハンガリー王国摂政ホルティ、ギリシア王ゲオルギオス2世、イギリスのウィンザー公、日本の松岡洋右外務大臣、山下奉文将軍、チャールズ・リンドバーグなどを「カリンハル」に迎えている。
ドイツ敗戦後に夫ゲーリングが逮捕され、1945年10月25日にエミーも逮捕された。1946年2月に釈放された後、ニュルンベルク軍事法廷に夫との面会許可を申請し続けたが、なかなか許可が下りず、処刑前の1946年10月7日に30分間の来訪が許された。エミーは「あなたはここニュルンベルクであなたの同僚とドイツのためにできることすべてをやった…。私はずっとあなたがドイツのために戦い倒れたのだという思いを担い続けるでしょう…。」と述べた。これに対してゲーリングは「キミは固く信じていい。私は決して彼らには吊るされない。」と述べた。この時エミーはその意味に気付かなかったが、ヘルマンはすでに毒薬を手に入れており自殺を決意していたのだった。
エミーは、1947年5月29日に再び逮捕され、1948年6月に非ナチ化法廷にかけられ、有罪判決を受けた。釈放後、エミーはエッダとともにミュンヘンで暮らし、1967年には回顧録『我が夫の傍らで』を執筆し、この中で夫ヘルマンを弁護した。エミーは1973年6月10日にミュンヘンにおいて死去した。

### 娘エッダ
エッダ・ゲーリングは、1938年6月2日、ゲーリングが45歳、エミーが44歳の時に生まれた娘である。ゲーリングにとって初めてにして唯一の子供だった。ゲーリングが尊敬するイタリア統領ムッソリーニの娘エッダにちなんで名付けられたといわれているが、後年（1972年）エミーがそれを否定している。生誕とともに世界中から62万8000通の祝電がゲーリングの下に届いた。総統アドルフ・ヒトラーが代父となった。ゲーリングはミュンヘン一揆の際に腰に受けた銃弾で精巣がひどく傷ついたため、生殖能力がないと噂されていた。カリンとの間に子供ができなかったことからゲーリング自身もその可能性を心配していた。そのためエッダが生まれた際にはゲーリングはとても喜んだという。エッダは別の人間の子でゲーリングの子ではないという噂が流れたが、赤ん坊は育てば育つほどゲーリングにそっくりになり、やがてこの件はほとんど噂されなくなった。
戦後、エッダは母とともにミュンヘンで暮らし、医学技術助手となった。しかしゲーリングの娘であるエッダは結婚ができず、仕事と母親の世話にいそしむこととなった。1973年に母エミーを亡くした後もミュンヘンに住み続けた。エッダは他のナチス指導者の子供たちとは異なり、ナチス・ドイツやホロコーストでの父ゲーリングの役割について公にコメントしなかったが、1990年代に行われたインタビューで自分の父親についてこう語っている。
「私は父をとても愛していた、そして父もどれほど私を愛していたかは明らかでした。もう父に会うことはできないけれど、私にとってとても良い父親でした。」
2015年、エッダは父親の遺産の収用に関して補償を求めてバイエルン州議会に申し立てたが、議会はエッダの申し立てを満場一致で却下した。
2018年12月21日に死去。ミュンヘンにある墓地（場所非公開）に埋葬された。

## キャリア

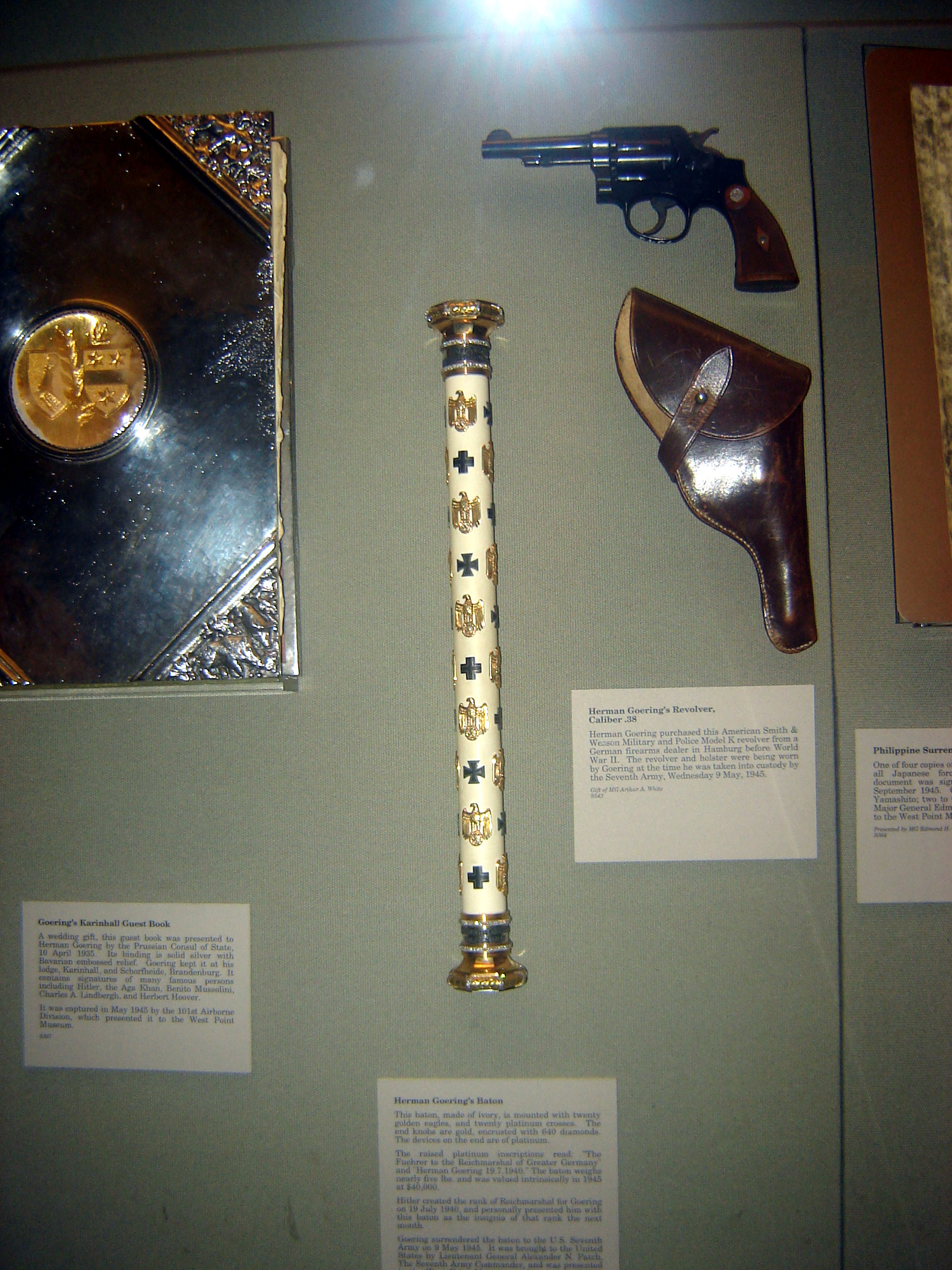
国家元帥の元帥杖と所持していたミリタリー&ポリス

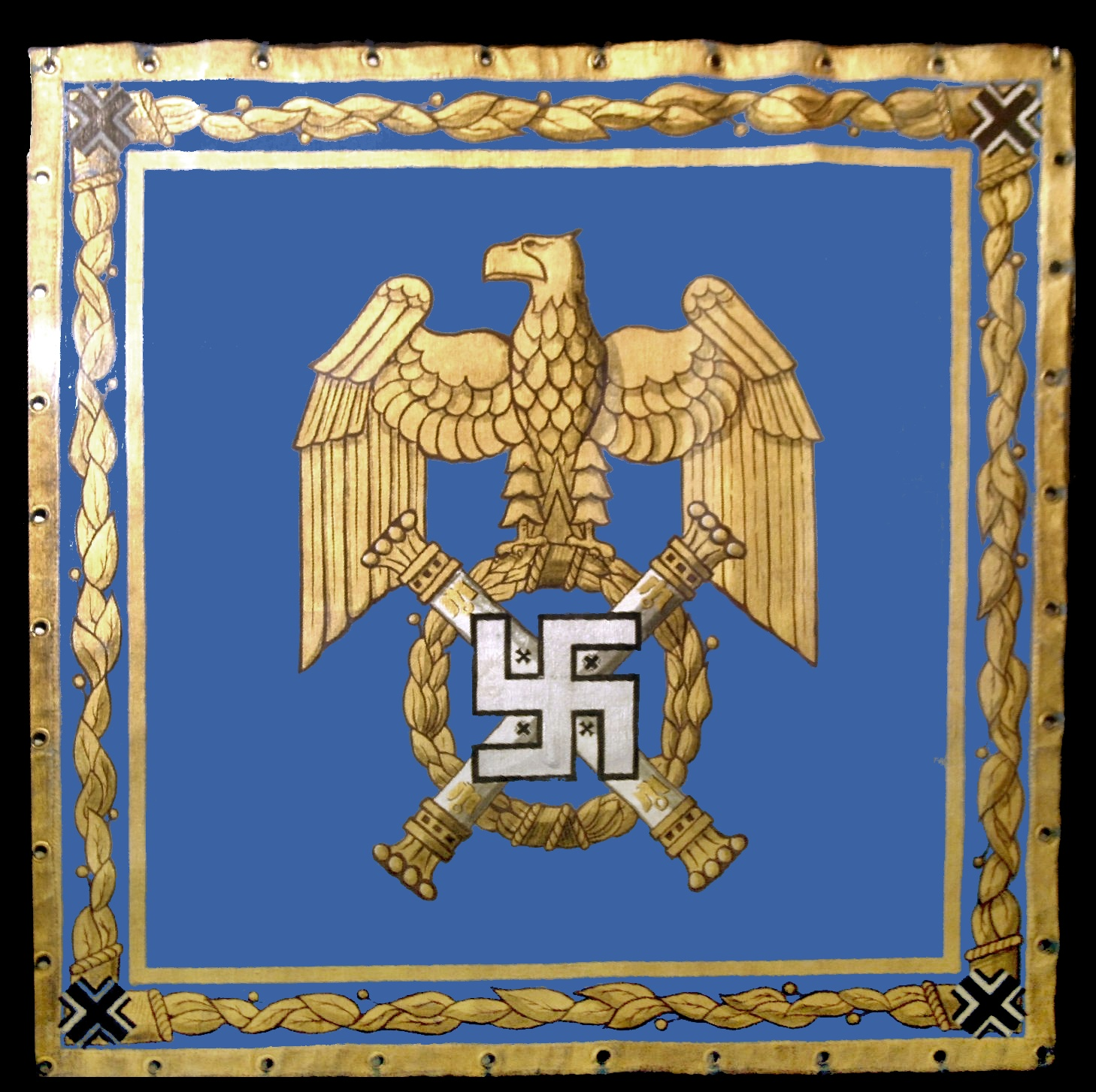
国家元帥旗

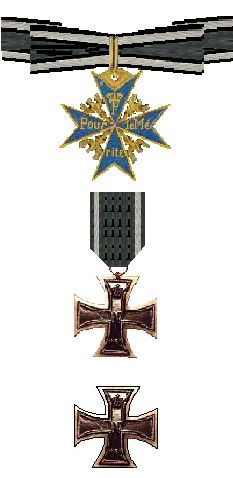
第一次世界大戦中にヘルマンが受章した勲章。プール・ル・メリット勲章、一級鉄十字章、二級鉄十字章

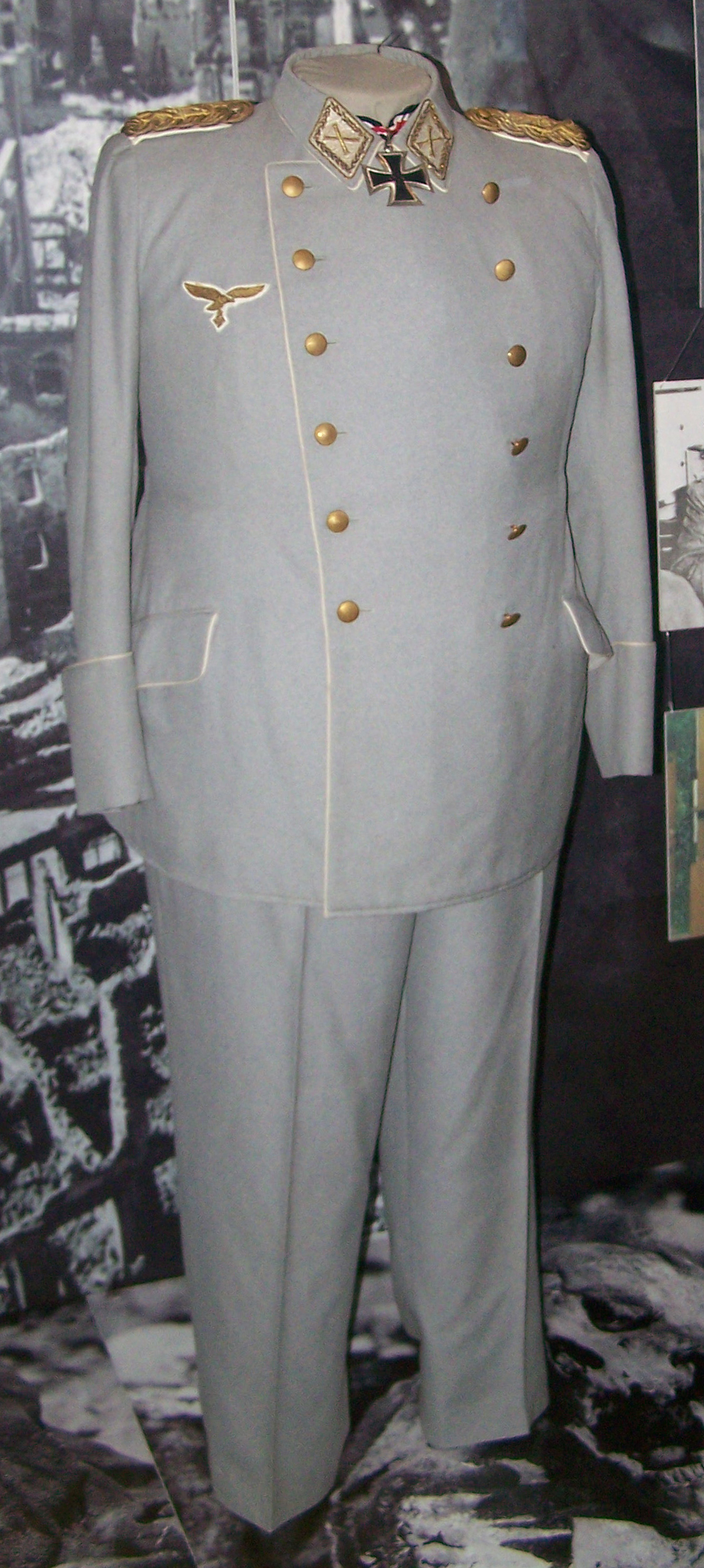
ヘルマン・ゲーリングの軍服。襟元に大鉄十字章（第二次大戦においては彼だけが受章）

### 階級
軍階級
- 1911年5月13日、士官候補生 (Fähnrich) [11]
- 1914年1月20日、少尉 (Leutnant) [11][419]
- 1916年8月18日、中尉 (Oberleutnant) [11][419]
- 1920年6月8日、名誉階級大尉 (Charakter als Hauptmann) [11][419]
- 1933年8月30日、名誉階級歩兵大将 (Charakter als General der Infanterie) [11][注釈 10]
- 1935年5月21日、航空兵大将 (General der Flieger)[11][注釈 11]
- 1936年4月20日、上級大将 (Generaloberst) [11][419]
- 1938年2月4日、元帥 (Generalfeldmarschall) [11][419]
- 1940年7月19日、大ドイツ国国家元帥 (Reichsmarschall des Grossdeutschen Reichs) [11][419]

警察階級
- 1933年9月14日、地方警察大将 (General der Landespolizei) [11]

ナチ党階級
- 1923年3月1日、SA最高指導者 (Oberste SA-Führer) [11]
- 1931年12月18日、SA中将 (SA-Gruppenführer)  [11][419]、NSFK中将 (NSFK-Gruppenführer) [11]
- 1933年1月1日、SA大将 (SA-Obergruppenführer)  [11][419]

### 受章歴
- 鉄十字勲章
  - 1914年版二級鉄十字章（1914年9月15日）[35][419]
    - 1939年版略章（1939年9月）[35]

  - 1914年版一級鉄十字章（1915年3月22日）[35][419]
    - 1939年版略章（1939年9月）[35]

  - 騎士鉄十字章（1939年9月30日）[35][419]
  - 大鉄十字章（1940年8月19日）[35][注釈 12]
- ツェーリンク獅子勲章 (de:Orden vom Zähringer Löwen)（バーデン大公国）
  - 剣付二級騎士十字章（1915年7月8日）[35][注釈 13]
- ホーエンツォレルン王家勲章
  - 剣付騎士十字章（1917年10月20日）[35][419]
- 軍事カール・フリードリヒ功労勲章 (de:Militär-Karl-Friedrich-Verdienstorden)（バーデン大公国）
  - 騎士十字章（1917年10月20日）[35][419]
- プール・ル・メリット勲章戦功章（1918年6月2日）[35][419]
- 戦傷章
  - 黒章（1918年）[35][419]
- プロイセン王国パイロット兼観測員バッジ (Kgl.Preuss.Flugzeugführer- und Beobachterabzeichen)（1914年11月15日）[35][419]
- プロイセン王国パイロットバッジ (Kgl.Preuss.Flugzeugführerabzeichen)（1915年10月12日）[35][419]
- パイロット兼観測員バッジ (de:Flugzeugführer- und Beobachterabzeichen)
  - 黄金ダイヤモンド章（1935年）[35][419]
- パイロットバッジ (de:Flugzeugführerabzeichen)
  - ダイヤモンド章[419]
- 名誉十字章
  - 前線戦士章（1934年）[35]
- 勤続章 (de:Dienstauszeichnung)
  - 国防軍勤続章
    - 四級[35]

  - ナチ党勤続章
    - 銅章[35]
    - 銀章[35]
    - 金章[35]
- Uボート戦闘章 (1939年版) (U-Boot-Kriegsabzeichen)
  - ダイヤモンド章[419]
- 黄金ナチ党員バッジ（1933年12月1日）[35][419]
- 血の勲章（1923年11月9日記念メダル）（1933年11月9日）[35][419]
- ダンツィヒ十字章
  - 二級（1939年1月）[35][419]
  - 一級（1939年1月）[35][419]
- 航空研究学校ヘルマン・ゲーリング記念勲章 (Hermann-Göring-Denkmünze der Deutschen Akademie der Luftfahrtforschung)（1938年1月21日）[35]

#### 外国勲章
- 1915年版戦争メダル（鉄半月勲章）（オスマン帝国勲章）（第一次世界大戦中）[420][419]
- 聖マウリッツィオ・ラザロ勲章（イタリア王国勲章）
  - 大十字章（1938年）[420]
- 聖タマル勲章（グルジア勲章）正式な受章は確認できないが佩用している写真がある[421]。
- ダンネブロ勲章（デンマーク勲章）
  - ダイヤモンド付大将校章（1938年8月6日）[420]
- くびきと矢の勲章 (Orden Imperial del Yugo y las Flechas)（スペイン勲章）（1939年）
  - 大十字章（1938年）[420]
- 剣勲章 (sv:Svärdsorden)（スウェーデン勲章）
  - 大十字章（1939年2月2日）[420]
- イタリア軍事勲章 (it:Ordine militare d'Italia)（イタリア勲章）
  - 大十字章（1941年11月27日）[420]
- 旭日章（日本勲章）
  - 勲一等旭日大綬章（1937年11月8日）[422]
  - 勲一等旭日桐花大綬章（1942年9月26日）[420][423]
- 白バラ勲章 (fi:Suomen Valkoisen Ruusun ritarikunta)（フィンランド勲章）[420]
- ミハイ勇敢公勲章 (en:Order of Michael the Brave)（ルーマニア王国勲章）
  - 3級[420]
  - 2級[420]
  - 1級[420]
- 戦争勝利勲章（スロバキア勲章）[420]

## メディア作品
- テレビドラマ『ニュルンベルク軍事裁判』ではブライアン・コックスがゲーリングを演じ、エミー賞助演男優賞を受賞した。
- 映画『魔王（英語版）』（フォルカー・シュレンドルフ監督 ジョン・マルコヴィッチ主演 1996年独仏英）に登場するフォルカー・シュペングラー（ドイツ語版）が演じるゲーリングは、バロック的な奢侈を好む側面がよく再現されている。
- チャールズ・チャップリンの映画『独裁者』でトメニア国の独裁者アデノイド・ヒンケル（役: チャップリン）の側近としてビリー・ギルバートが演じるヘリング元帥が登場するが、これはゲーリングのパロディである。映画でのヘリングは地位こそ高く虚栄心の塊ではあるが、行動では失敗ばかり繰り返し、ヒンケルからも侮られるという喜劇的に誇張された人物として描かれている。
- 『リバーワールド』シリーズ（Riverworld, 1971年-） - 死後の世界を扱ったフィリップ・ホセ・ファーマーのSF小説。登場人物の一人で最初は悪役だが、後に改心する。
- 映画『アフリカン・カンフー・ナチス』にて、ヒトラー、東条英機に次ぐ武術の達人という設定で登場。尚、演じたのはマルスエル・ホッペという現地のガーナ人俳優。撮影スタッフの唯一の白人がヒトラー役を演じているため、この映画のゲーリングは黒人となっている。